# 6. Januar
Der 6. Januar (in Österreich und Südtirol: 6. Jänner) ist der 6. Tag des gregorianischen Kalenders, somit bleiben 359 Tage (in Schaltjahren 360 Tage) bis zum Jahresende.

## Ereignisse

### Politik und Weltgeschehen
- 0168: Mit einer Ansprache an die Prätorianer eröffnet Kaiser Mark Aurel den römischen Feldzug im Ersten Markomannenkrieg.
- 0754: In Ponthion wirft sich Papst Stephan II. dem Frankenkönig Pippin III. zu Füßen und fleht ihn um Unterstützung gegen die Langobarden unter Aistulf an.
- 1013: Eine polnische Delegation kündigt in Allstedt dem ostfränkisch-deutschen König Heinrich II. das Kommen des polnischen Kronprinzen Mieszko II. Lambert an, der einen Frieden verhandeln soll.
- 1066: Harald II. wird als König von England gekrönt.
- 1099: In Aachen wird Heinrich V. vom Kölner Erzbischof Hermann III. von Hochstaden zum deutschen König gekrönt.
- 1205: Der Staufer Philipp von Schwaben, der sich im Thronstreit um die deutsche Königskrone mit dem Welfen Otto von Braunschweig befindet, wird erneut zum deutschen König gekrönt – diesmal in Aachen vom Kölner Erzbischof Adolf von Altena.
- 1286: Philipp IV. wird in der Kathedrale von Reims zum französischen König gekrönt und gesalbt.

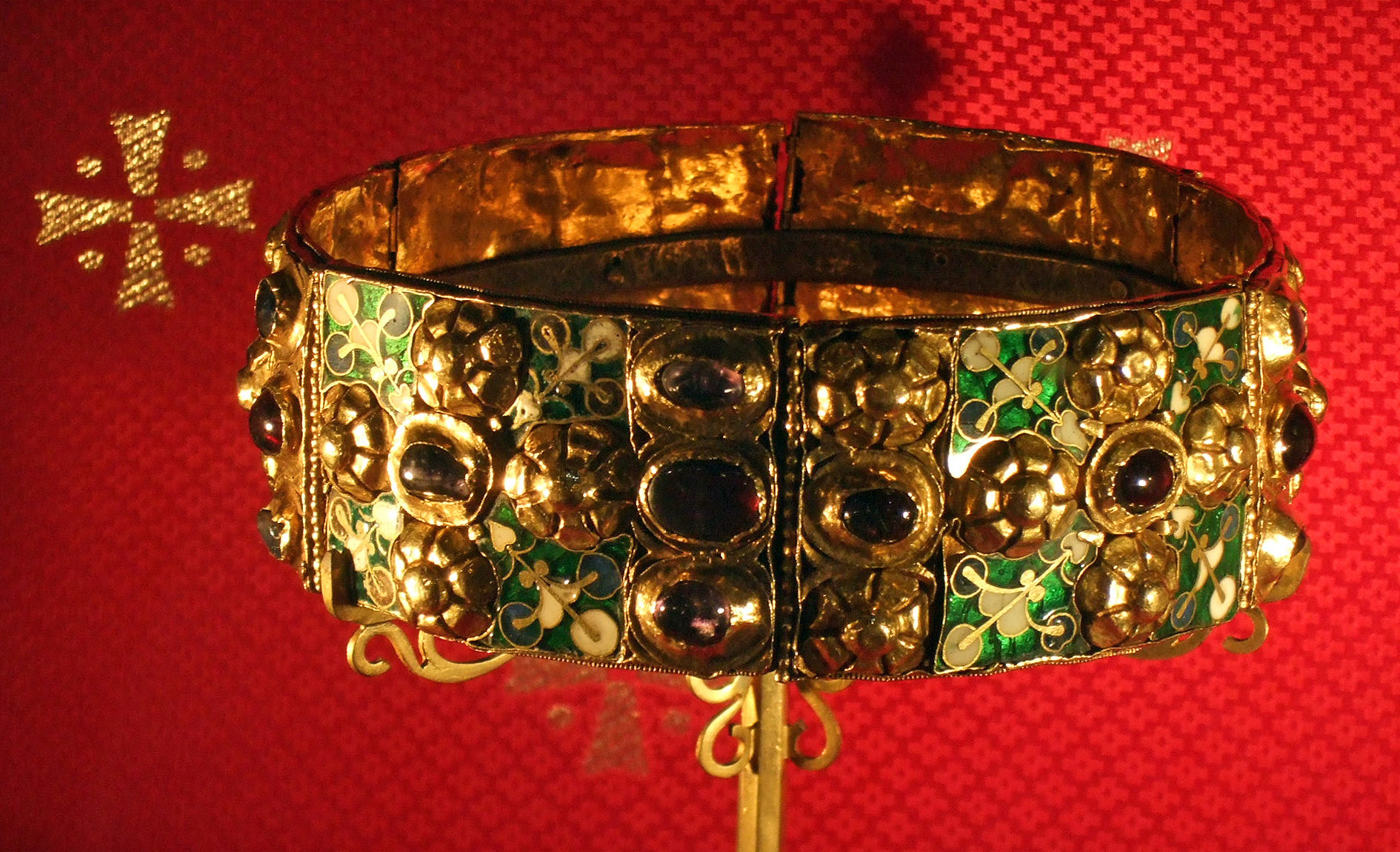
1311: Eiserne Krone

- 1311: Der römisch-deutsche König Heinrich VII. wird in Mailand auch zum König von Italien gekrönt. Hierfür wird die Eiserne Krone der Langobarden neu angefertigt.
- 1314: Im Zuge des Marchenstreits überfallen und plündern Schwyzer Landsleute das Kloster Einsiedeln.
- 1355: Der römisch-deutsche König Karl IV. wird in Mailand mit der Eisernen Krone gekrönt.
- 1449: In Mystras auf dem Peloponnes wird Konstantin XI. zum byzantinischen Kaiser gekrönt.
- 1453: Mit der Anerkennung des vom Habsburger Herzog Rudolf IV. 1359 gefälschten Privilegium Maius durch den Habsburger Kaiser Friedrich III. wird Österreich zum Erzherzogtum, und damit praktisch einem Kurfürstentum gleichgestellt.
- 1537: Alessandro de’ Medici wird in Florenz Opfer eines Attentats durch seinen entfernt verwandten Vetter Lorenzino de’ Medici.
- 1540: Englands König Heinrich VIII. heiratet seine vierte Frau, die Deutsche Anna von Kleve. Die Ehe wird später im selben Jahr annulliert.

1579: Union von Arras (gelb)

- 1579: Die katholischen südlichen Provinzen der Spanischen Niederlande schließen sich zur Union von Arras zusammen und bekennen sich ausdrücklich zum katholischen Spanien König Philipps II.

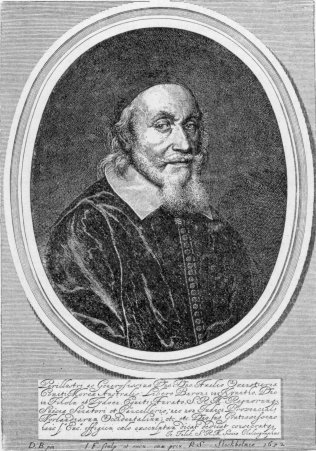
1612: Axel Oxenstierna

- 1612: Axel Oxenstierna wird in Schweden zum Reichskanzler ernannt. Er bleibt 42 Jahre lang, bis zu seinem Tod, Inhaber dieses Amtes, modernisiert in dieser Zeit die Administration und hat erheblichen innen- wie außenpolitischen Einfluss.
- 1643: Der niederländische Seefahrer Abel Tasman gibt den entdeckten Drei-Königs-Inseln ihren Namen.
- 1781: In Saint Helier findet die Schlacht von Jersey statt, der bislang letzte Versuch der Franzosen, die britische Kanalinsel Jersey zu erobern.
- 1810: Im Vertrag von Paris beenden Frankreich und Schweden ihren Kriegszustand im Rahmen der Koalitionskriege. Schweden erhält Schwedisch-Pommern und die Insel Rügen, muss sich im Gegenzug aber an der gegen Großbritannien gerichteten Kontinentalsperre beteiligen.
- 1848: Im Wettlauf gegen ein französisches Expeditionskorps erobert Spanien die unbewohnten Islas Chafarinas, eine kleine Inselgruppe vor der Küste Marokkos, die heute zur spanischen Plaza de soberanía gehört.
- 1866: In Stuttgart findet das erste Dreikönigstreffen aus Landesvertretern der neu gegründeten Demokratischen Volkspartei statt.
- 1912: New Mexico, das bisherige New-Mexico-Territorium, wird als 47. Bundesstaat in die Vereinigten Staaten aufgenommen.

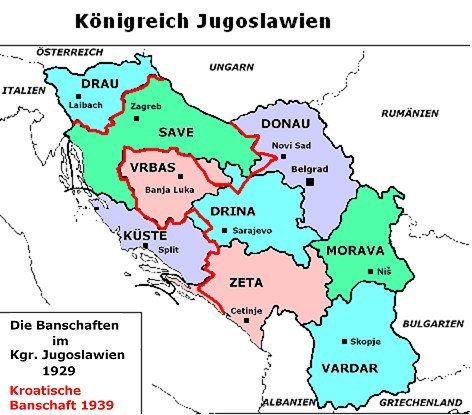
1929: Königreich Jugoslawien

- 1929: Das Königreich der Serben, Kroaten und Slowenen wird in Königreich Jugoslawien umbenannt und König Alexander I. errichtet eine Königsdiktatur, indem er die Verfassung außer Kraft setzt und das Parlament auflöst.
- 1941: In seiner Rede zur Lage der Nation vor dem US-Kongress formuliert US-Präsident Franklin D. Roosevelt „die vier Freiheiten“.
- 1978: In Frankreich entsteht die Datenschutz-Behörde Commission Nationale de l’Informatique et des Libertés.

1978: Rückgabe der Stephanskrone

- 1978: Eine Delegation des US-Kongresses unter Außenminister Cyrus Vance übergibt in einer feierlichen Zeremonie im ungarischen Parlamentsgebäude die Stephanskrone, die seit 1953 in Fort Knox lagerte, zurück „an das ungarische Volk“.

1986: Samuel K. Doe

- 1986: Unter einer neuen Verfassung wird Samuel K. Doe, der sich bereits 1980 an die Macht geputscht hat, als Staatspräsident und Regierungschef Liberias vereidigt.
- 1991: Jorge Antonio Serrano Elias gewinnt im zweiten Wahlgang die Wahl zum Staatspräsidenten Guatemalas. Er ist das erste protestantische Staatsoberhaupt eines lateinamerikanischen Staates.
- 1992: Der georgische Staatspräsident Swiad Gamsachurdia wird von Teilen der Nationalgarde und paramilitärischen Gruppen unter Tengis Kitowani und Dschaba Iosseliani gestürzt. Eduard Schewardnadse wird in der Folge als Vorsitzender des georgischen Staatsrates ins Land geholt.
- 2012: Die saarländische Ministerpräsidentin Annegret Kramp-Karrenbauer beendet die erste Koalition aus CDU, FDP und Bündnis 90/Die Grünen auf Landesebene. Am 25. März findet die Neuwahl im Saarland statt.
- 2021: In Washington, D.C. erstürmen Anhänger des amtierenden US-Präsidenten Donald Trump das Kapitol und blockieren für mehrere Stunden die Bestätigung der Ergebnisse der Präsidentschaftswahl 2020.

### Wirtschaft
- 1863: Der Erfinder James L. Plimpton erhält ein US-Patent auf den von ihm erdachten Rollschuh mit vier Rollen.
- 1866: In Mannheim wird die Gesellschaft zur Überwachung und Versicherung von Dampfkesseln gegründet, ein Vorläufer des TÜV Südwest, der seinerseits inzwischen im TÜV Süd aufgegangen ist.
- 1892: Die erste Expedition der privaten Ostafrikanischen Seenpost des Unternehmens Schülke & Mayr bricht in Daressalam zum Victoriasee auf.
- 1904: Das Bayer-Kreuz wird als deutsches Warenzeichen mit der Nummer 65.777 vermerkt.

1926: Lufthansa-Logo

- 1926: Aus dem Zusammenschluss von Deutscher Aero Lloyd und Junkers Luftverkehr entsteht die Fluggesellschaft Deutsche Luft Hansa AG.
- 2002: Argentinien wertet seinen Peso um 40 Prozent ab.

### Wissenschaft und Technik

1389: Siegel der Universität zu Köln

- 1389: In Köln wird die neu gegründete Universität zu Köln am Jahrestag der Stadtpatrone, den Heiligen Drei Königen mit einem Gottesdienst im Dom feierlich eröffnet.
- 1838: Die Erfinder Samuel F. B. Morse und Alfred Vail führen einen modifizierten Schreibtelegrafen vor.
- 1912: Alfred Wegener stellt während eines Treffens der Geologischen Vereinigung im Frankfurter Senckenberg-Museum erstmals seine Gedanken zur Kontinentalverschiebung in der Öffentlichkeit vor.
- 1939: Otto Hahn und sein Assistent Fritz Straßmann veröffentlichen den radiochemischen Nachweis der Entstehung von Barium aus Uran nach der Einwirkung von Neutronen in der Zeitschrift The Science of Nature. Hahn hatte den Vorgang bereits am 19. Dezember 1938 in einem Brief an Lise Meitner als ein „Zerplatzen“ des Uranatomkerns bezeichnet. Es handelt sich hierbei um die Entdeckung und Verifizierung der Kernspaltung.
- 1962: Die französische Werft Chantiers de l'Atlantique liefert das längste Passagierschiff der Welt, die France an die Reederei Compagnie Générale Transatlantique ab.
- 1998: Die NASA-Raumsonde Lunar Prospector wird gestartet.
- 2005: Die Mumie des ägyptischen Pharaos Tutanchamun wird mittels Computertomographie untersucht. Als seine Todesursache ermitteln die Wissenschaftler einen mutmaßlichen Jagdunfall. Tutanchamun hat den Tod im Alter von etwa 18 bis 20 Jahren erlitten.

### Kultur
- 1735: Die sechste Kantate von Bachs Weihnachtsoratorium (zur Legende um die Weisen aus dem Morgenland) wird uraufgeführt.
- 1840: Die Uraufführung der Oper Le Drapier von Fromental Halévy erfolgt in Paris.

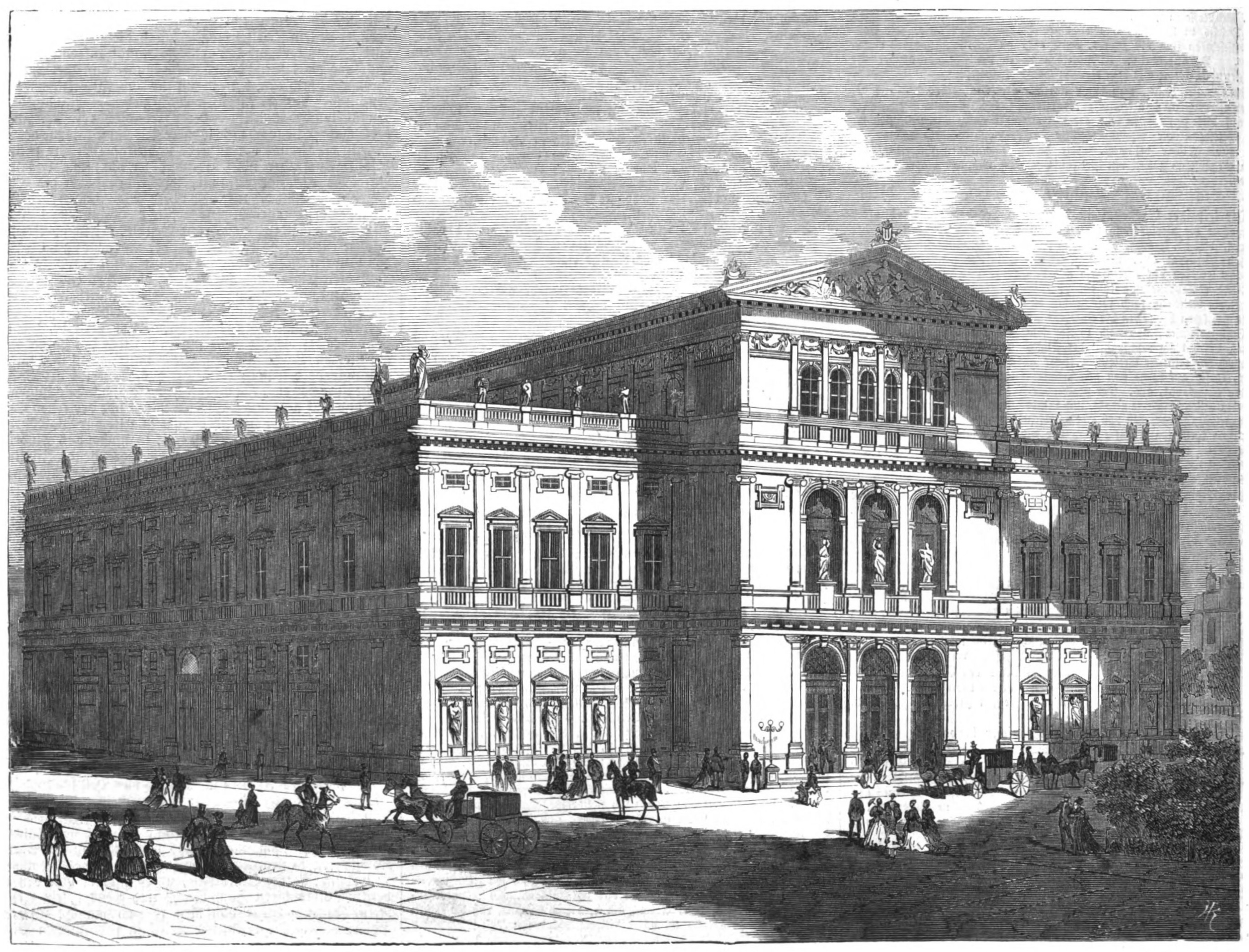
Musikvereinsgebäude 1870, Zeichnung von Vinzenz Katzler

- 1870: Das Gebäude des Wiener Musikvereins wird mit einem feierlichen Konzert eröffnet.
- 1928: Der Zirkus, der letzte von Charlie Chaplin während der Stummfilmära gedrehte Film, feiert im Strand Theatre in New York Weltpremiere.
- 1930: An der Opéra-Comique in Paris erfolgt die Uraufführung der komischen Oper Le Roi d'Yvetot von Jacques Ibert.
- 1939: Albert Ammons und Meade Lux Lewis spielen in New York die erste Platte von Blue Note Records ein.
- 1975: NBC strahlt in den Vereinigten Staaten erstmals Merv Griffins Spielshow Wheel of Fortune aus, die später als Glücksrad auch in Deutschland viel gesehen wird.
- 1977: Nach mehreren provokanten Auftritten der Sex Pistols kündigt EMI den Vertrag mit der Punk-Band.
- 1998: Unbekannte sägen der Skulptur Kleine Meerjungfrau im Kopenhagener Hafen ein zweites Mal den Kopf ab. Der erste Vandalismus dieser Art datiert aus dem Jahr 1964.

### Gesellschaft
- 1759: George Washington heiratet Martha Dandridge.
- 1907: Maria Montessori eröffnet ihre erste Schule und Kindertagesstätte in Rom, die Casa dei Bambini im Armenviertel San Lorenzo.
- 1939: Al Capone wird wegen guter Führung vorzeitig entlassen.
- 1995: Ein Wohnungsbrand in Manila führt zur Entdeckung der geplanten terroristischen Operation Bojinka. al-Qaida-Anhänger beabsichtigen damit neben Flugzeugattentaten auch einen Mordanschlag auf Papst Johannes Paul II. bei seinem Besuch der Philippinen.

### Religion
- 1468: Papst Nikolaus V. gestattet die Verehrung des Augsburger Bischofs Simpert als Heiligen.
- 1485: Papst Innozenz VIII. erhebt den 1136 gestorbenen Markgraf Leopold III. von Österreich zum Heiligen. Leopold ist noch heute Landespatron von Österreich.
- 1848: In der Enzyklika In suprema Petri unternimmt Papst Pius IX. einen Vorstoß zur Wiedervereinigung und richtet einen Appell dazu an die orthodoxen Kirchen.
- 1852: Papst Pius IX. schafft eine Päpstliche Kommission für Sakrale Archäologie. Sie soll den Schutz der alten Heiligen Stätten, insbesondere in Rom und Umgebung, zum Zwecke weiterer Erforschungen gewährleisten.
- 1886: Die an das preußische Episkopat gerichtete Enzyklika Iampridem über den Katholizismus in Deutschland des Papstes Leo XIII. wird veröffentlicht.
- 1907: In der auf Französisch verfassten Enzyklika Une fois encore geißelt Papst Pius X. staatliche Maßnahmen zur Trennung von Kirche und Staat in Frankreich und vergleicht die Situation mit jener in Deutschland.
- 1928: Die verfasste Enzyklika Mortalium animos von Papst Pius XI. gilt als Dokument der Rückkehr-Ökumene. Andere Kirchen werden darin als abtrünnig betrachtet und von ihm zur Rückkehr in die wahre Kirche aufgefordert.

### Katastrophen
- 2018: Im Ostchinesischen Meer kollidiert der Öltanker Sanchi, welcher 136.000 Tonnen Öl an Bord hat, mit einem chinesischen Massengutfrachter, geht in Flammen auf und sinkt am 14. Januar. Von der 32-köpfigen Besatzung überlebt niemand das Unglück.

Kleinere Unglücksfälle sind in den Unterartikeln von Katastrophe und in der Liste von Katastrophen aufgeführt.

### Sport

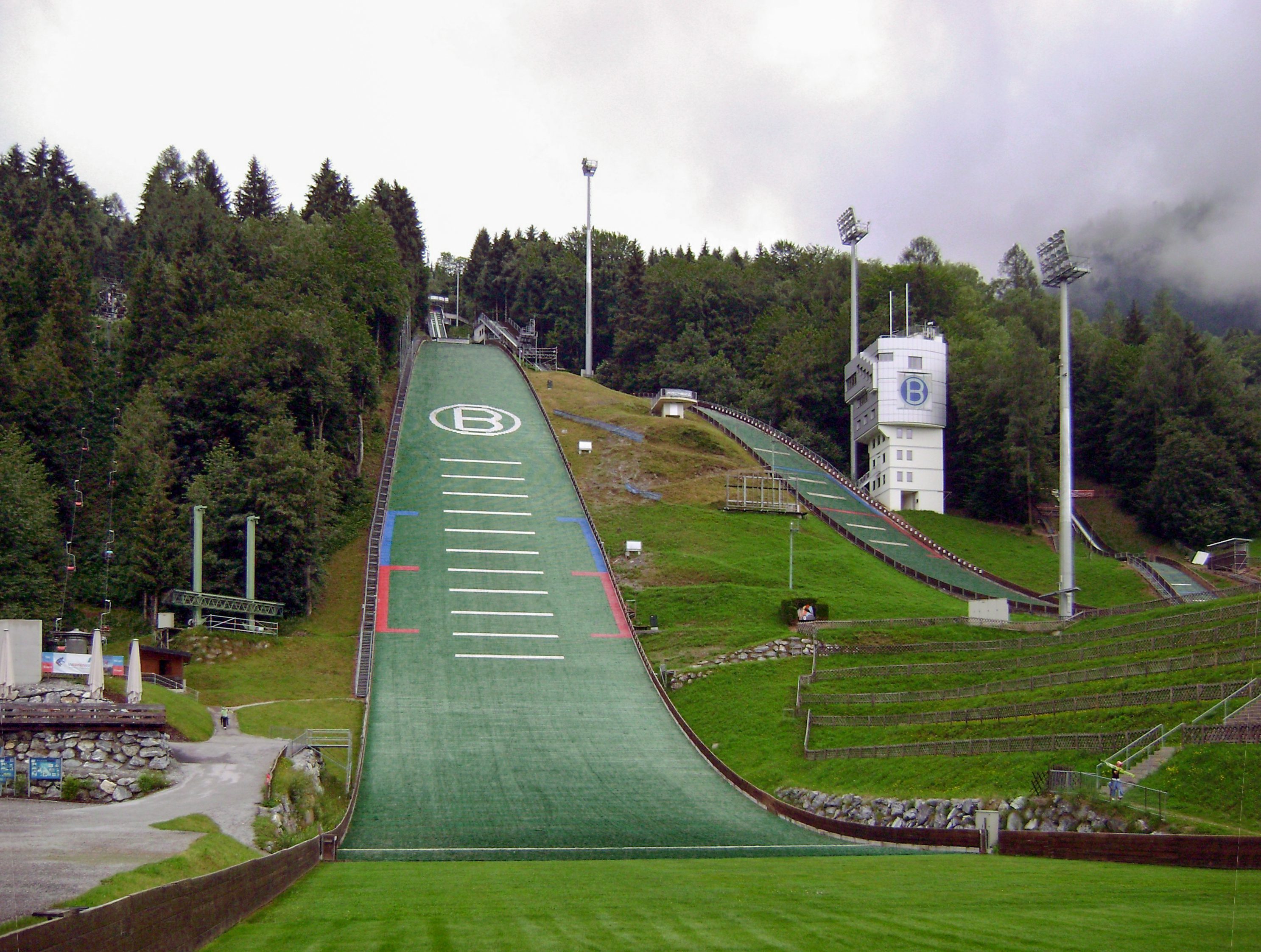
Paul-Außerleitner-Schanze

- Auf der Paul-Außerleitner-Schanze in Bischofshofen, Salzburg, Österreich, findet alljährlich das Dreikönigsspringen, der letzte Bewerb der Internationalen Vierschanzentournee im Skispringen statt. Besondere Ereignisse im Rahmen dieses Springens:
  - 1953: Der Österreicher Josef Bradl gewinnt die erste Auflage der Internationalen Vierschanzentournee.
  - 1958: Helmut Recknagel (DDR) gewinnt als erster deutscher Skispringer die Internationale Vierschanzentournee.
  - 1960: Max Bolkart gewinnt als erster westdeutscher Skispringer die Internationale Vierschanzentournee.
  - 1996: Mit seinem vierten Gesamtsieg bei der Vierschanzentournee gelingt Jens Weißflog eine nur von Janne Ahonen wiederholte Leistung.
  - 2002: Sven Hannawald gewinnt das letzte Skispringen der Vierschanzentournee und hat damit als erster Skispringer alle vier Springen hintereinander gewonnen.
  - 2006: Jakub Janda und Janne Ahonen gewinnen gemeinsam die 54. Vierschanzentournee. Damit gibt es zum ersten Mal in der Geschichte der Veranstaltung einen Doppelsieg. Ahonen stellt mit seinem insgesamt vierten Tourneesieg den Rekord von Jens Weißflog ein. Mit seinem fünften Tourneesieg 2008 wird er alleiniger Rekordhalter.
  - 2018: Der polnische Skispringer Kamil Stoch ist der zweite Gesamtsieger nach Sven Hannawald, der alle vier Springen gewinnt.

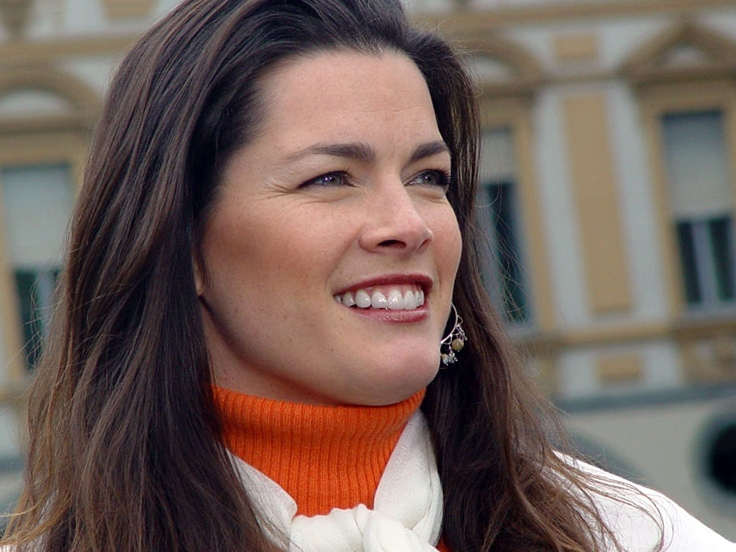
1994: Nancy Kerrigan

- 1994: Im Vorfeld der US-amerikanischen Meisterschaften im Eiskunstlauf wird die Favoritin Nancy Kerrigan von einem Attentäter im Auftrag des Ehemanns ihrer Konkurrentin Tonya Harding am Knie verletzt, so dass sie nicht an den Meisterschaften teilnehmen kann.

Einträge von Leichtathletik-Weltrekorden befinden sich unter der jeweiligen Disziplin unter Leichtathletik.

## Geboren

### Vor dem 17. Jahrhundert

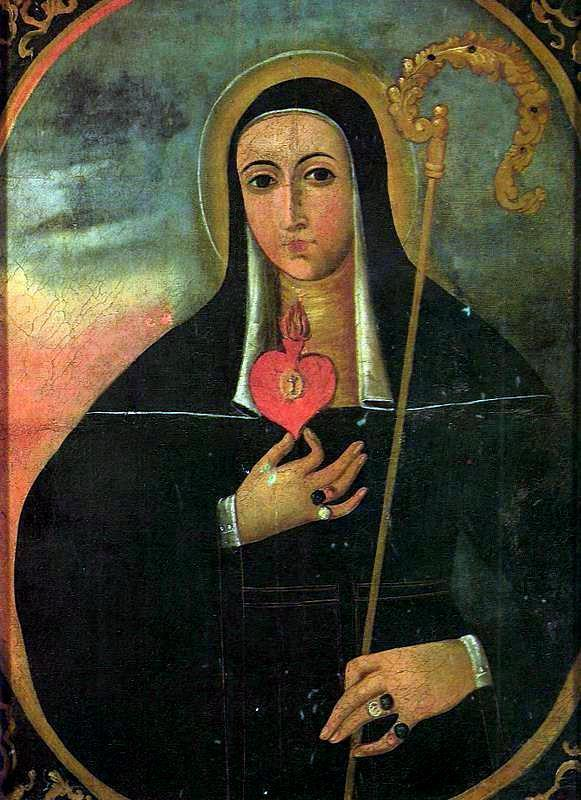
Gertrud von Helfta (* 1256)

- 1256: Gertrud von Helfta, Zisterzienserin im Kloster Helfta bei Eisleben
- 1329: Ulman Stromer, deutscher Kaufmann im Mittelalter
- 1367: Richard II., König von England
- 1418: Hans III. zu Rodenstein, deutscher Adeliger
- 1449: Christoph der Starke, wittelsbachischer Adeliger, Bruder Herzog Albrechts des Weisen von Bayern
- 1485: Wilhelm Werner von Zimmern, deutscher Historiker und Jurist
- 1486: Martin Agricola, deutscher Musiktheoretiker und Komponist
- 1488: Helius Eobanus Hessus, deutscher evangelischer Humanist, gilt als großer neulateinischer Dichter
- 1493: Valentin Curtius, deutscher Theologe und Reformator
- 1493: Olaus Petri, schwedischer Theologe und Reformator
- 1495: Augustin Schurff, deutscher Physiker und Mediziner
- 1496: Jan Hodějovský z Hodějova, tschechischer Adeliger und Humanist und Mäzen
- 1509: Melchior Cano, spanischer Dominikaner und Theologe
- 1525: Caspar Peucer, deutscher Humanist
- 1533: Timotheus Kirchner, lutherischer Theologe, Professor der Theologie
- 1534: Balthasar Sartorius, deutscher lutherischer Theologe
- 1555: Melchior von Redern, kaiserlicher Heerführer in den Türkenkriegen
- 1561: Thomas Finck, deutscher Mathematiker und Mediziner
- 1563: Johann Christoph von Westerstetten, Bischof von Eichstätt, Gegenreformator und Hexenverfolger
- 1578: Melchior Goldast, Humanist
- 1582: Jaroslav Borsita von Martinic, kaiserlicher Statthalter
- 1587: Gaspar de Guzmán, Conde de Olivares, spanischer Premierminister zur Zeit Philipps IV.

### 17. Jahrhundert
- 1607: Konrad Barthels, deutscher lutherischer Theologe.
- 1609: Franz Vigil von Spaur und Valör, Bischof von Chiemsee

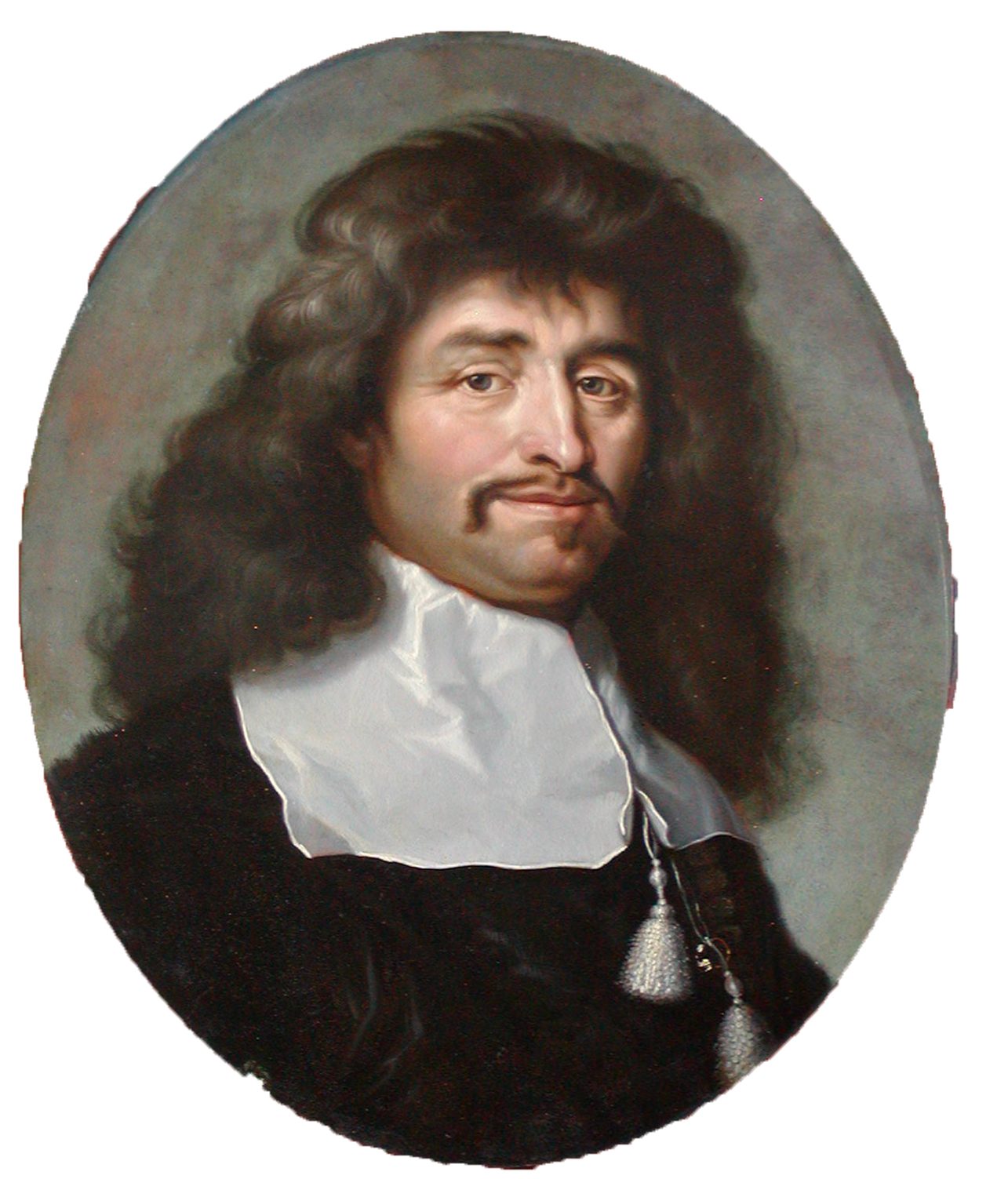
Christoffer von Gabel (* 1617)

- 1617: Christoffer von Gabel, Händler und Statthalter von König Frederik III. von Dänemark
- 1619: Gebhard XXV. von Alvensleben, deutscher Historiker (Taufdatum)
- 1621: Moritz von der Pfalz, Truppenkommandeur in englischen und schwedischen Diensten
- 1629: Vincenzo Amato, italienischer Komponist
- 1638: Anton Günther Heshusius, deutscher Philosoph
- 1647: Christian Wilhelm, Fürst von Schwarzburg-Sondershausen
- 1653: Christian, Herzog von Sachsen-Eisenberg
- 1655: Eleonore Magdalene von Pfalz-Neuburg, Ehefrau von Kaiser Leopold I. und Kaiserin des Heiligen Römischen Reichs deutscher Nation
- 1655: Jakob I Bernoulli, Schweizer Mathematiker und Physiker
- 1663: Heinrich Anselm von Ziegler und Kliphausen, deutscher Schriftsteller
- 1665: Karl Ludwig, Graf von Nassau-Saarbrücken
- 1667: Joscio Hamberger, Benediktiner und Abt der Abtei Niederaltaich
- 1673: James Brydges, 1. Duke of Chandos, britischer Edelmann, Bauherr und Mäzen
- 1673: Wenzeslaus von Thun und Hohenstein, Bischof von Passau und Bischof von Gurk
- 1679: Johann Georg Glume, deutscher Bildhauer
- 1687: Balthasar Augustin Albrecht, Münchener Hofmaler
- 1688: Immanuel Ignaz von Nassau-Siegen, Offizier in spanischen und kaiserlichen Diensten
- 1688: Johann Conrad Wirz, Schweizer Zürcher Antistes
- 1695: Melchior Buchner, deutscher Maler und Stuckateur
- 1695: Giuseppe Sammartini, italienischer Oboist und Komponist
- 1696: Friedrich Karl von Hardenberg, deutscher Diplomat und Gartenarchitekt
- 1696: Johann Georg Oldekop, deutscher evangelischer Geistlicher
- 1699: Philipp Friedrich Hiller, deutscher Pfarrer und Kirchenlieddichter

### 18. Jahrhundert
- 1701: Georg Ludwig von Bar, deutscher Domherr, Schriftsteller und Übersetzer
- 1701: Johannes Caprez, Schweizer evangelischer Geistlicher

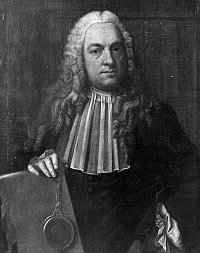
Johann Adam von Ickstatt (* 1702)

- 1702: Johann Adam von Ickstatt, Direktor der Universität Ingolstadt
- 1702: José de Nebra, spanischer Komponist
- 1707: Johann Friedrich Crell, deutscher Anatom und Physiologe
- 1714: Percivall Pott, britischer Chirurg
- 1721: Georg Ludwig Ahlemann, königlich-dänischer Konsistorialrat und Kirchenpropst
- 1722: Andrea Gioannetti, Kardinal der katholischen Kirche und Erzbischof von Bologna
- 1723: Sophie Eleonore Walther, deutsche Schriftstellerin
- 1727: Juan de Velasco, spanischer Jesuitenpater
- 1730: Thomas Chittenden, US-amerikanischer Politiker und 1. Gouverneur von Vermont
- 1731: Ludwig Eugen, Herzog von Württemberg
- 1732: Matija Antun Relković, kroatischer Aufklärer
- 1733: Honorat Goehl, deutscher römisch-katholischer Geistlicher

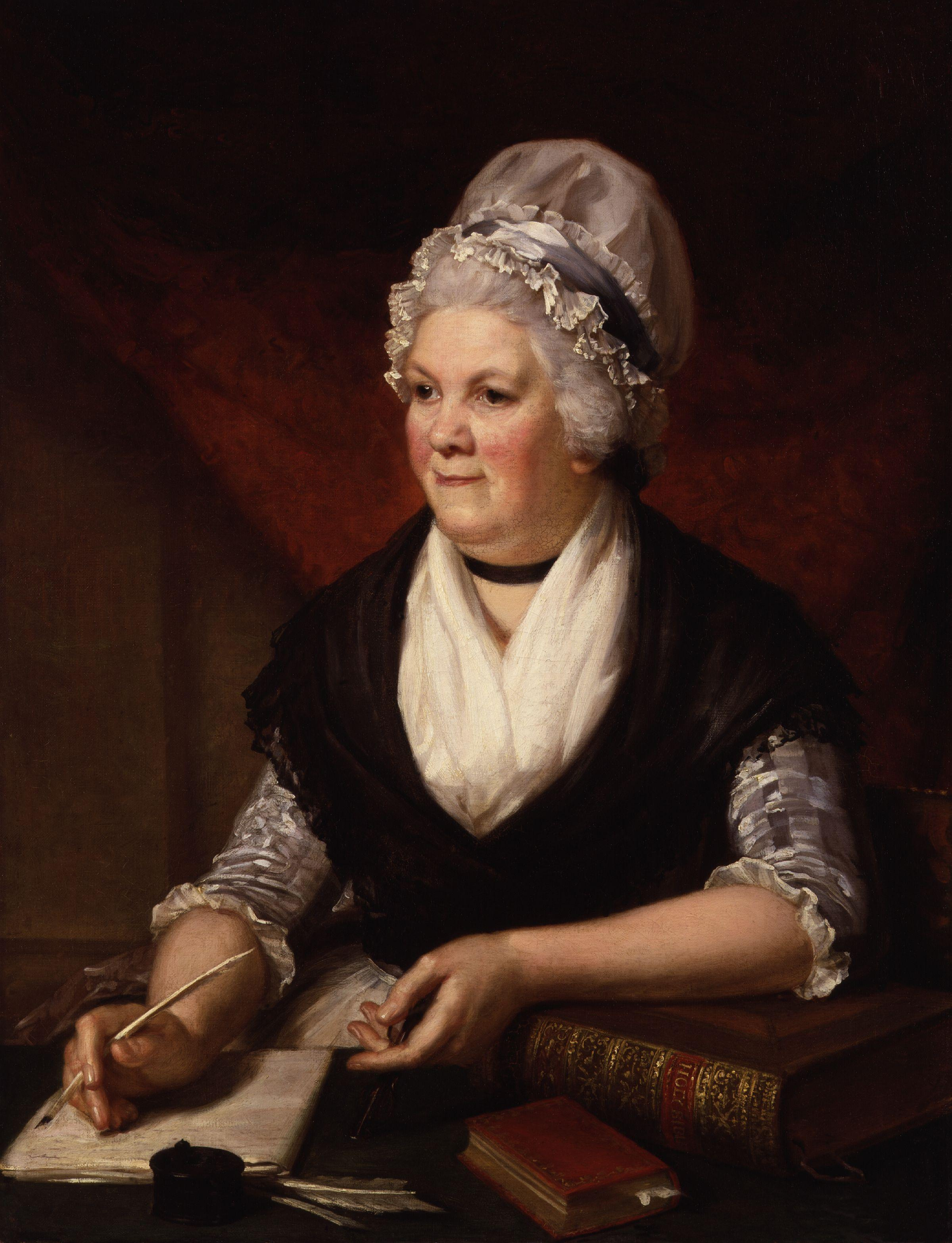
Sarah Trimmer (* 1741)

- 1741: Sarah Trimmer, englische Autorin
- 1745: Jacques Étienne Montgolfier, französischer Miterfinder des Heißluftballons
- 1748: Jean-Melchior d’Abadie, französischer Militär
- 1753: Helena Radziwiłłowa, litauische Adelige
- 1756: Gaspare Landi, italienischer Maler
- 1757: Albrecht Wilhelm Roth, deutscher Botaniker
- 1759: Wilhelm Ludwig Steinbrenner, deutscher Theologe
- 1761: Kaspar Maria von Sternberg, böhmischer Theologe, Politiker, Autor und Wissenschaftler, Gründer des Nationalmuseums in Prag
- 1765: Friedrich Meisner, deutscher Pädagoge und Naturforscher
- 1766: José Gaspar Rodríguez de Francia, von 1814 bis 1840 Diktator von Paraguay
- 1771: Conrad Geiß, deutscher Eisenkunstgießer und Eisengussfabrikant
- 1773: Bonifaz Kaspar von Urban, Erzbischof von Bamberg
- 1776: Ferdinand von Schill, preußischer Offizier
- 1781: Gottlieb Mohnike, deutscher Übersetzer, Theologe und Philologe
- 1783: Giuseppe Ugolini, Kardinal der römisch-katholischen Kirche
- 1783: Philaret Drosdow, russischer Metropolit
- 1784: Carl Friedrich Mosch, deutscher Mineraloge, Zeichner und Schriftsteller
- 1785: Carl Friedrich von Rumohr, deutscher Kunsthistoriker, Schriftsteller und Gastrosoph
- 1786: Gaspare del Bufalo, Gründer der Kongregation der Missionare vom Kostbaren Blut
- 1787: Gaspard Théodore Ignace de la Fontaine, Luxemburger Politiker
- 1792: Moritz Ferdinand Gustav von Rockhausen, sächsischer Kommandant der Festung Königstein
- 1794: Gašpar Mašek, tschechischer Komponist
- 1795: Barthélemy Bouvier, Schweizer evangelischer Geistlicher
- 1797: Edward Turner Bennett, britischer Zoologe und Schriftsteller

Melchior von Diepenbrock (* 1798)

- 1798: Melchior von Diepenbrock, Kardinal und Fürstbischof von Breslau
- 1798: Gaspar Hernández aus Peru stammender Priester, Pädagoge und Politiker in der Dominikanischen Republik
- 1799: Robert Hay, schottischer Reisender, Antiquitätenhändler und Ägyptologe

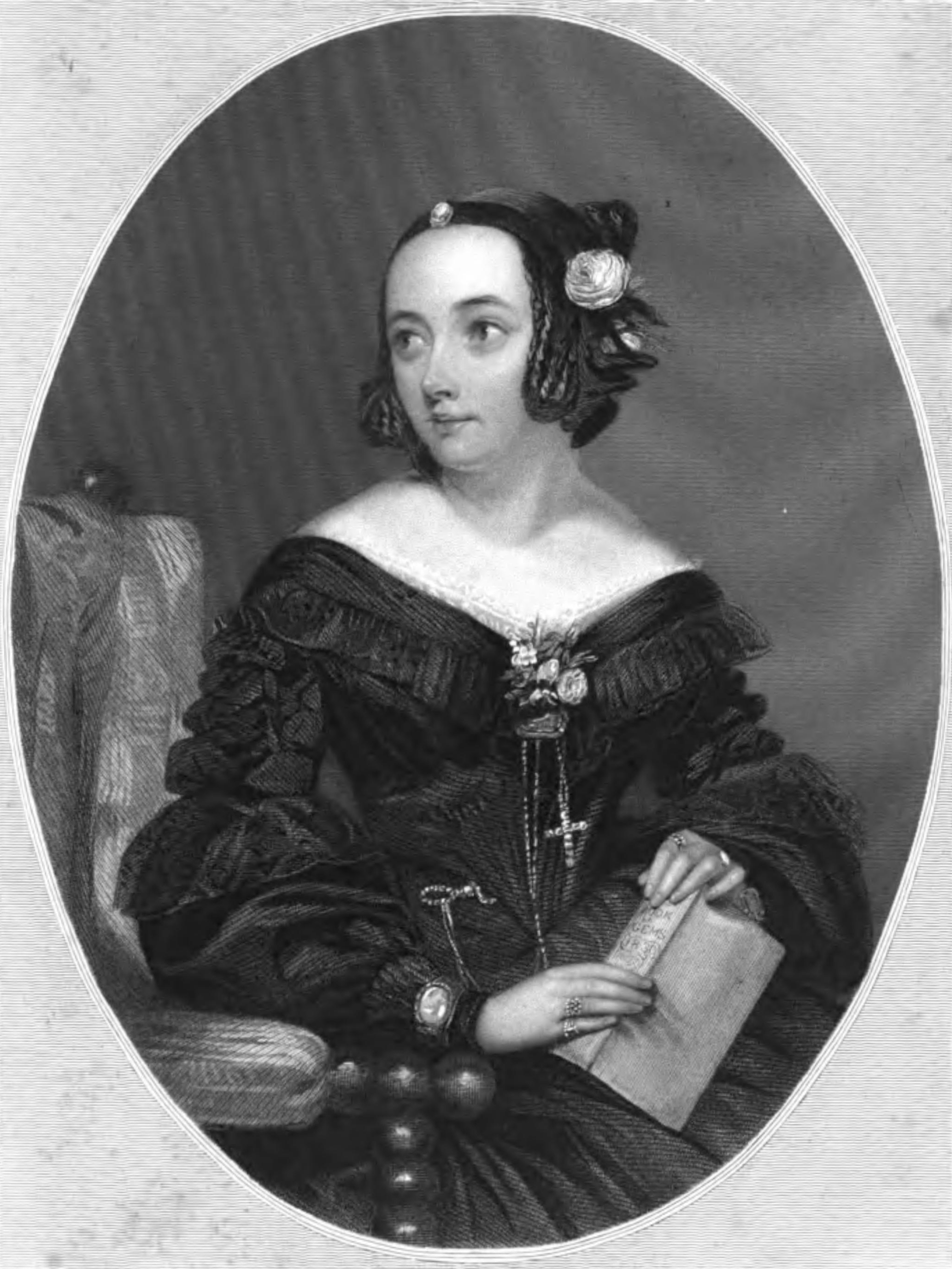
Anna Maria Hall (* 1800)

- 1800: Anna Maria Hall, irisch-britische Schriftstellerin

### 19. Jahrhundert

#### 1801–1825
- 1801: Ewelina Hańska, Nachlassverwalterin für Honoré de Balzacs Werk
- 1801: Daniel Haines, US-amerikanischer Politiker
- 1801: Georg Kaspar Nagler, deutscher Kunsthistoriker und Kunstschriftsteller
- 1801: Adolph von Randow, preußischer Offizier und Waisenhausdirektor
- 1802: Carl Heinrich Hermann, deutscher Freskomaler
- 1802: Johannes Gabriel Perboyre, französischer Ordenspriester und Märtyrer
- 1802: Ion Heliade-Rădulescu, rumänischer Schriftsteller, Philosoph, Linguist, Übersetzer
- 1803: Henri Herz, österreichisch-französischer Pianist, Komponist und Klavierpädagoge
- 1804: Ludwig Friedrich Wilhelm Duncker, deutscher Jurist
- 1804: Anna Plochl, österreichische Gräfin von Meran
- 1805: August Geffers, deutscher Klassischer Philologe und Gymnasialdirektor
- 1805: Alexandra Ossipowna Ischimowa, russische Kinder- und Jugendbuchautorin und Übersetzerin
- 1805: Charles J. Jenkins, US-amerikanischer Politiker, Gouverneur von Georgia
- 1805: Eduard von Michael, deutscher Forstmann
- 1806: László Bíró de Kezdi-Polany, ungarischer Bischof
- 1806: Christian Eduard Langethal, deutscher Pflanzenbauwissenschaftler, Botaniker und Agrarhistoriker
- 1806: Charles Martins, französischer Botaniker und Mediziner

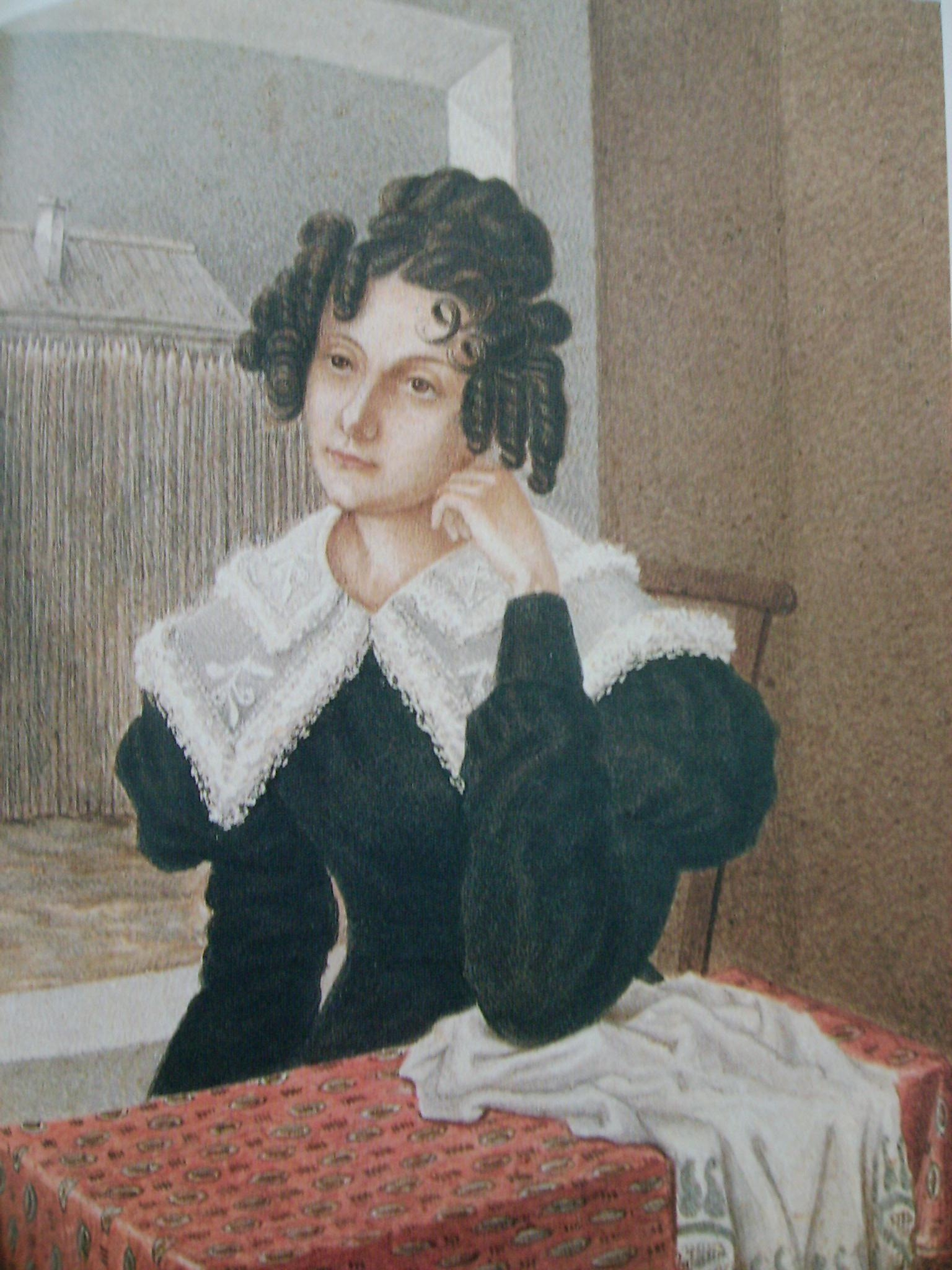
Marija Nikolajewna Wolkonskaja (* 1806)

- 1806: Marija Nikolajewna Wolkonskaja, gilt als Begründerin des Sozialsystems in Sibirien
- 1807: Josef Maximilian Petzval, slowakischer Mathematiker und Physiker

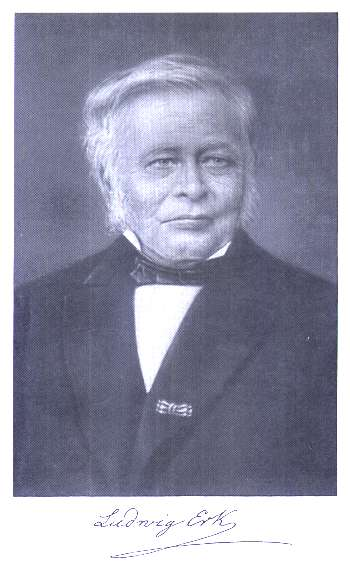
Ludwig Erk (* 1807)

- 1807: Ludwig Erk, deutscher Volksliedforscher und -sammler
- 1807: Rickmer Clasen Rickmers, deutscher Werftbesitzer

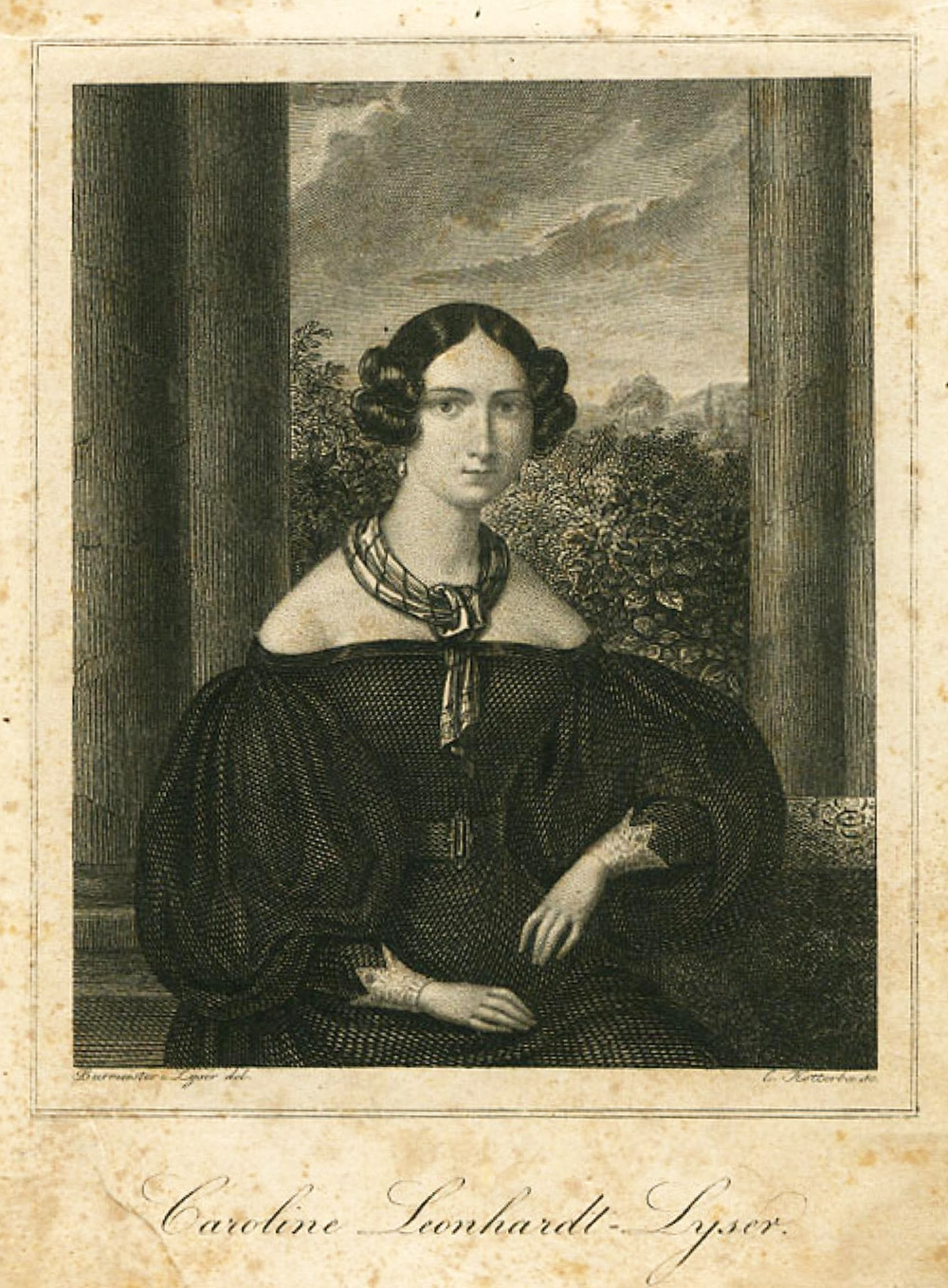
Karoline Pierson (* 1811)

- 1811: Karoline Pierson, deutsche Improvisationskünstlerin und Schriftstellerin

Melchora Aquino (* 1812)

- 1812: Melchora Aquino, philippinische Revolutionärin
- 1812: Karl Etzel, deutscher Eisenbahningenieur und Architekt

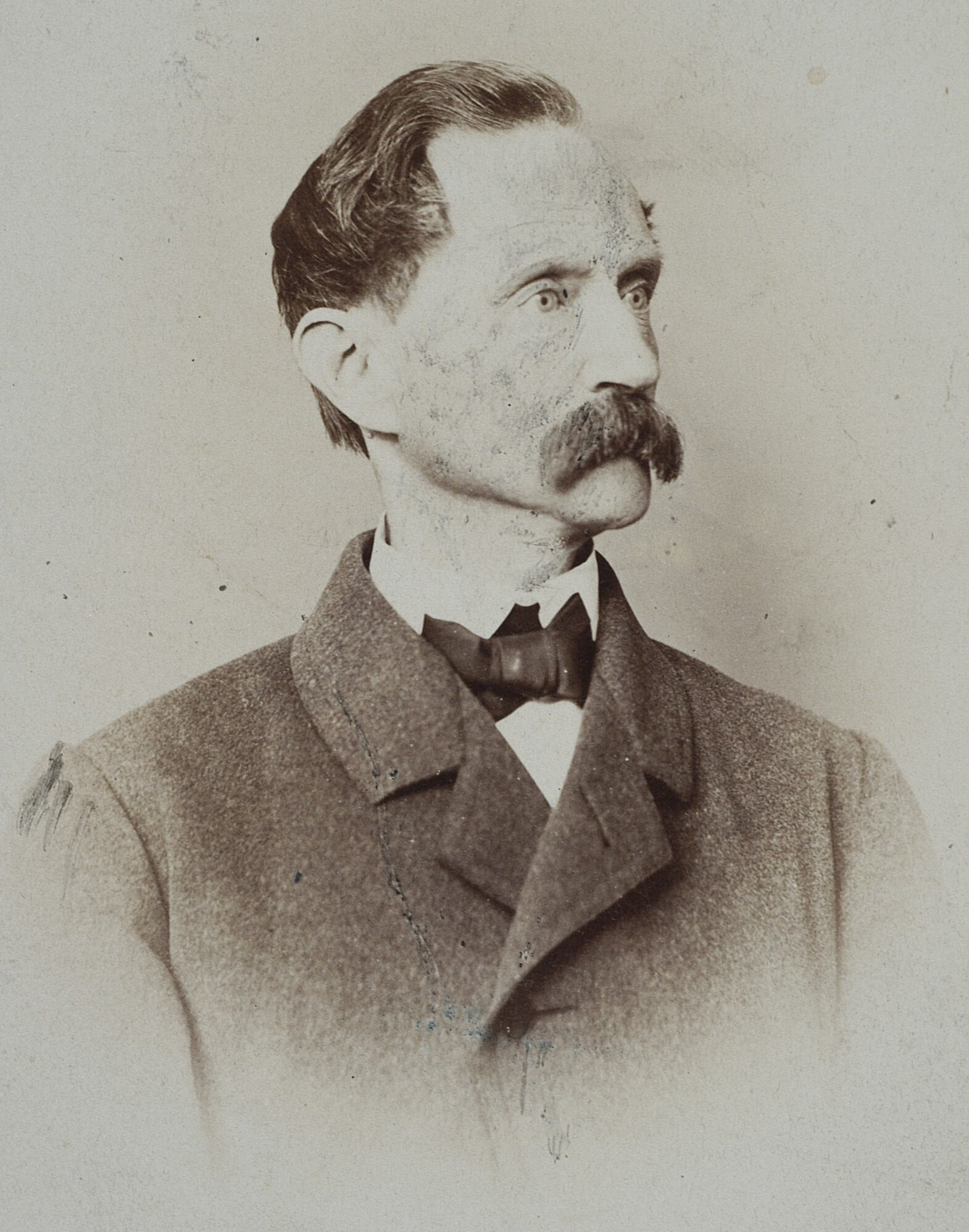
Hipolit Cegielski (* 1813)

- 1813: Hipolit Cegielski, Philologe, Unternehmer, Journalist und Politiker
- 1813: Marie Louise von Dalberg, Prinzessin aus dem Haus Dalberg
- 1813: Ludwig Kolbe, hessischer Knopffabrikant und Politiker
- 1813: Paulus Melchers, Erzbischof von Köln und Kardinal
- 1814: Konstantin Cretius, deutscher Maler
- 1814: Reinhard Moritz Horstig, deutscher Philologe und Gymnasiallehrer
- 1815: Florus Conrad Auffarth, preußischer Verwaltungsbeamter

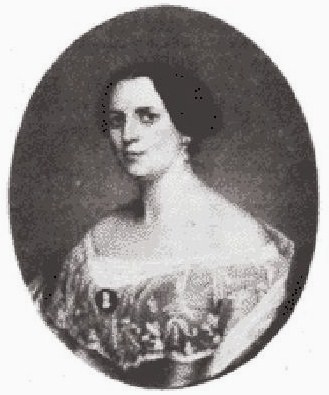
Marija Antonowna Corsini (* 1815)

- 1815: Marija Antonowna Corsini, russische Schriftstellerin und Übersetzerin
- 1815: Caroline von Moro, österreichische Malerin
- 1815: Julius Pintsch, deutscher Unternehmer
- 1815: Karl August Schapper, evangelischer Theologe und Predigerseminardirektor
- 1817: Johann Heinrich Ayrer, deutscher Reitlehrer
- 1817: James Joseph McCarthy, irischer Architekt
- 1818: Charlotte von Cosel, deutsche Schriftstellerin
- 1818: Rudolph von Hertzberg, deutscher Musikdirektor und Gesangslehrer
- 1818: Theodor Kotsch, deutscher Maler und Zeichner
- 1819: Alajos Degré, ungarischer Schriftsteller
- 1821: Jakob Frohschammer, freisinniger katholischer Theologe und Philosoph

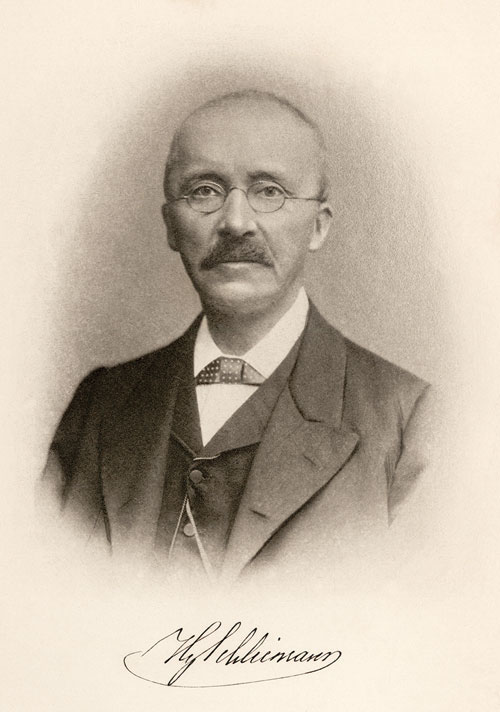
Heinrich Schliemann (* 1822)

- 1822: Heinrich Schliemann, deutscher Kaufmann, Pionier der Feldarchäologie

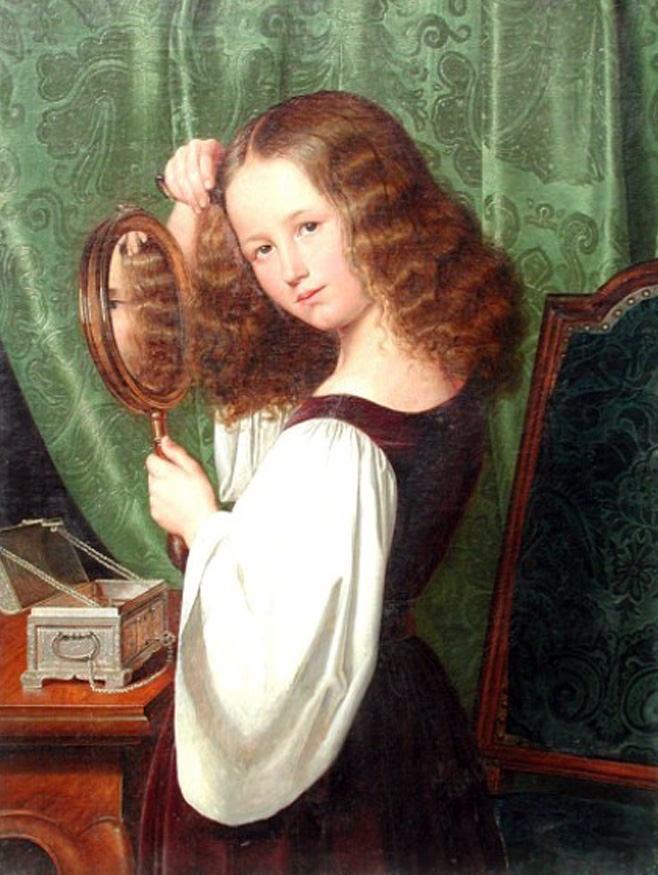
Sophie Hasenclever (1823)

- 1823: Sophie Hasenclever, deutsche Dichterin und Übersetzerin

#### 1826–1850
- 1826: Adolf Kirchhoff, deutscher Altphilologe und Altertumsforscher
- 1827: John C. Brown, US-amerikanischer Politiker, Gouverneur von Tennessee, General der Konföderierten
- 1828: Herman Grimm, deutscher Kunsthistoriker und Publizist
- 1829: Kanagaki Robun, japanischer Schriftsteller
- 1830: Alfred Hegar, deutscher Arzt und Gynäkologe
- 1832: Rudolf Bibl, österreichischer Organist und Komponist
- 1832: Gustave Doré, französischer Maler und Graphiker
- 1832: Lodovico Jacobini, Kardinal und päpstlicher Staatssekretär
- 1833: Karl Heinrich von Boetticher, preußischer Beamter und Politiker, MdL, MdR, deutscher Vizekanzler
- 1835: Martin Kähler, deutscher protestantischer Theologe
- 1837: Juan Lindolfo Cuestas, uruguayischer Politiker, Staatspräsident
- 1838: Max Bruch, deutscher Komponist und Dirigent
- 1839: Basilio Haggiar syrischer Erzbischof
- 1841: Rudolf Sturm, deutscher Mathematiker
- 1842: Clarence King, US-amerikanischer Geologe
- 1843: Roswell P. Bishop, US-amerikanischer Politiker
- 1843: John Coit Spooner, US-amerikanischer Politiker
- 1843: Eduard Thraemer, deutschbaltischer Klassischer Philologe und Archäologe
- 1844: Georg Hägemann, deutscher Architekt
- 1844: Karl Friedrich Steinhardt, deutscher Porträt- und Genremaler
- 1845: William Martin Murphy, irischer Unternehmer
- 1845: Wassil Talasch, sowjetischer Partisan
- 1846: John S. Henderson, US-amerikanischer Politiker
- 1846: Henriette Hertz, deutsche Mäzenin und Kunstsammlerin
- 1847: Franz Dibelius, deutscher evangelischer Theologe
- 1847: Milovan Glišić, serbischer Schriftsteller und Übersetzer

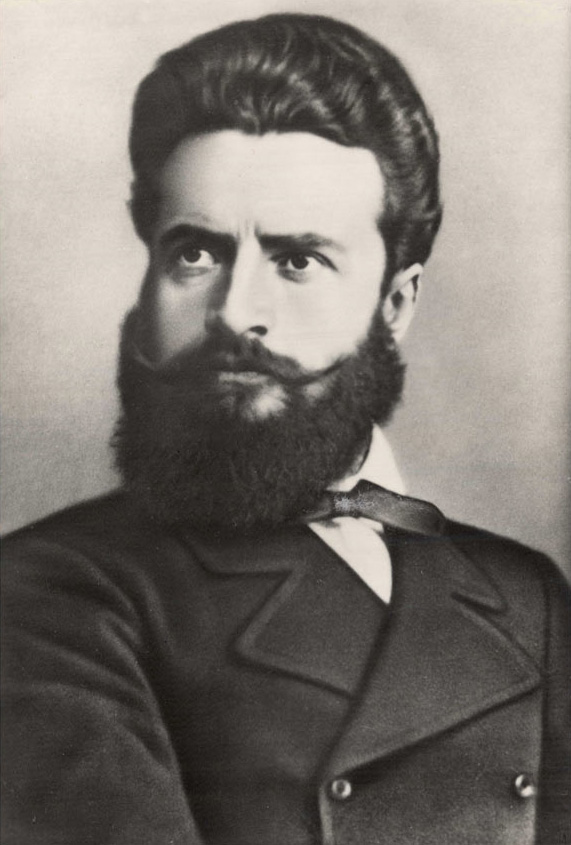
Christo Botew (* 1848)

- 1848: Christo Botew, bulgarischer Dichter und Freiheitskämpfer
- 1848: Teobaldo Power, spanischer Komponist
- 1849: Wilhelm Idel, deutscher Heimatforscher und Dichter
- 1849: José Celestino da Silva, portugiesischer Offizier und Kolonialverwalter
- 1850: Eduard Bernstein, sozialdemokratischer Theoretiker
- 1850: Andreas Fehlhauer, Landwirt und Mitglied des Deutschen Reichstags
- 1850: Max Kegel, deutscher Sozialdemokrat und Dichter
- 1850: Xaver Scharwenka, polnisch-tschechischer Komponist und Pianist
- 1850: Ladislav Stroupežnický, tschechischer Dramaturg
- 1850: Witold Zglenicki, polnischer Geologe, Ölausbeuter und Philanthrop

#### 1851–1875
- 1852: Friedrich Heincke, deutscher Zoologe und Ichthyologe
- 1852: Arthur Searcy, australischer Verwaltungsbeamter
- 1853: Woodbridge Nathan Ferris, US-amerikanischer Politiker
- 1856: Léon van der Elst, belgischer Diplomat
- 1856: Martin von Feuerstein, deutscher Maler und Kunstprofessor
- 1856: Ernst Franke, deutscher Augenarzt
- 1856: Giuseppe Martucci, italienischer Komponist, Pianist und Dirigent
- 1856: Leslie Rundle, britischer Offizier
- 1857: Oscar Freiherr von Dumreicher, österreichischer Chemiker
- 1857: Hugh Mahon, australischer Politiker und Außenminister
- 1858: Julie Kern, deutsche Heimatdichterin
- 1859: Samuel Alexander, britischer Philosoph
- 1859: Alfred Baudrillart, Kardinal der römisch-katholischen Kirche
- 1860: Raoul Gunsbourg, rumänischer Operndirektor, Schriftsteller und Komponist
- 1861: Victor Horta, belgischer Jugendstil-Architekt
- 1861: Abbott Lawrence Rotch, US-amerikanischer Meteorologe
- 1862: August Oetker, deutscher Industrieller

Anna Simon (1862–1926)

- 1862: Anna Simon, deutsche Politikerin
- 1863: Ellsworth Raymond Bathrick, US-amerikanischer Politiker

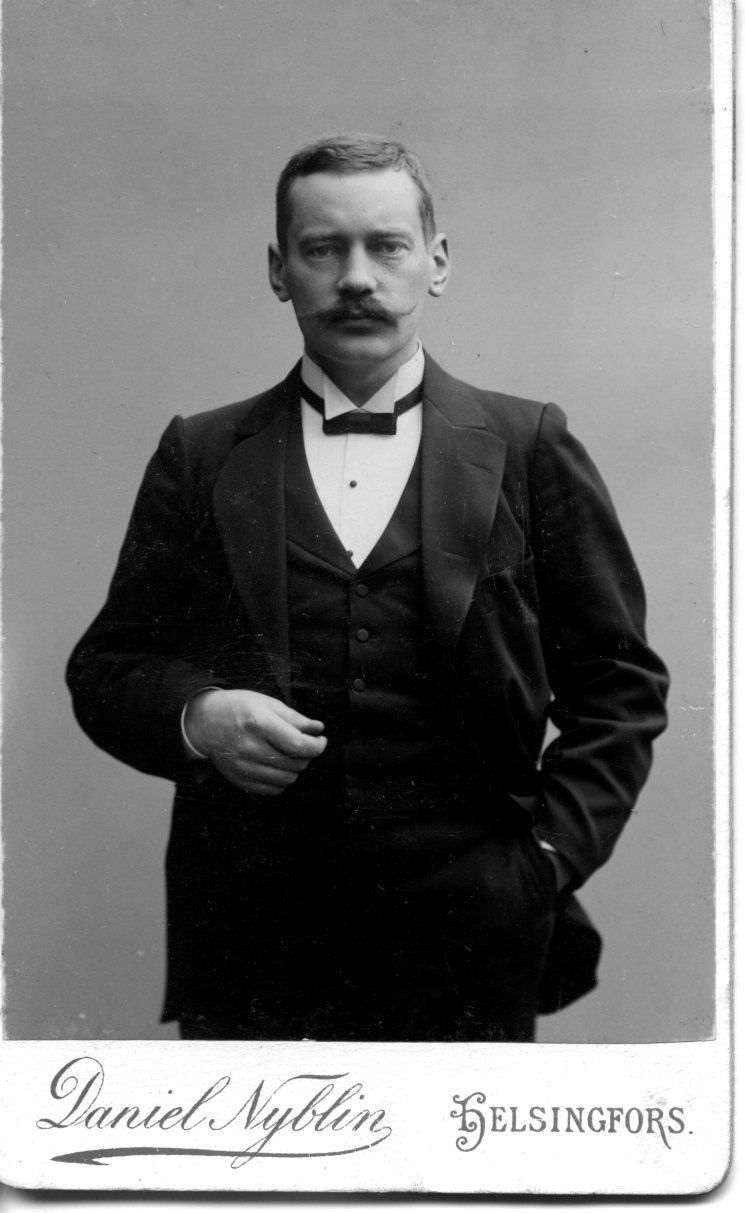
Adolf Paul (1863–1943)

- 1863: Adolf Paul, deutsch-schwedisch-finnischer Schriftsteller
- 1863ː Emma Trosse, deutsche Sexualwissenschaftlerin und Dichterin
- 1864: Joseph-Daniel Dussault, kanadischer Organist und Musikpädagoge
- 1864: Kurt Johannes, deutscher Offizier
- 1864: Margarethe Mittell, deutsche Schulleiterin
- 1865: Nikolai Jakowlewitsch Marr, georgisch-russischer Sprachwissenschaftler und Orientalist
- 1865: Siegmar von Schultze-Galléra, deutscher Schriftsteller und Heimatforscher
- 1865: Franz Skutsch, deutscher Altphilologe
- 1867: Milka Fritsch, deutsche Politikerin (DVP) und Frauenrechtlerin
- 1867: Jacques Urlus, holländischer Heldentenor
- 1869: Edith Stoney, irische Physikerin
- 1870: Gustav Bauer, deutscher Politiker, Ministerpräsident, Reichskanzler
- 1870: Elise Elizza, österreichische Opernsängerin und Gesangspädagogin
- 1870: Eduard Stemplinger, deutscher Schriftsteller
- 1870: James Taylor sen., irisch-amerikanischer Geschäftsmann, Anführer der Raven-Brüder

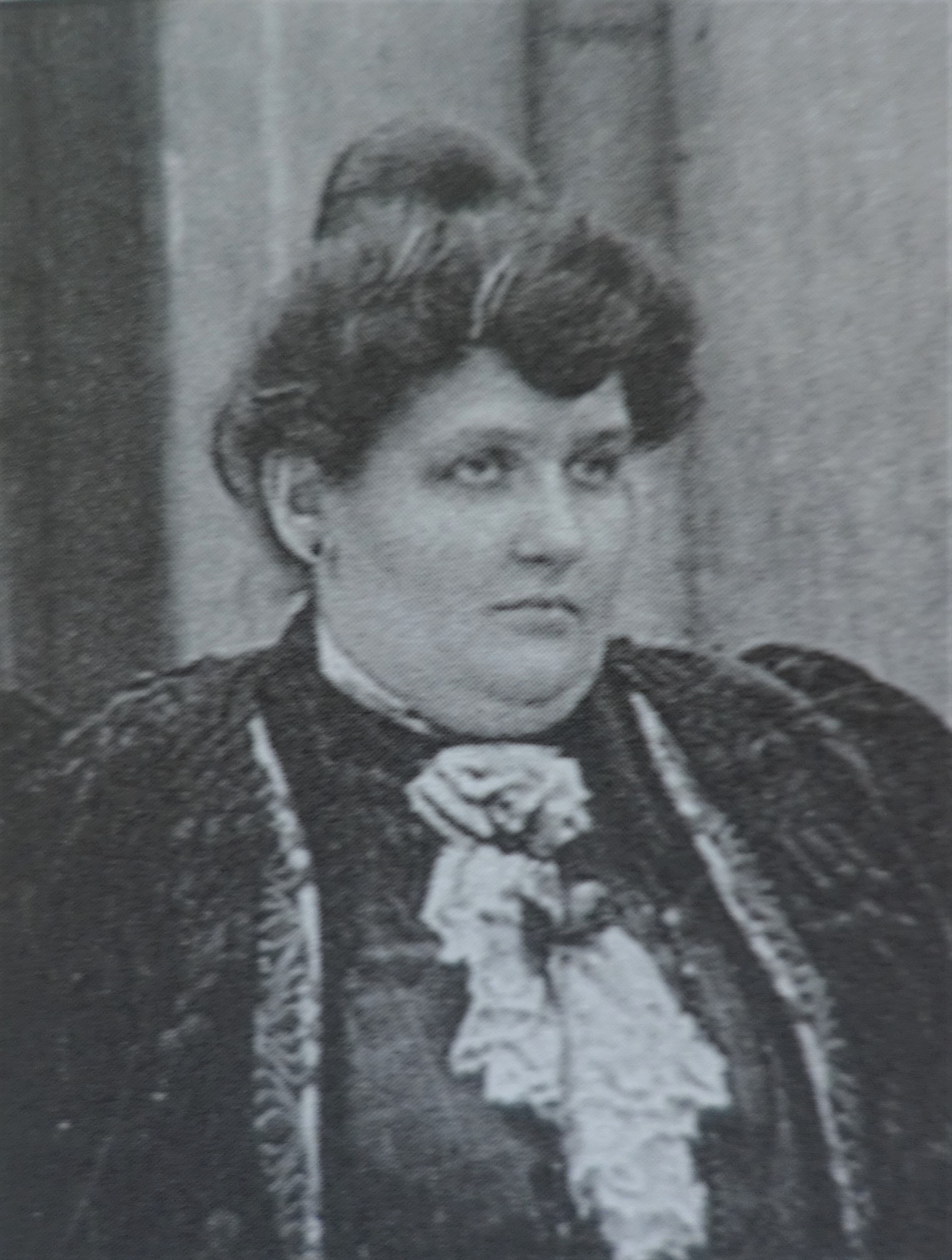
Paula Thiede (* 1870)

- 1870: Paula Thiede, erste Frau, die hauptamtlich eine reichsweite Gewerkschaft führte
- 1871: Eugen Burg, deutscher Schauspieler
- 1871: Hedwig Gutzeit, deutsche Stummfilmschauspielerin und Autorin
- 1872: Franz Hoffmann, österreichischer Militärkapellmeister und Komponist
- 1872: Alexander Nikolajewitsch Skrjabin, russischer Pianist und Komponist
- 1873: Walter Guernsey Reynolds, US-amerikanischer Organist und Komponist
- 1873: Karl Straube, deutscher Organist
- 1874: Carlotta Joaquina Maury, US-amerikanische Paläontologin
- 1874: Fred Niblo, US-amerikanischer Filmregisseur
- 1874: Johanna Margarete Stern, deutsche Kunstsammlerin und Opfer des Holocaust
- 1875: Elsa von Gutmann, Fürstin von Liechtenstein

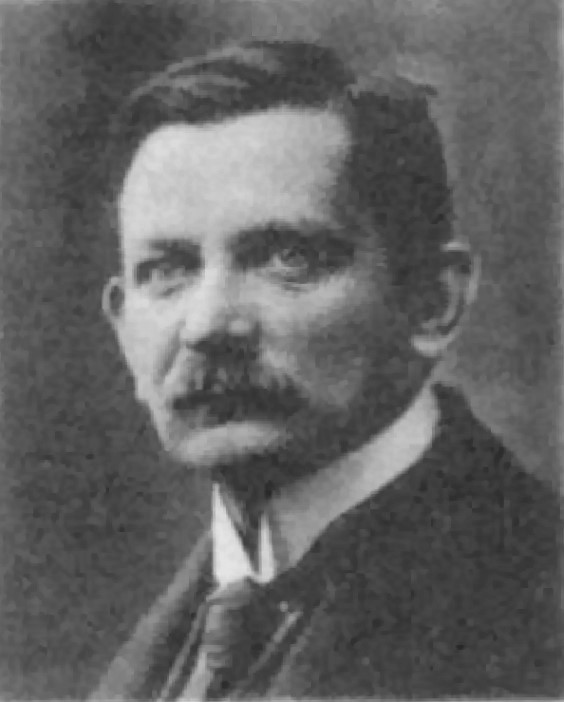
Walther Schücking (* 1875)

- 1875: Walther Schücking, deutscher Politiker und Völkerrechtler

#### 1876–1900
- 1878: Adeline Genée, dänische Balletttänzerin
- 1878: Carl Sandburg, US-amerikanischer Lyriker
- 1879: Émile Argand, schweizerischer Geologe und Mineraloge
- 1879: Wilhelm Weber, Oberbürgermeister von Hannover
- 1880: Hermann Horst, deutscher Landrat
- 1880: Tom Mix, US-amerikanischer Filmschauspieler, Regisseur und Produzent
- 1881: Nina de Garis Davies, britische Malerin, kopierte Wandmalereien in ägyptischen Privatgräbern
- 1882: Eugen von Kahler, deutschsprachiger Maler und Grafiker
- 1882: Friedrich Lent, deutscher Jurist und Politiker
- 1882: Fan Noli, albanischer Bischof und Politiker
- 1882: Ivan Olbracht, tschechischer Schriftsteller, Publizist, Journalist
- 1882: Maria Anna von Österreich-Teschen, Erzherzogin von Österreich-Teschen
- 1883: Khalil Gibran, libanesischer Künstler und Dichter
- 1883: Friedrich Pfister, deutscher Philologe
- 1883: Beatrice Sutter-Kottlar, österreichische Opernsängerin und Gesangslehrerin
- 1884: Vilém Kreibich, tschechoslowakischer Künstler

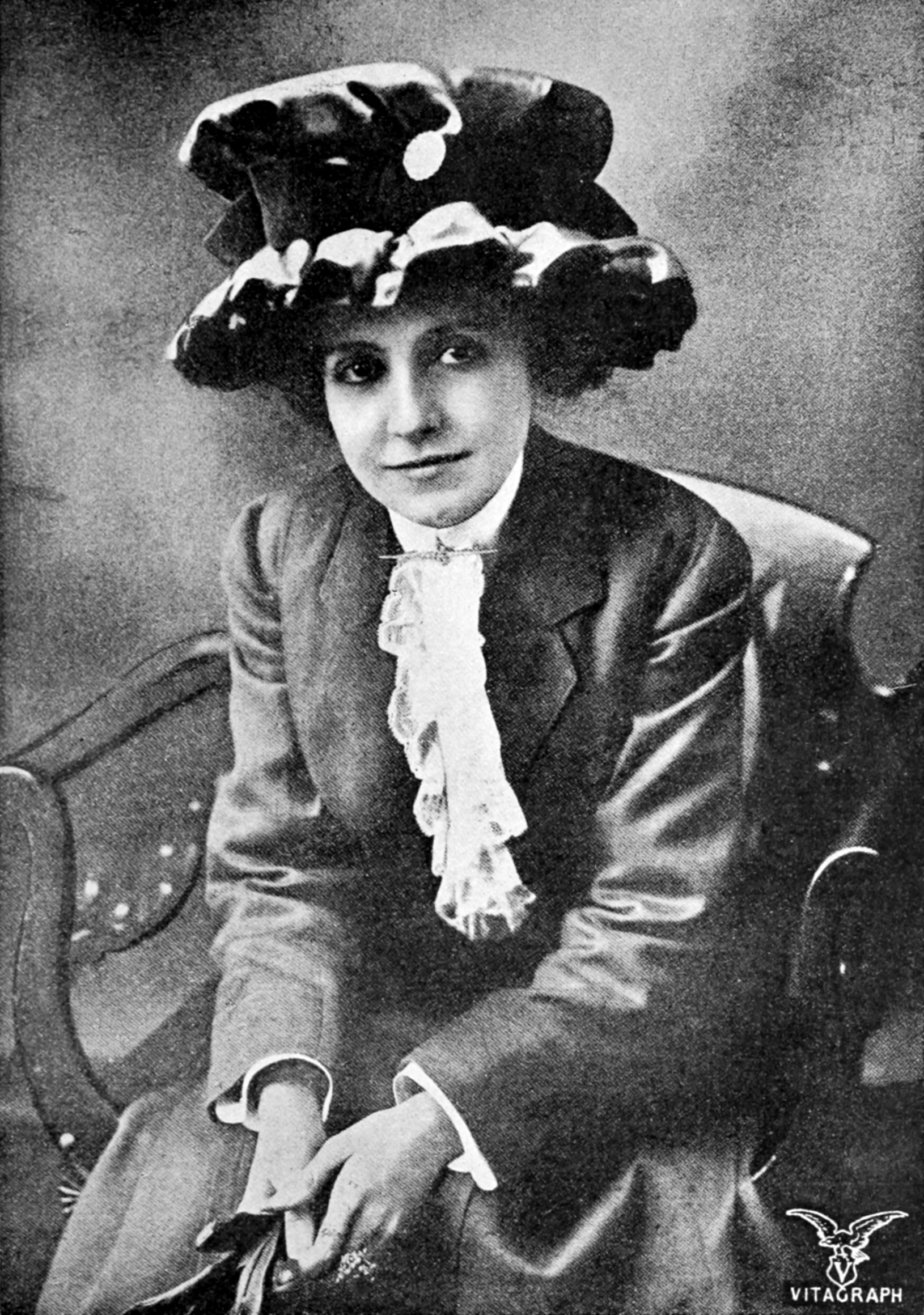
Florence Turner (* 1885)

- 1885: Florence Turner, US-amerikanische Schauspielerin und Stummfilmproduzentin
- 1886: Walter Adam, österreichischer Journalist und Politiker
- 1886: Klara Caro, deutsche Frauenrechtlerin
- 1886: Eugen von Kahler, tschechoslowakischer Maler
- 1886: Elisabeth Kaerrick, Übersetzerin aus dem Russischen

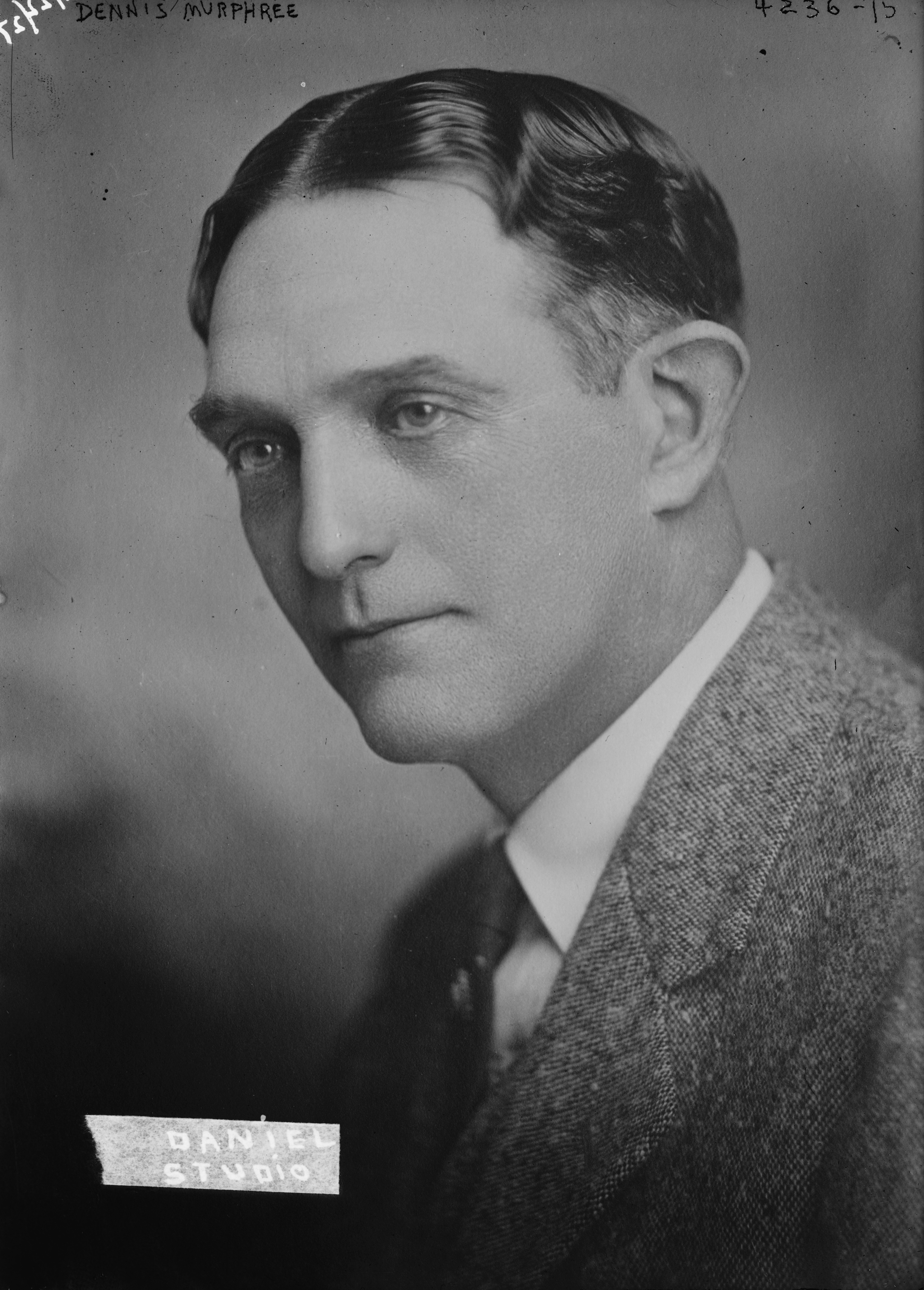
Dennis Murphree (* 1886)

- 1886: Dennis Murphree, US-amerikanischer Politiker
- 1887: Berthe Bovy, belgische Schauspielerin
- 1887: Mara Heinze-Hoferichter, deutsche Schriftstellerin
- 1887: Eugen von Quadt zu Wykradt und Isny, deutscher Politiker

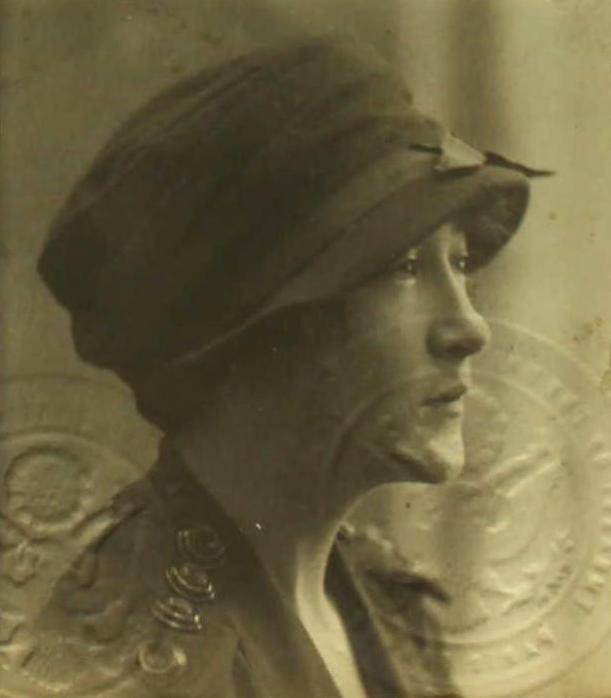
Jane Anderson (* 1888)

- 1888: Jane Anderson, US-amerikanische Journalistin, Autorin und Radiopropagandistin des Großdeutschen Rundfunks
- 1888: Anna Braude-Hellerowa, polnische Kinderärztin, Opfer des Holocaust
- 1891: Dai Jitao, chinesischer Politiker und Publizist
- 1891: Fritz Imhoff, österreichischer Schauspieler und Sänger
- 1891: Rochus Gliese, deutscher Bühnenbildner und Filmregisseur
- 1891: Tim Buck, kanadischer kommunistischer Politiker
- 1892: Stella Benson, englische Schriftstellerin
- 1892: Ludwig Berger, deutscher Filmregisseur
- 1892: Grete Fluss, deutsche Sängerin, Humoristin und Schauspielerin
- 1892: Leonid Iwanowitsch Kubbel, russischer Schachkomponist
- 1892: Georg Nerlich, deutscher Maler
- 1892: Lisa Rado, ungarische Theaterschauspielerin und Sängerin
- 1892: Heinz Renner, deutscher Politiker
- 1893: Oscar Strock, lettischer Kapellmeister, Komponist, Arrangeur und Pianist
- 1894: Stella Isaacs, Marchioness of Reading, britische Wohltäterin und Mitglied des House of Lords
- 1894: Ona Šimaitė, litauische Bibliothekarin und Gerechte unter den Völkern
- 1894: Käthe Stern, deutsch-US-amerikanische Montessori-Pädagogin
- 1895: Josefa Gettke, deutsche Theater- und Filmschauspielerin
- 1896: Ferdinand Gehr, Schweizer Maler
- 1896: Erhard Mayke, deutscher Eisschnellläufer
- 1896: Maximilian E. Obermayer, österreichisch-US-amerikanischer Dermatologe und Hochschullehrer
- 1897: Heinz Meyer, deutscher Politiker, MdB
- 1897: Carl Riegel, deutscher Fußballspieler
- 1897: Lydia Schlosser, deutsche Widerstandskämpferin gegen den Nationalsozialismus

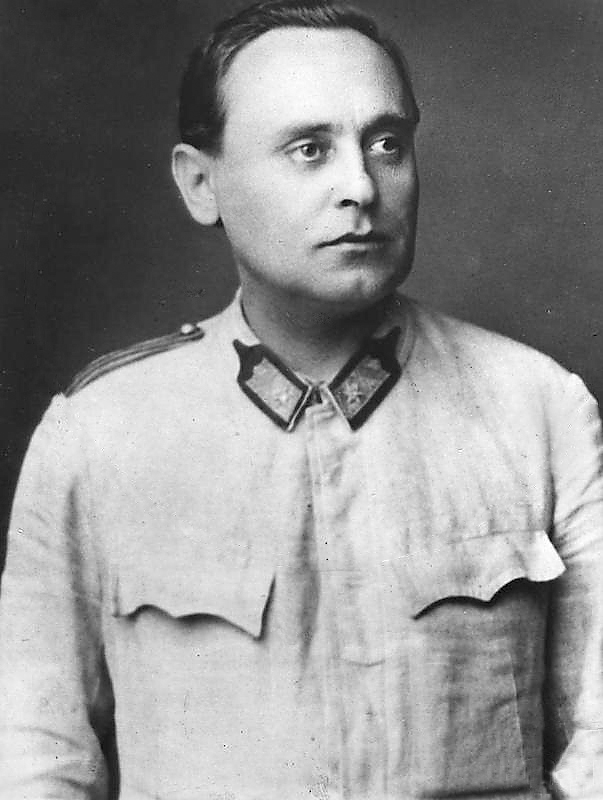
Ferenc Szálasi (* 1897)

- 1897: Ferenc Szálasi, ungarischer Offizier und Politiker, Kriegsverbrecher
- 1898: James Fitzmaurice, irischer Pilot
- 1898: Ludolf Haase, deutscher Arzt und Politiker, NSDAP-Gauleiter
- 1898: Pál von Hertzka, ungarischer Fußballschiedsrichter
- 1898: Wilhelm Nieswandt, deutscher Unternehmer und Politiker
- 1899: Sophie-Carmen Eckhardt-Gramatté, russisch-deutsche Komponistin
- 1899: Heinrich Nordhoff, Generaldirektor von Volkswagen
- 1899: Max Simon, deutscher SS-Gruppenführer und Generalleutnant der Waffen-SS, Kriegsverbrecher
- 1900: Emmanuel d’Astier de la Vigerie, französischer Politiker, Mitglied der Résistance

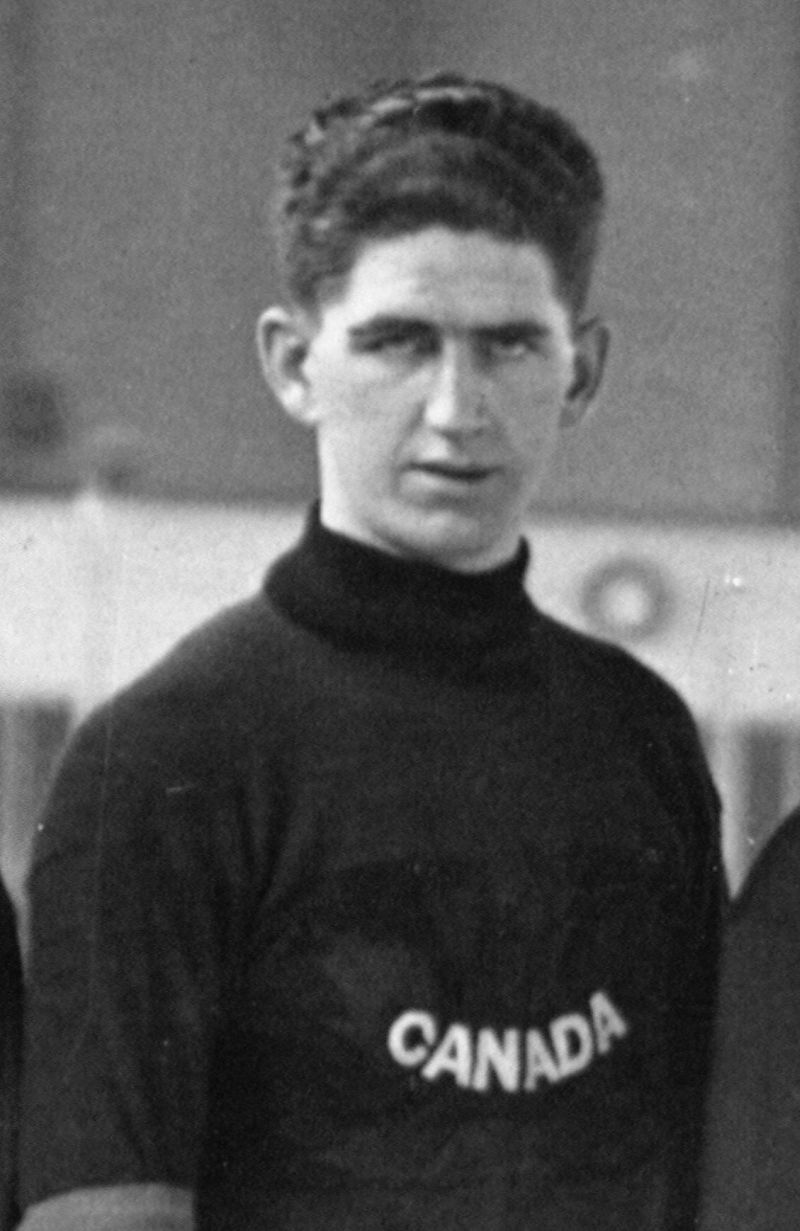
Haldor Halderson (* 1900)

- 1900: Haldor Halderson, kanadischer Eishockeyspieler
- 1900: Hede Massing, österreichische Schauspielerin
- 1900: Maria von Rumänien, Königin des Königreichs Jugoslawien
- 1900: Pierre Octave Ferroud, französischer Komponist

### 20. Jahrhundert

#### 1901–1925
- 1901: Patrick Aherne, britischer Schauspieler
- 1901: Heinz Pol, deutscher Schriftsteller
- 1902: Max Güde, deutscher Jurist, Generalbundesanwalt
- 1902: Petrus Pavlicek, österreichischer Franziskaner
- 1902: Margaret Woodbridge, US-amerikanische Schwimmerin
- 1903: Maurice Abravanel, US-amerikanischer Dirigent
- 1903: Hedwig Eppstein, deutsche Psychologin und die erste Promovendin am Psychologischen Institut der Universität Heidelberg, Opfer der Shoa
- 1903: Hermann Gerstner, deutscher Bibliothekar und Schriftsteller
- 1903: Walter Nigg, Schweizer Theologe
- 1903: Wladimir Alexandrowitsch Wlassow, russischer Komponist
- 1904: Miloš Václav Kratochvíl, tschechischer Schriftsteller, Drehbuchautor und Dramaturg
- 1905: Henri Godard, französischer Automobilrennfahrer
- 1905: Götz Gode, deutscher Schriftsteller
- 1905: Louise Hartung, deutsche Sängerin und Pädagogin
- 1905: Otto Kuss, deutscher katholischer Theologe
- 1905: Leonie Reygers, deutsche Kunsthistorikerin und Museumsdirektorin
- 1905: Eric Frank Russell, britischer Schriftsteller
- 1906: Hans Berger, deutscher Boxer
- 1906: Ljubow Iwanowna Dobrschanskaja, russisch-ukrainische Schauspielerin
- 1906: Alexina Duchamp, US-amerikanische Kunsthändlerin

Franziska Kessel (* 1906)

- 1906: Franziska Kessel, deutsche Politikerin
- 1906: Eberhard Wolfgang Möller, deutscher Schriftsteller und Dramatiker
- 1906: Arie van der Pluym, niederländischer Motorradrennfahrer
- 1906: George Ledyard Stebbins, US-amerikanischer Biologe, Botaniker
- 1907: Irmingard von Freyberg, deutsche Grafikerin und Scherenschneiderin
- 1907: Roy Hall, US-amerikanischer Old-Time-Musiker
- 1907: Helen Kleeb, US-amerikanische Schauspielerin
- 1907: Stanley Osborne, kanadischer Geistlicher, Musikpädagoge, Autor, Hymnologe und Komponist
- 1908: Karl Joppich, deutscher Fußballspieler

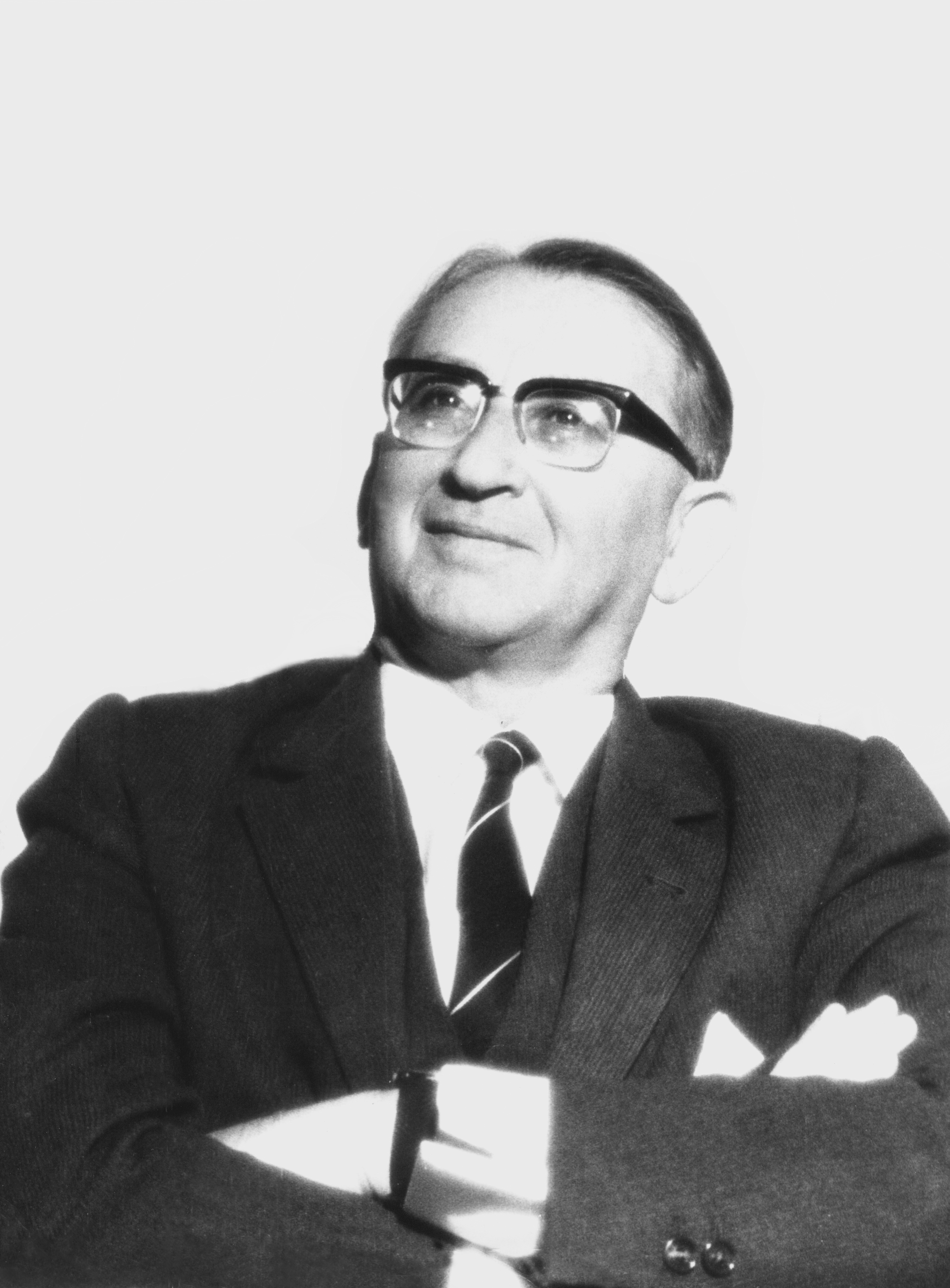
Menachem Avidom (* 1908)

- 1908: Menachem Avidom, israelischer Komponist
- 1908: Michael DiSalle, US-amerikanischer Politiker
- 1909: Martin Jente, deutscher Schauspieler und Produzent
- 1909: Sugimura Haruko, japanische Schauspielerin
- 1910: Gerd Ritgen, deutscher Landwirt und Politiker
- 1910: Heinrich Krebs, Richter am deutschen Bundessozialgericht
- 1910: Kid Chocolate, kubanischer Boxer
- 1910: Kurt Fischer, deutscher Politiker
- 1911: Friedrich Hendrix, deutscher Leichtathlet
- 1911: Hein Thorn Prikker, deutscher Motorradrennfahrer
- 1912: Lew Abeliowitsch, litauisch-belarussischer Komponist und Pianist
- 1912: Hans Richter-Haaser, deutscher Pianist
- 1912: Jacques Ellul, französischer Soziologe und Theologe
- 1912: Marieluise Claudius, deutsche Schauspielerin
- 1912: Pawoł Nowotny, sorbischer Literaturhistoriker und Volkskundler
- 1912: Danny Thomas, US-amerikanischer Schauspieler
- 1912: Celso Emilio Ferreiro, spanischer Schriftsteller und Journalist
- 1913: Georg Angermaier, deutscher Jurist, Staatswissenschaftler und Widerstandskämpfer
- 1913: Klaus Eschenburg, deutscher Brigadegeneral im Bundesnachrichtendienst
- 1913: Marianne Grewe-Partsch, deutsche Medienwissenschaftlerin und Juristin

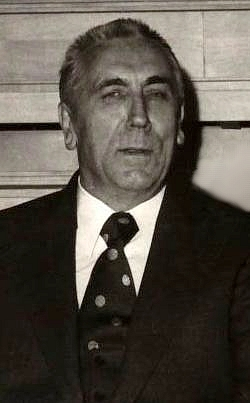
Edward Gierek (* 1913)

- 1913: Edward Gierek, polnischer Politiker und Parteichef der PZPR

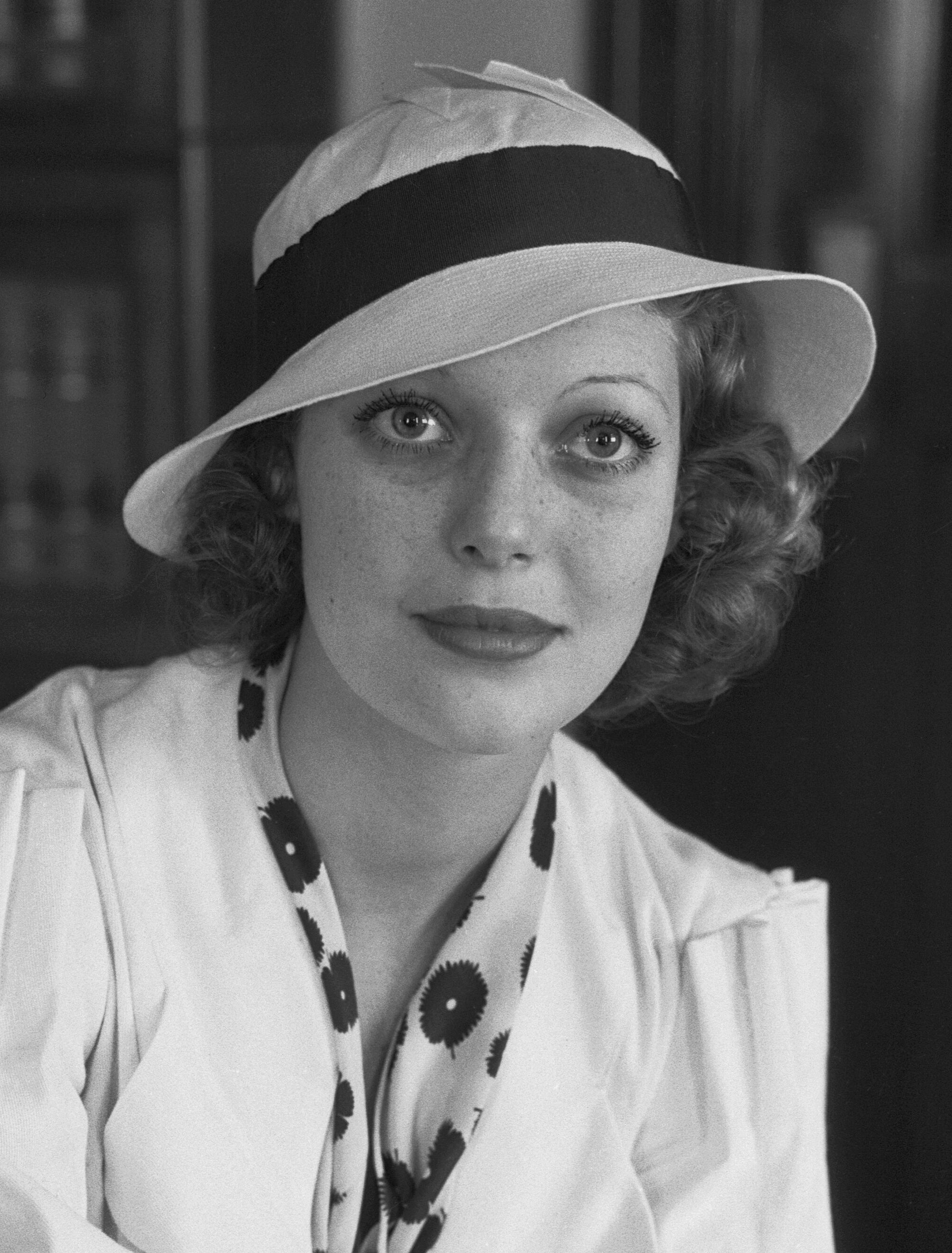
Loretta Young (* 1913)

- 1913: Loretta Young, US-amerikanische Schauspielerin
- 1913: Martin Hirsch, deutscher Politiker und Richter des Bundesverfassungsgerichts
- 1913: Willi Fricke, deutscher Fußballspieler
- 1914: Gottfried Eduard Arnold, US-amerikanischer Mediziner
- 1914: Heinz Berggruen, deutscher Kunsthändler
- 1915: Alan Watts, anglikanischer Priester, Professor und Dekan

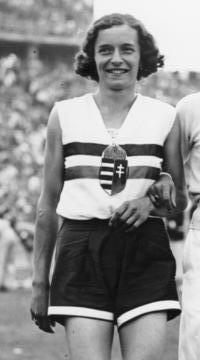
Ibolya Csák (* 1915)

- 1915: Ibolya Csák, ungarische Leichtathletin
- 1915: John Cunningham Lilly, US-amerikanischer Neurophysiologe
- 1915: Peter Ahrweiler, deutscher Schauspieler und Theaterdirektor
- 1916: Johanna Kuzia, deutsche Politikerin
- 1917: Maeve Brennan, irisch-amerikanische Journalistin und Schriftstellerin
- 1918: Eugen Biser, deutscher katholischer Theologe und Religionsphilosoph
- 1918: Donald A. Prater, englischer Schriftsteller, Germanist und Diplomat
- 1918: Elfriede Rückert, deutsch-österreichische Schauspielerin
- 1919: Roy Cochran, US-amerikanischer Leichtathlet, Olympiasieger
- 1920: Henry Corden, kanadischer Schauspieler und Sprecher in Zeichentrickfilmen
- 1920: Josep Lluís Facerías, spanischer Anarchist und Widerstandskämpfer
- 1920: Jean Ipoustéguy, französischer Künstler, Bildhauer
- 1920: Earl Kim, US-amerikanischer Komponist und Musikpädagoge

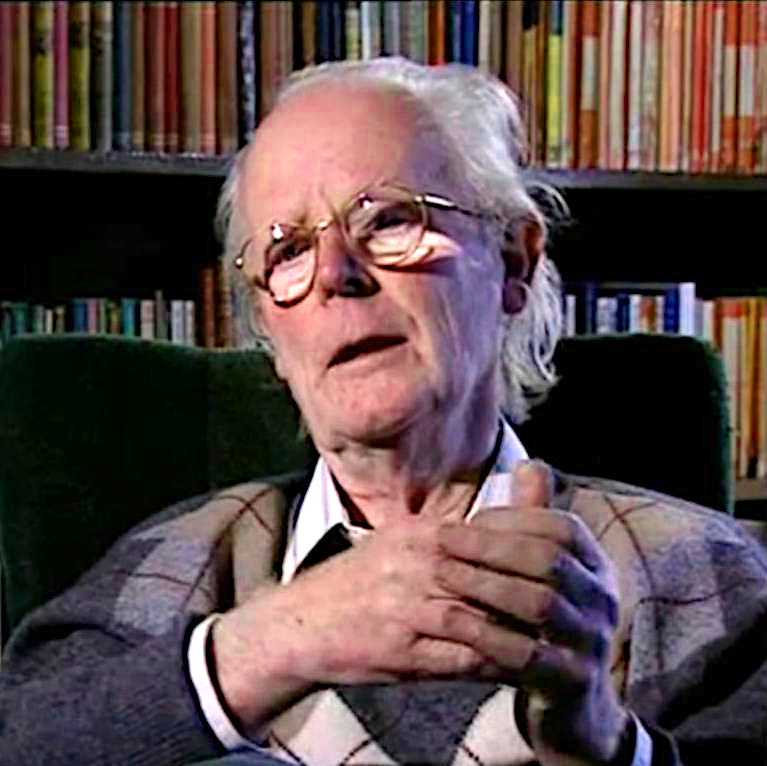
John Maynard Smith (* 1920)

- 1920: John Maynard Smith, britischer Genetiker, Evolutionsbiologe
- 1920: Early Wynn, US-amerikanischer Baseballspieler
- 1921: Adriana Facchetti, italienische Schauspielerin
- 1921: Marianne Grunberg-Manago, französische Biochemikerin
- 1921: Wolfgang Lotz, deutsch-israelischer Geheimagent
- 1921: Hans Winter, deutscher Maschinenbauingenieur und Hochschullehrer
- 1922: Thelma Gracen, US-amerikanische Jazz- und Popsängerin
- 1922: Gerhard Maletzke, deutscher Kommunikationswissenschaftler und Psychologe
- 1922: Finn Mortensen, norwegischer Komponist, Musikkritiker und Hochschullehrer
- 1923: Jacobo Timerman, Verleger, Journalist und Autor
- 1923: Nikolai Nikolajewitsch Saksonow, sowjetischer Gewichtheber
- 1923: Norman Kirk, neuseeländischer Politiker
- 1924: Carl Auböck, österreichischer Industriedesigner und Architekt
- 1924: Pablo Birger, argentinischer Automobilrennfahrer
- 1924: Katy Jurado, mexikanische Schauspielerin
- 1924: Peter McDonald, irischer Fußballspieler
- 1924: Alfredo Milani, italienischer Motorradrennfahrer
- 1924: Earl Scruggs, US-amerikanischer Musiker
- 1924: Erwin Strempel, deutscher Fußballtorwart
- 1925: Lee Abrams, US-amerikanischer Jazz-Schlagzeuger
- 1925: Luciano Liggio, italienischer Mafioso

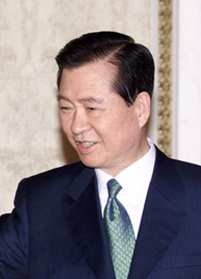
Kim Dae-jung (* 1925)

- 1925: Kim Dae-jung, südkoreanischer Politiker
- 1925: John DeLorean, US-amerikanischer Sportwagenbauer
- 1925: Jane Harvey, US-amerikanische Jazzsängerin
- 1925: Regina von Sachsen-Meiningen, Frau von Otto von Habsburg

#### 1926–1950
- 1926: Armando Aste, italienischer Alpinist der Nachkriegszeit
- 1926: Pat Flaherty, US-amerikanischer Automobilrennfahrer
- 1926: Mickey Hargitay, ungarischer Schauspieler
- 1926: Heinz-Georg Klös, deutscher Veterinärmediziner
- 1926: Tachihara Masaaki, japanischer Schriftsteller
- 1926: Dick Rathmann, US-amerikanischer Rennfahrer
- 1926: Günter Rössler, deutscher Photograph
- 1926: Walter Sedlmayr, deutscher Schauspieler
- 1927: Manfred Gebhardt, deutscher Journalist und Autor
- 1927: Richard Meier, Präsident des deutschen Bundesamtes für Verfassungsschutz
- 1927: Alfred Sirven, französischer Manager
- 1927: Maria Voderholzer, deutsche Lehrerin und Schriftstellerin
- 1928: Giovanni Attanasio, italienischer Schauspieler

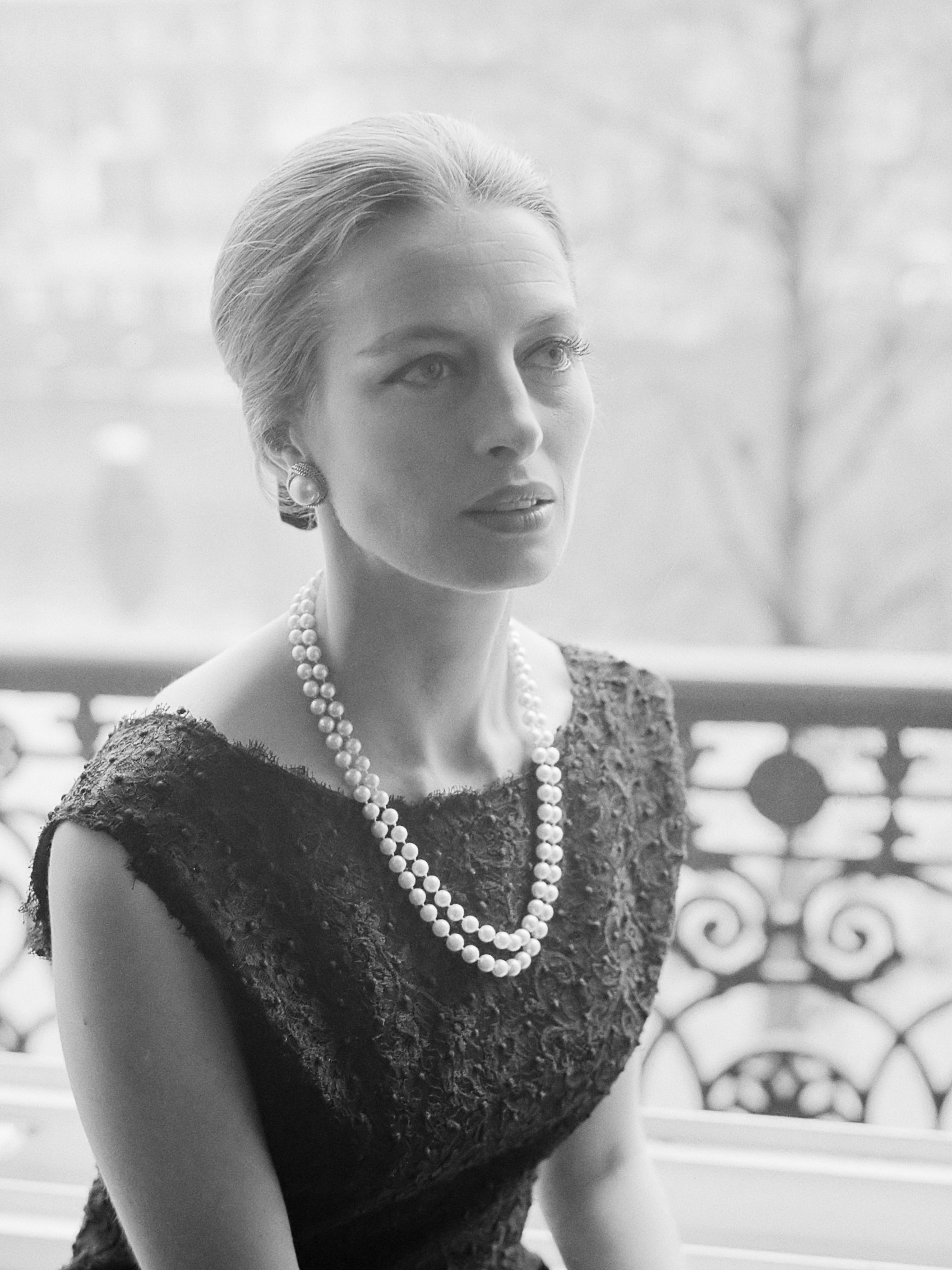
Capucine (* 1928)

- 1928: Capucine, französische Filmschauspielerin
- 1928: Astrid Gehlhoff-Claes, deutsche Schriftstellerin und Übersetzerin
- 1928: Günter Görlich, deutscher Schriftsteller
- 1928: Lyli Herse, französische Radrennfahrerin
- 1928: Herta Konrad, österreichische Schauspielerin
- 1928: Vijay Tendulkar, indischer Bühnen- und Drehbuchautor
- 1929: Wilbert Harrison, US-amerikanischer Musiker
- 1929: Babrak Karmal, afghanischer Politiker
- 1929: Dietrich Knothe, deutscher Dirigent
- 1929: Florence Mahoney, gambische Historikerin und Hochschullehrerin
- 1929: Paul Nößler, deutscher Bergmann, Vertriebenenvertreter und Politiker
- 1930: Erich Bäumler, deutscher Fußballspieler
- 1930: Renata Hampel, deutsche Ordensschwester
- 1930: Rafael Velásquez, venezolanischer Trompeter und Flügelhornist
- 1931: Franz Albert, österreichischer Automobilrennfahrer
- 1931: Stikkan Anderson, schwedischer Geschäftsmann, Produzent, Musikverleger und Textautor

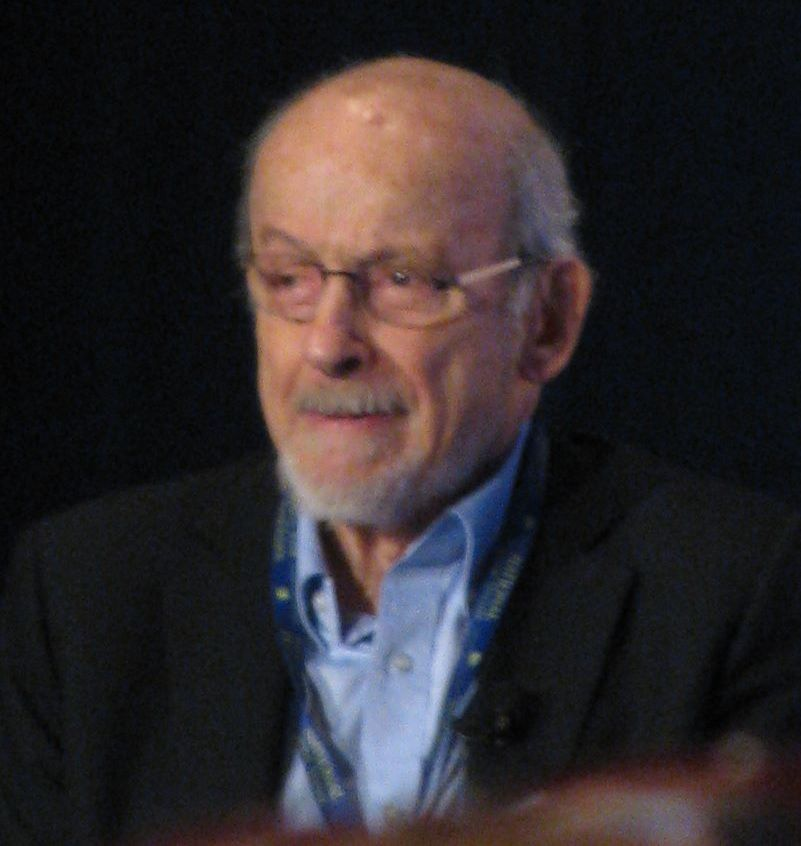
E. L. Doctorow (* 1931)

- 1931: E. L. Doctorow, US-amerikanischer Autor und Herausgeber
- 1931: Kurt Grimm, deutscher Film- und Fernsehregisseur
- 1931: Dave Keon, Eishockeyspieler
- 1931: Lucienne L’Heureux-Arel, kanadische Organistin und Musikpädagogin
- 1931: Dickie Moore, Eishockeyspieler
- 1931: Joachim Specht, deutscher Schriftsteller

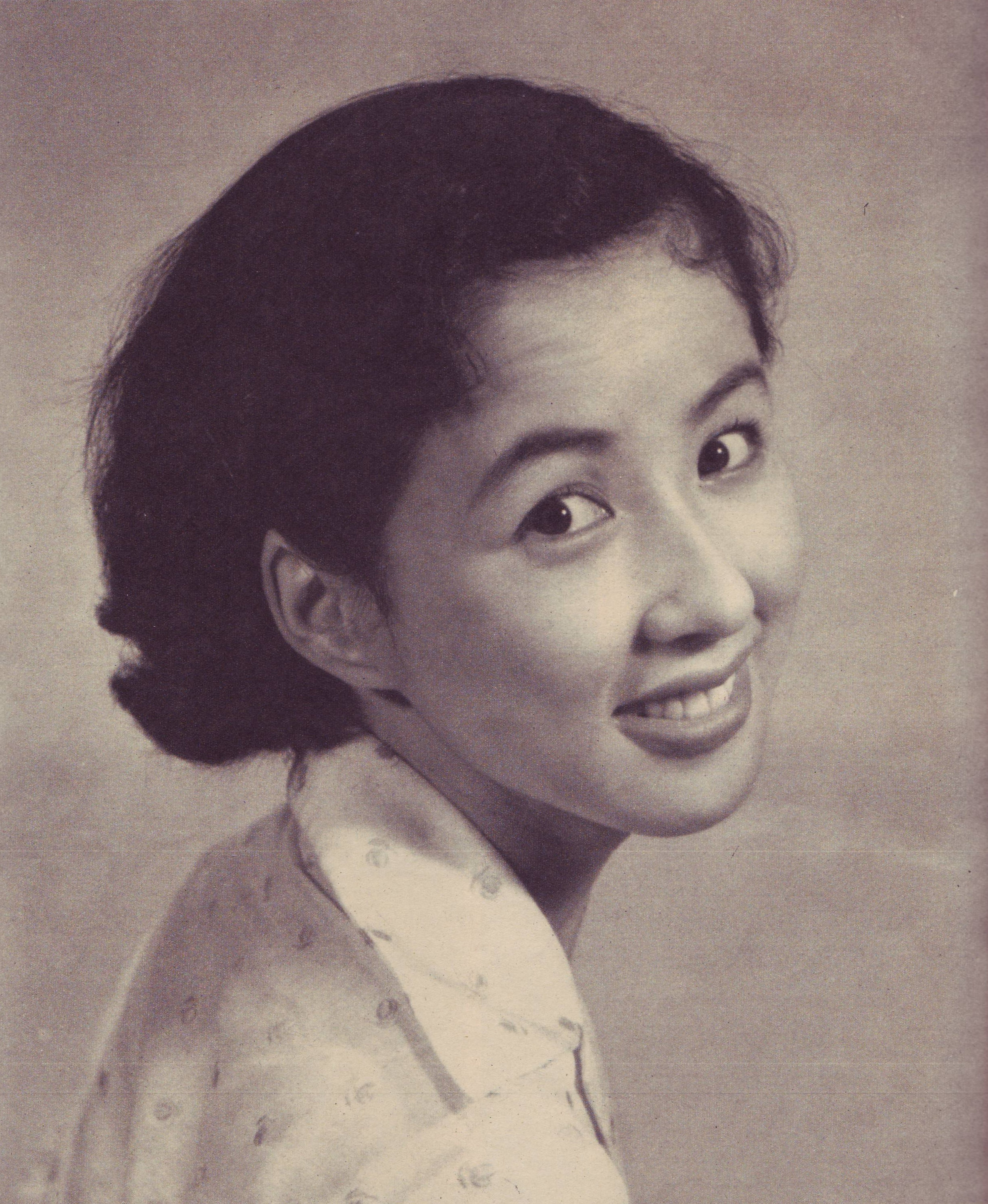
Kaoru Yachigusa (* 1931)

- 1931: Kaoru Yachigusa, japanische Schauspielerin
- 1932: Fang-hua Li, chinesische Physikerin
- 1932: José Saraiva Martins, Kardinal der römisch-katholischen Kirche
- 1932: Max Streibl, bayerischer Politiker
- 1932: Udo Vioff, deutscher Schauspieler
- 1933: Horst Klengel, deutscher Altorientalist
- 1933: Oleg Grigorjewitsch Makarow, sowjetischer Ingenieur und Kosmonaut
- 1933: Emil Steinberger, Schweizer Kabarettist, Schriftsteller, Regisseur und Schauspieler
- 1933: František Vršovský, tschechoslowakischer Kanute
- 1933: Zofia Walasek, polnische Leichtathletin
- 1934: Edith Nothdorf, deutsche Musikpädagogin, Autorin und Komponistin
- 1934: Sylvia Syms, britische Schauspielerin
- 1935: Jerzy Marchwiński, polnischer Pianist und Musikpädagoge
- 1935: Gerald R. Molen, US-amerikanischer Filmproduzent und Filmschauspieler
- 1936: Anton Allemann, Schweizer Fußballspieler
- 1936: Darlene Hard, US-amerikanische Tennisspielerin

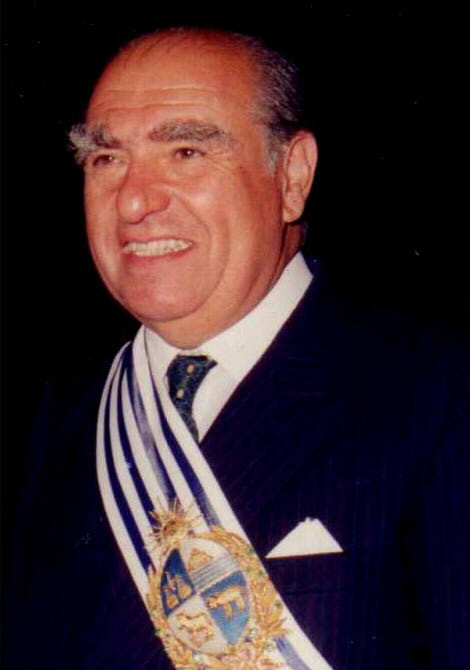
Julio María Sanguinetti (* 1936)

- 1936: Julio María Sanguinetti, Journalist und Staatspräsident von Uruguay
- 1937: Luigi Arienti, italienischer Radrennfahrer
- 1937: Marianne Berendsdorf, deutsche Schauspielerin
- 1937: Paolo Conte, italienischer Chansonsänger, Jazzmusiker und Komponist
- 1937: Ludvík Daněk, tschechischer Leichtathlet
- 1937: Harri Holkeri, finnischer Politiker
- 1937: Lou Holtz, US-amerikanischer Football-Trainer
- 1937: Gösta Neuwirth, österreichischer Komponist und Musikwissenschaftler
- 1937: Nino Tempo, US-amerikanischer Pop-Musiker
- 1937: Doris Troy, US-amerikanische Soul-Sängerin
- 1938: Adriano Celentano, italienischer Sänger, Schauspieler und Fernsehmoderator
- 1938: Mario Rodríguez Cobos, argentinischer Schriftsteller
- 1938: Dragoş Nosievici, rumänischer Basketballtrainer und -spieler
- 1938: Erika Richter, deutsche Dramaturgin
- 1938: Larissa Jefimowna Schepitko, sowjetische Filmregisseurin und Drehbuchautorin
- 1938: Elizabeth Teissier, französische Astrologin
- 1938: Jozef Golonka, slowakischer Eishockeyspieler und -trainer
- 1938: Karl-Heinz Kunde, deutscher Radrennfahrer
- 1938: Renate Meyer, deutsche Leichtathletin

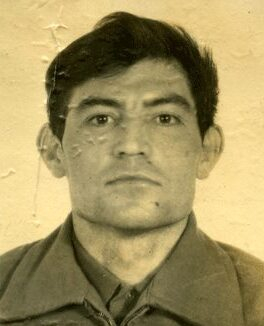
Wassyl Stus (* 1938)

- 1938: Wassyl Stus, ukrainischer Dichter, Publizist, sowjetischer Dissident und ein Menschenrechtsaktivist
- 1939: Katinka Hoffmann, deutsche Schauspielerin und Theaterbetreiberin
- 1939: Pamela Kurrell, US-amerikanische Diskuswerferin
- 1939: Walerij Lobanowskyj, sowjetischer und ukrainischer Fußballtrainer
- 1939: Helgard Müller-Jensen, deutsche Galeristin für zeitgenössische Kunst

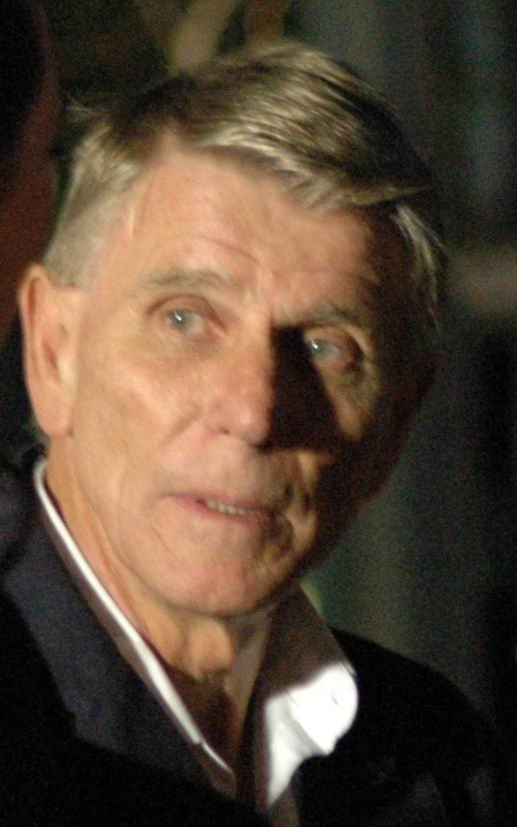
Murray Rose (* 1939)

- 1939: Murray Rose, australischer Schwimmer, Olympiasieger
- 1940: Aggrey Klaaste, südafrikanischer Journalist
- 1940: Van McCoy, US-amerikanischer Musiker und Produzent
- 1940: Olga Georges-Picot, französische Schauspielerin
- 1940: Wolfgang Vater, deutscher Gehörlosenpädagoge und Autor
- 1940: Sue Wagner, US-amerikanische Politikerin
- 1941: Jean Bethke Elshtain, US-amerikanische Vertreterin der Politischen Philosophie und Feministin
- 1941: Philippe Busquin, belgischer Politiker, EU-Kommissar
- 1941: Helga Dostal, österreichische Theaterwissenschaftlerin und Museumsdirektorin

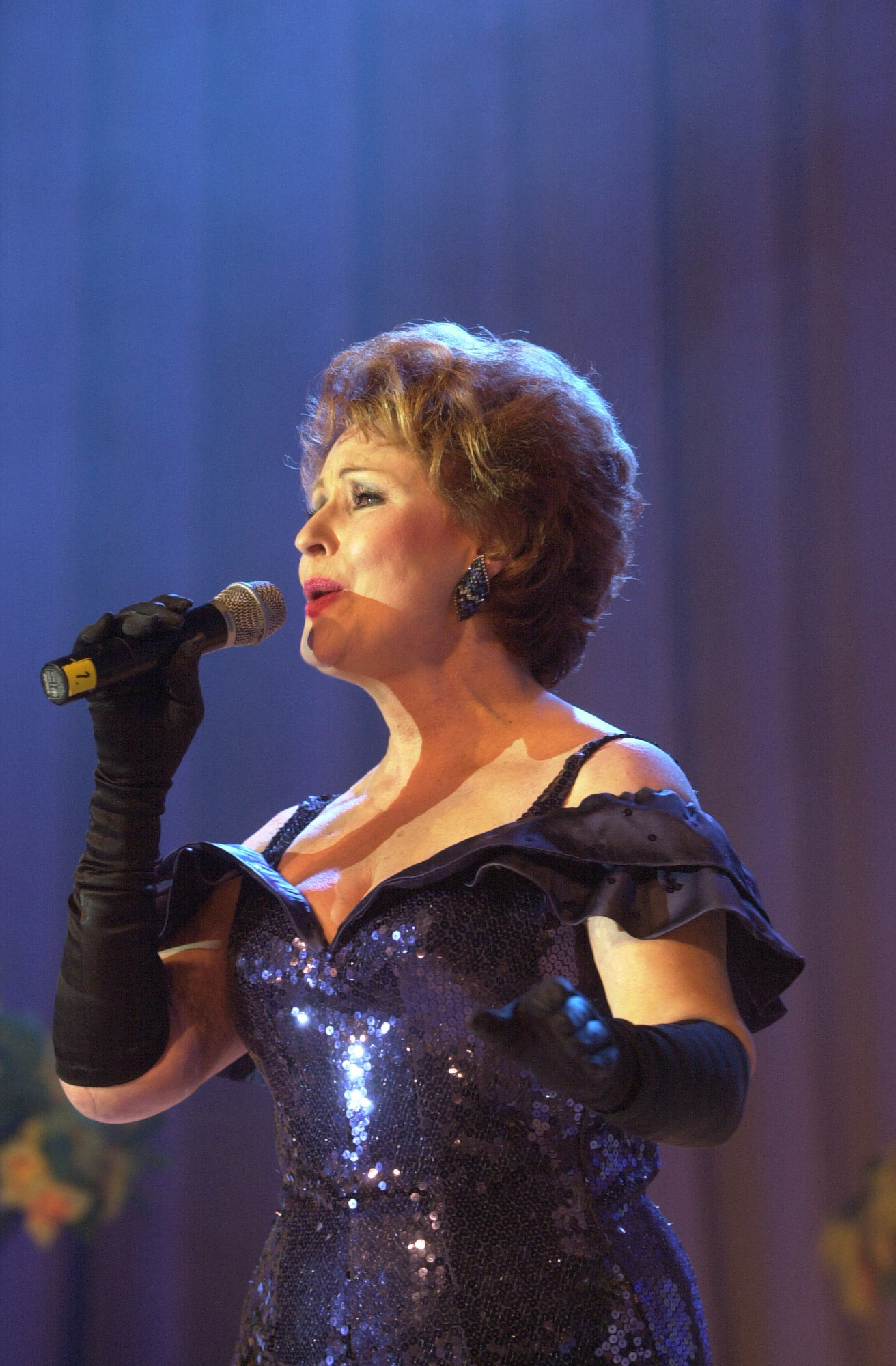
Tamara Lund (* 1941)

- 1941: Tamara Lund, finnische Opernsängerin und Schauspielerin
- 1941: Rainer Ohlhauser, deutscher Fußballspieler
- 1941: Brigitte Troeger, deutsche Lehrerin und Schriftstellerin
- 1941: Nikola Weisse, deutsche Schauspielerin
- 1942: Maria Bommer, österreichische Politikerin
- 1942: Hilmar Kabas, österreichischer Politiker
- 1942: Bernd Neumann, deutscher Politiker, MdB
- 1942: Nancy Ruth, kanadische Politikerin
- 1942: Gisa Stoll, deutsche Schauspielerin

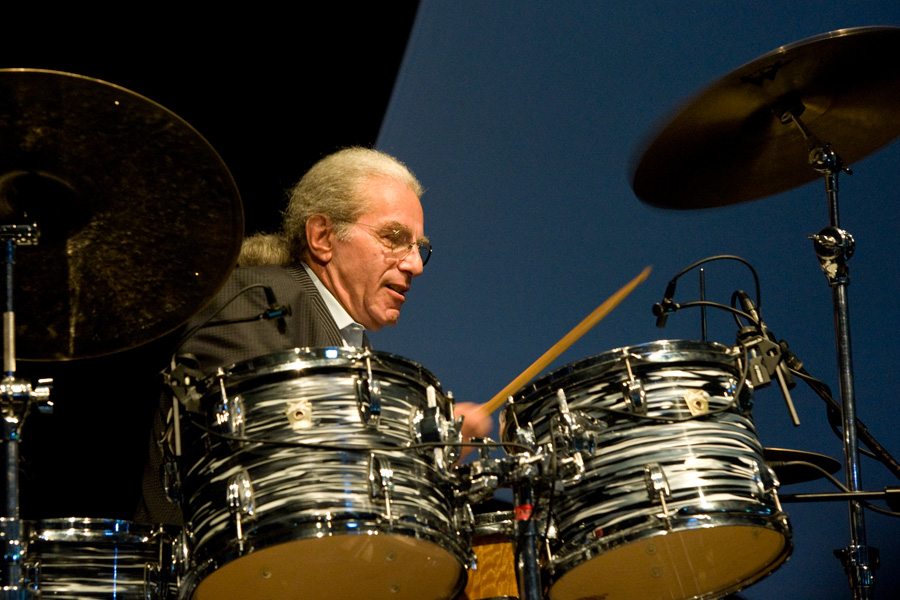
Barry Altschul (* 1943)

- 1943: Barry Altschul, US-amerikanischer Jazzmusiker
- 1943: Ruprecht Eser, deutscher Fernsehjournalist
- 1943: Michael Harcourt, kanadischer Politiker
- 1943: Willi Kuhweide, deutscher Segler
- 1943: Gudrun Lehmann, deutsche Politikerin
- 1943: Norbert Otto, deutscher Politiker
- 1943: Osvaldo Soriano, argentinischer Schriftsteller und Journalist
- 1943: Terry Venables, englischer Fußballspieler und -trainer
- 1944: Ørnulf Andresen, norwegischer Radrennfahrer
- 1944: Regina Bätz, deutsche Kostümbildnerin
- 1944: Helmut Digel, deutscher Handballspieler, Sportwissenschaftler und -funktionär
- 1944ː Ruth Golan, deutsche Architektin und Stadtplanerin
- 1944: Jens Johler, deutscher Schriftsteller
- 1944: Frank A. Meyer, Schweizer Journalist und Publizist
- 1944: Alan Stivell, bretonischer Musiker und Sänger
- 1944: Rolf Zinkernagel, Schweizer Immunologe, Professor, Nobelpreisträger

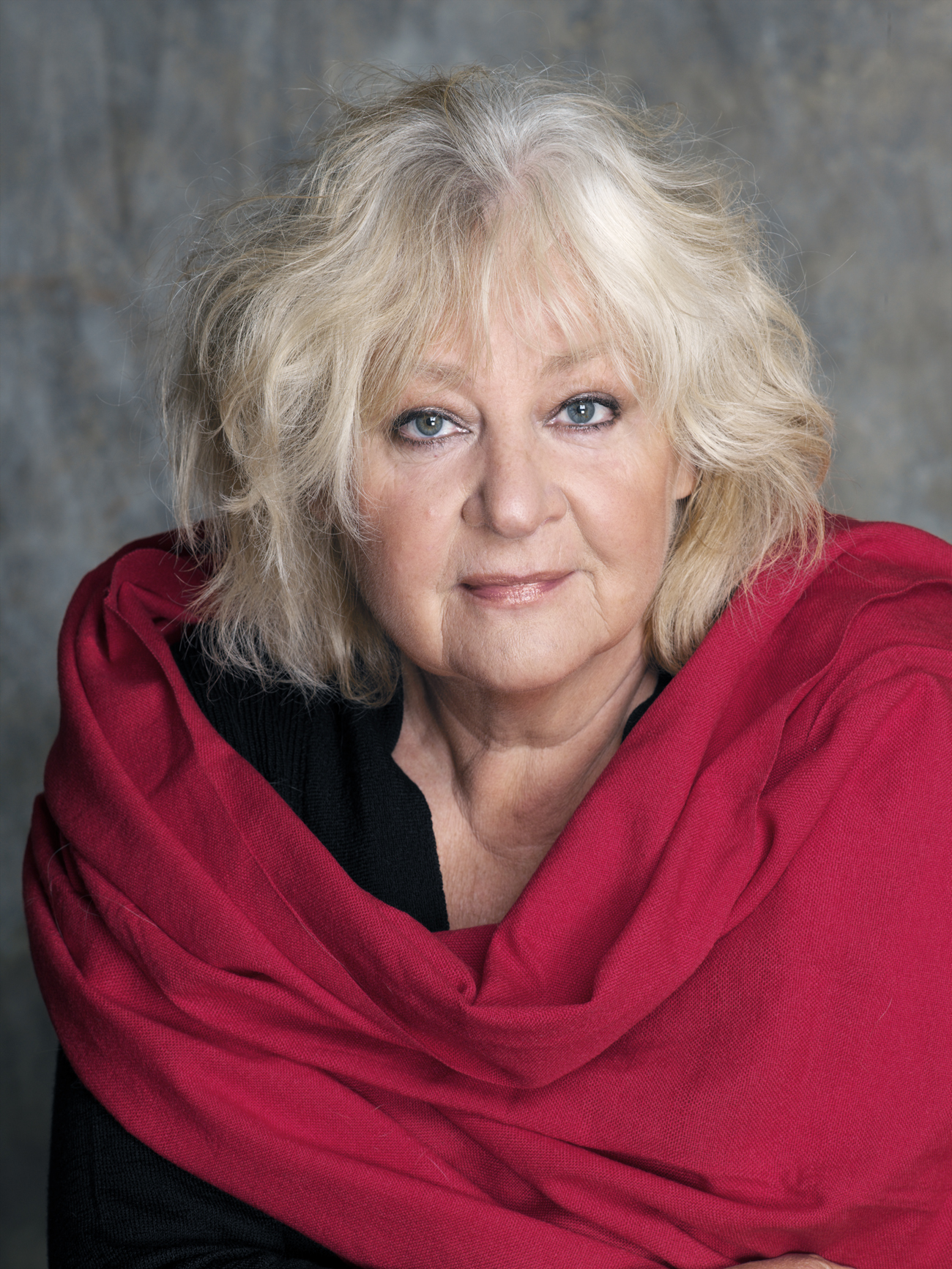
Anja Meulenbelt (* 1945)

- 1945: Anja Meulenbelt, niederländische Politikerin

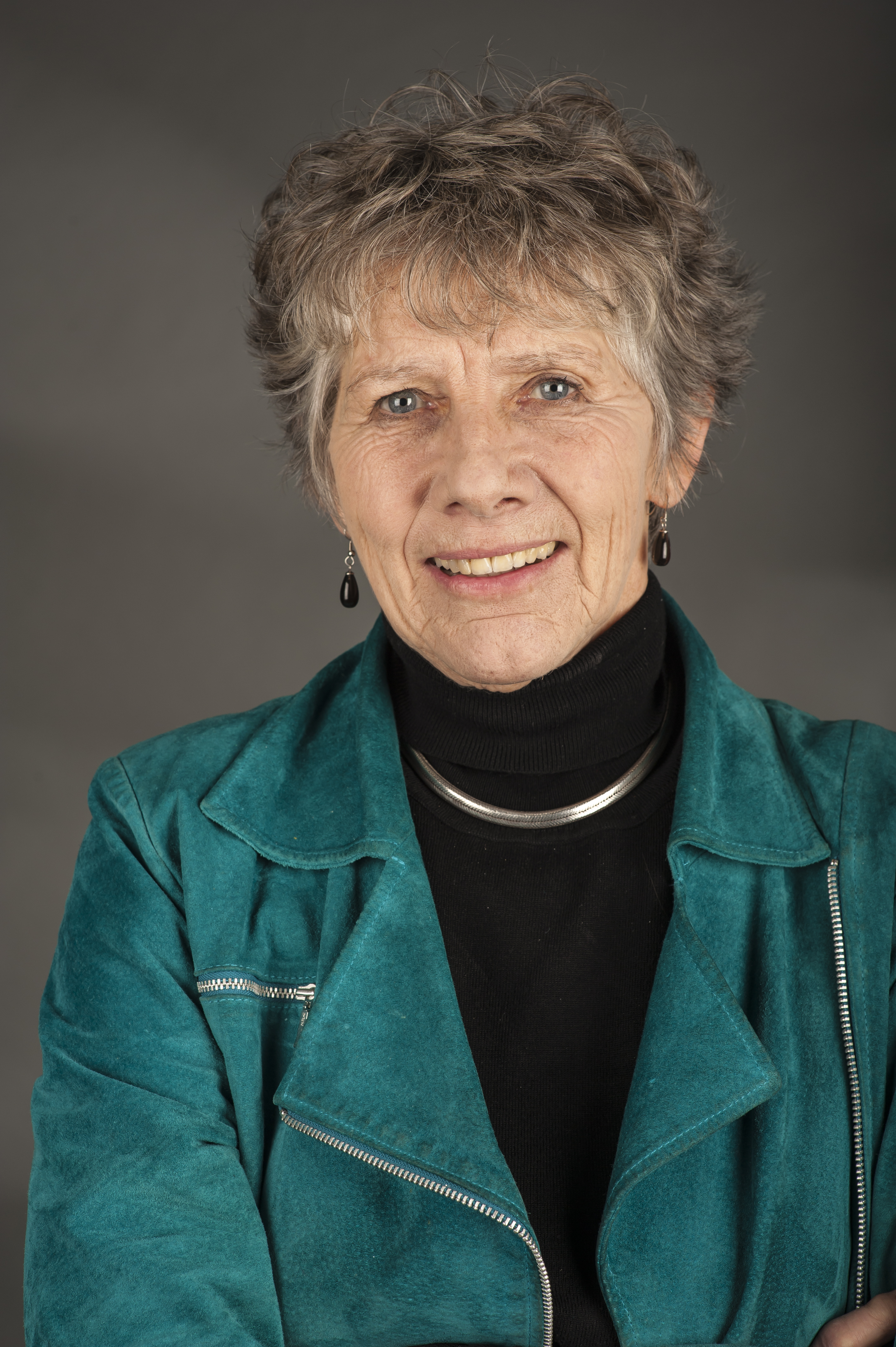
Margrete Auken (* 1945)

- 1945: Margrete Auken, dänische Politikerin, Europaparlamentarierin
- 1946: Syd Barrett, britischer Gitarrist, Sänger und Songschreiber
- 1946: Ahmed el-Tayeb, Rektor der Azhar-Universität in Kairo

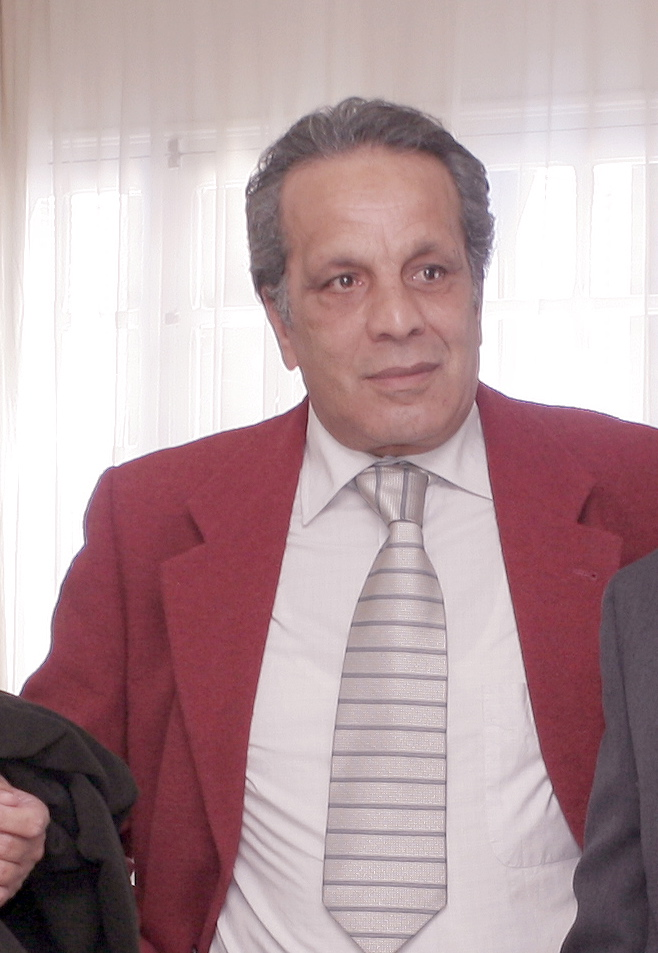
Lotfi Dziri (* 1946)

- 1946: Lotfi Dziri, tunesischer Schauspieler, Autor und Theaterregisseur
- 1946: Hans Eggert, deutscher Journalist
- 1947: Andréa Ferréol, französische Schauspielerin
- 1947: Sandy Denny, britische Sängerin

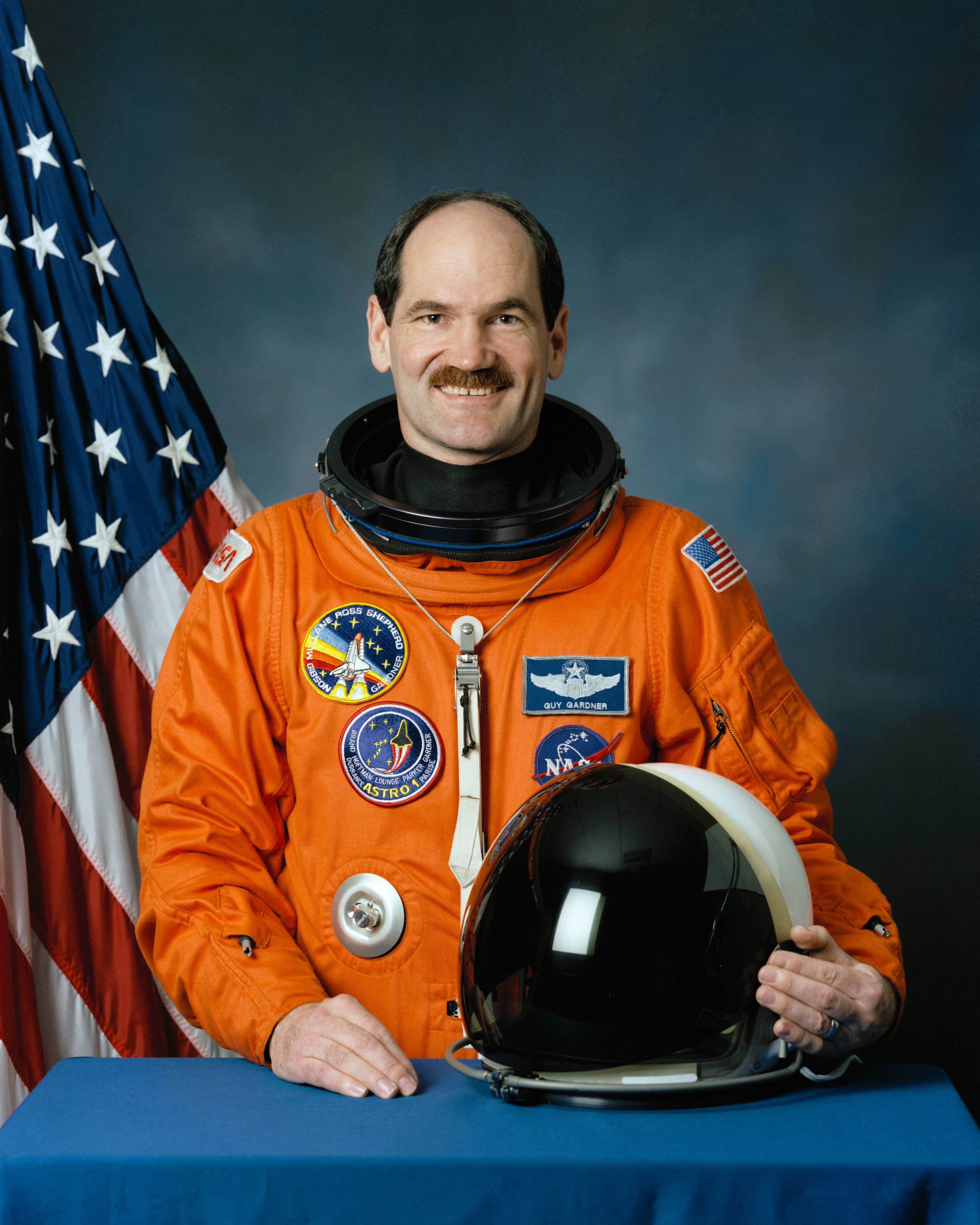
Guy Spence Gardner (* 1948)

- 1948: Guy Spence Gardner, US-amerikanischer Astronaut
- 1949: Gerhard Bopp, deutscher Fußballspieler
- 1949: Christine Dacremont, französische Automobilrennfahrerin
- 1949: Ulla von Gemmingen, deutsche Museumspädagogin und bildende Künstlerin
- 1949: Joan Hess, US-amerikanische Krimiautorin

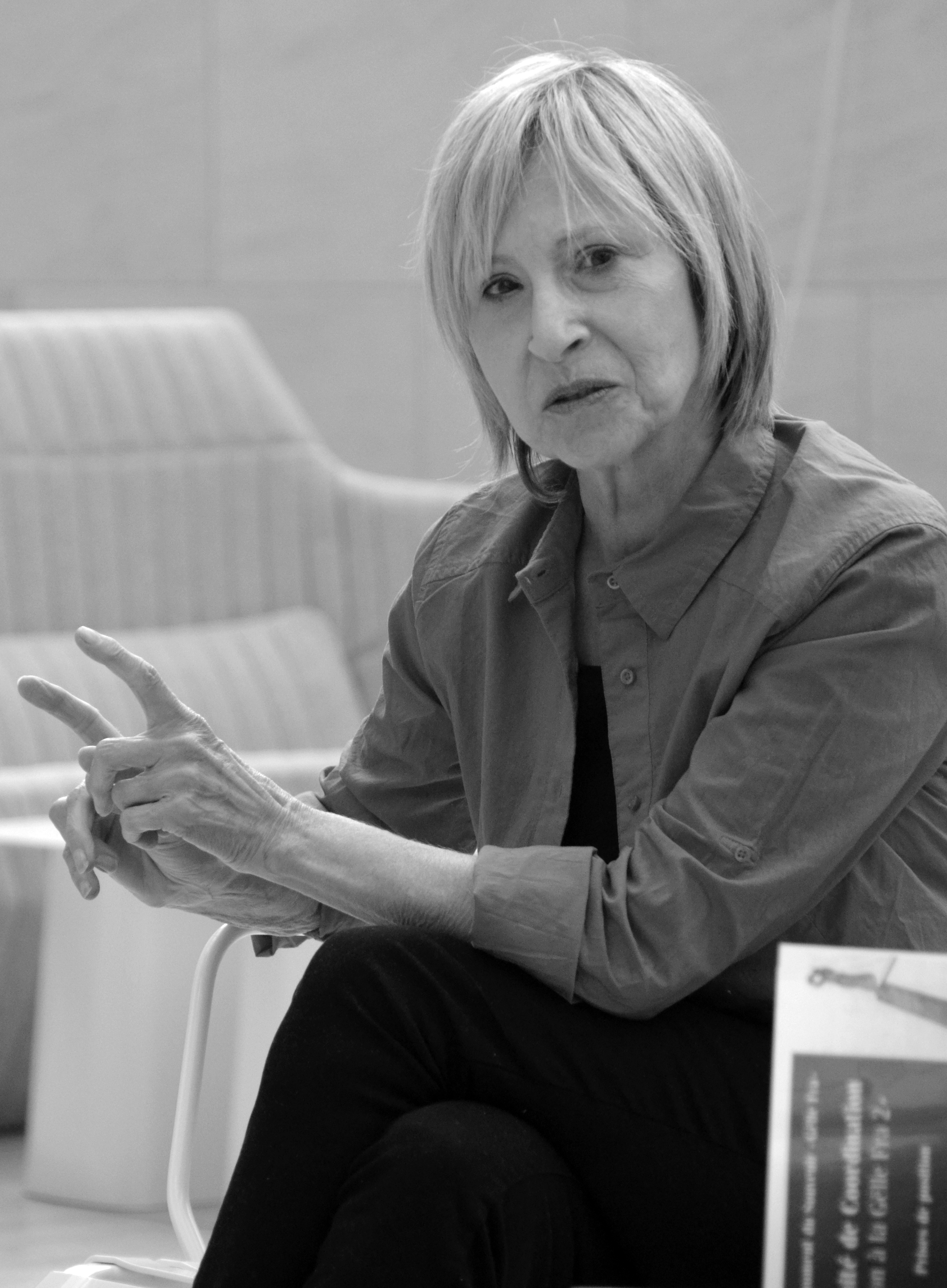
Sanja Ivekovic (* 1949)

- 1949: Sanja Ivekovic, kroatische Künstlerin
- 1949: Silke Wenk, deutsche Kunsthistorikerin
- 1949: Damaris Wurmdobler, deutsche Künstlerin
- 1950: Lynn Deerfield, US-amerikanische Schauspielerin
- 1950: Constanze Engelbrecht, deutsche Schauspielerin und Synchronsprecherin

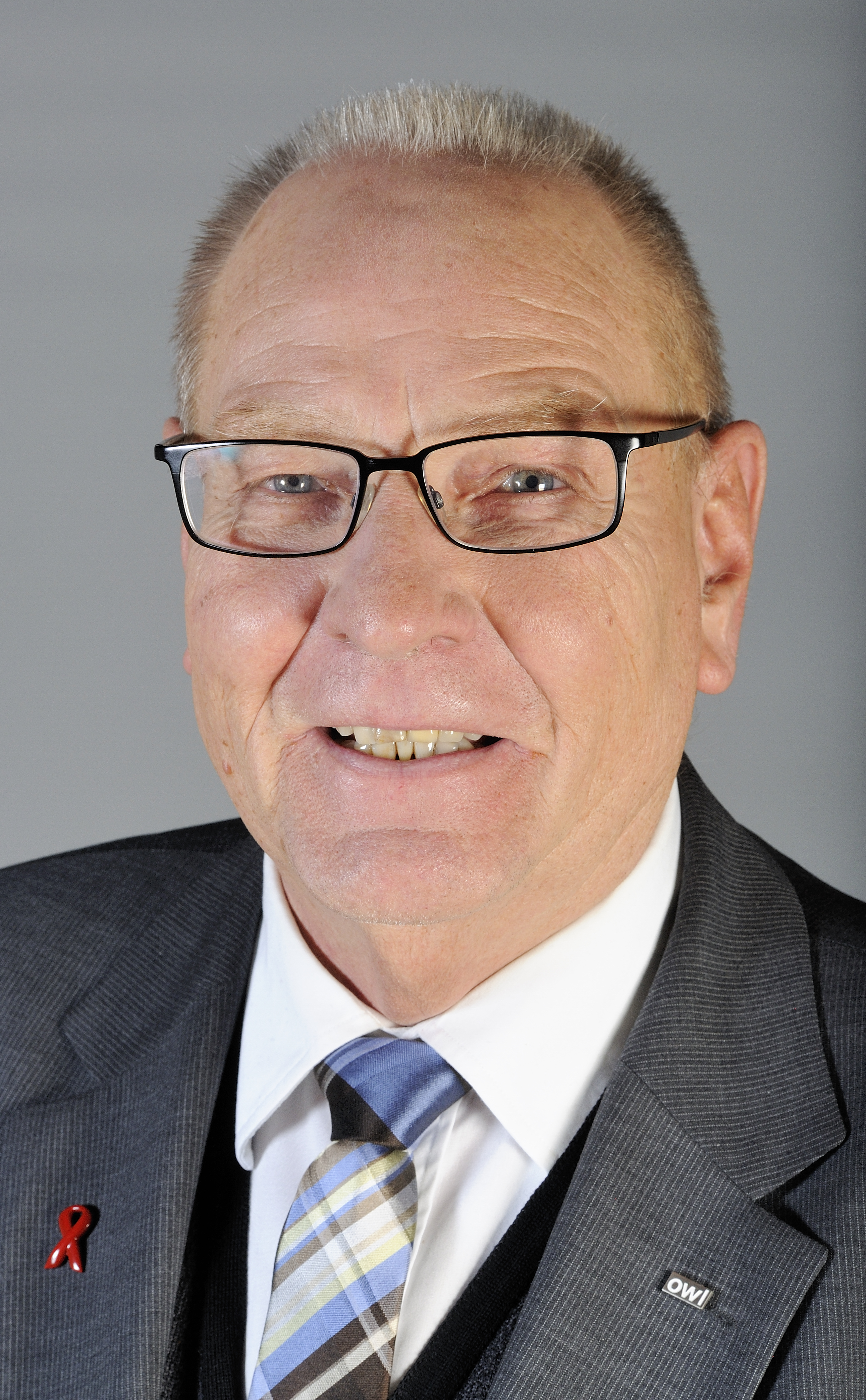
Günter Garbrecht (* 1950)

- 1950: Günter Garbrecht, deutscher Politiker
- 1950: Karl Röckinger, deutscher Landrat
- 1950: Erika Weinstein, deutsche Leichtathletin

#### 1951–1975
- 1951: Wolfram Adolphi, deutscher Journalist und Politikwissenschaftler
- 1951: Christiane Dénes, deutsche Musikerin, Schriftstellerin und Bildende Künstlerin
- 1951: Kim Wilson, US-amerikanischer Bluesrocksänger und Mundharmonikaspieler
- 1951: Ellen Rosenblum, US-amerikanische Juristin und Politikerin
- 1951: Karin Roth, deutsche Sängerin und Interpretin volkstümlicher Musik
- 1953: Rajissa Bohatyrjowa, ukrainische Politikerin und ehemalige Ministerin der Ukraine

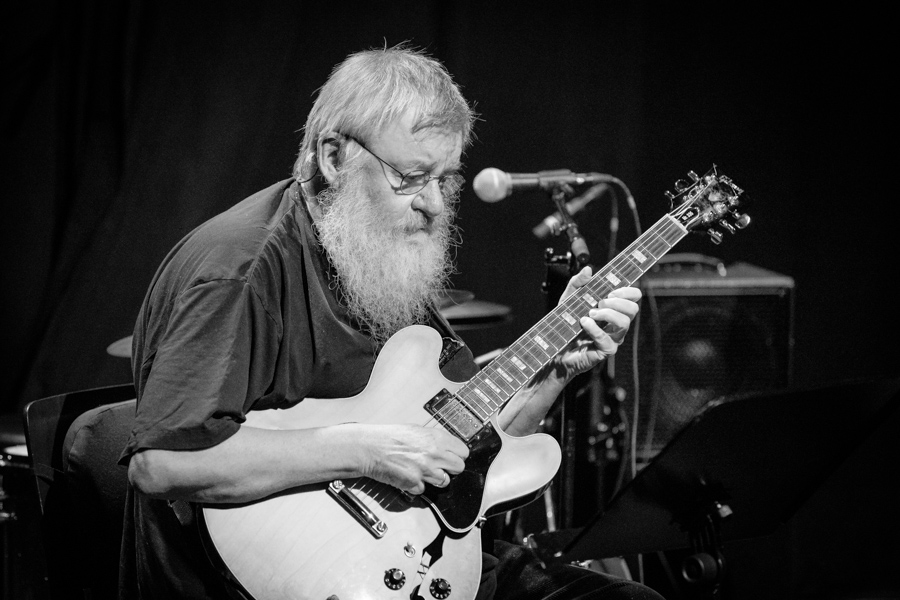
Jon Eberson (* 1953)

- 1953: Jon Eberson, norwegischer Jazzgitarrist
- 1953: Etienne Jornod, Schweizer Unternehmer und Manager
- 1953: Manfred Kaltz, deutscher Fußballspieler
- 1953: Thomas Mirow, deutscher Politiker
- 1953ː Sheila O’Donnell, irische Architektin
- 1953: Ayhan Taşkın, türkischer Ringer
- 1953: Jett Williams, US-amerikanische Country-Sängerin
- 1953: Malcolm Young, australischer Musiker
- 1954: Torsten Enders, deutscher Hörspielautor und -regisseur
- 1954: Tim Grönlund, finnischer Kanute
- 1954: Hans Robert Hiegel, deutscher Architekt

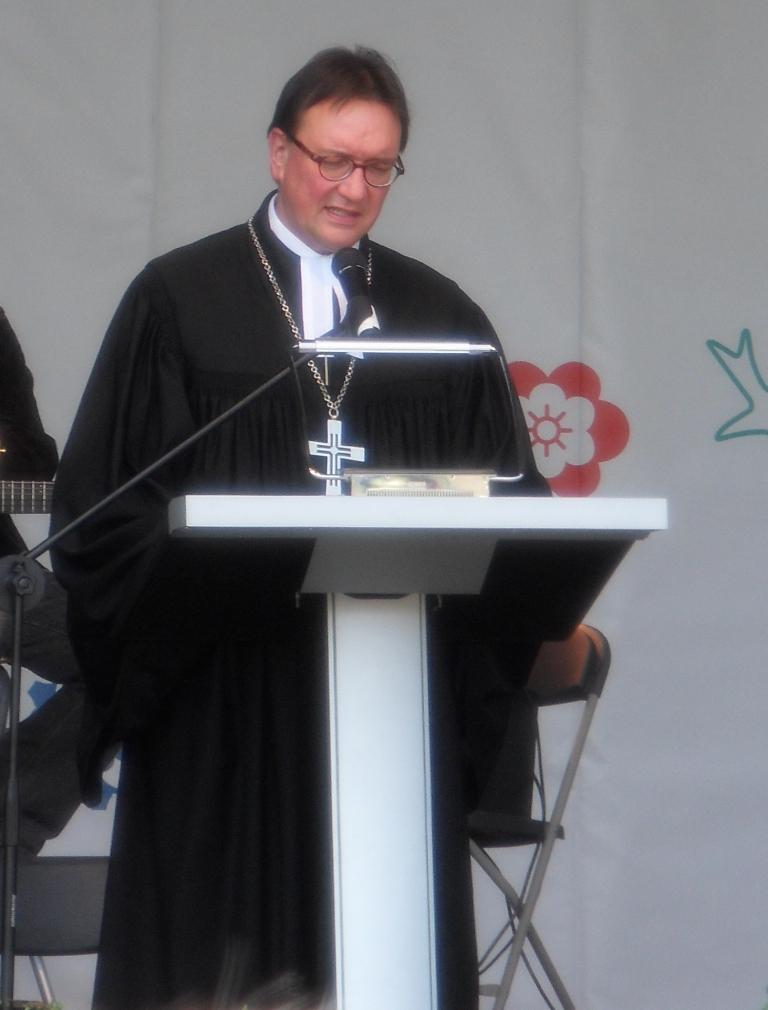
Martin Hein (* 1954)

- 1954: Martin Hein, deutscher Theologe und Bischof
- 1954: Norbert Hahn, deutscher Rennrodler
- 1954: Isabelle McEwen, franko-kanadische Opern- und Theaterregisseurin
- 1954: Anthony Minghella, britischer Regisseur
- 1954: Nicolette Scorsese, US-amerikanische Schauspielerin
- 1954: Ulrich van Suntum, deutscher Volkswirt
- 1954: Trudie Styler, britische Schauspielerin und Filmproduzentin
- 1954: Harumi Takahashi, japanische Politikerin
- 1955: Ajayi Agbebaku, nigerianischer Leichtathlet
- 1955: Rowan Atkinson, britischer Komiker und Schauspieler
- 1955: Annette Fugmann-Heesing, deutsche Politikerin und MdL
- 1955: Pachito Alonso y sus Kini Kini, kubanischer Salsamusiker
- 1955: Romualdas Boreika, litauischer Jurist, Polizeikommissar und Direktor des Ermittlungsdienstes für Finanzverbrechen
- 1955: Karin Kusterer, deutsche Ethnologin und Schriftstellerin

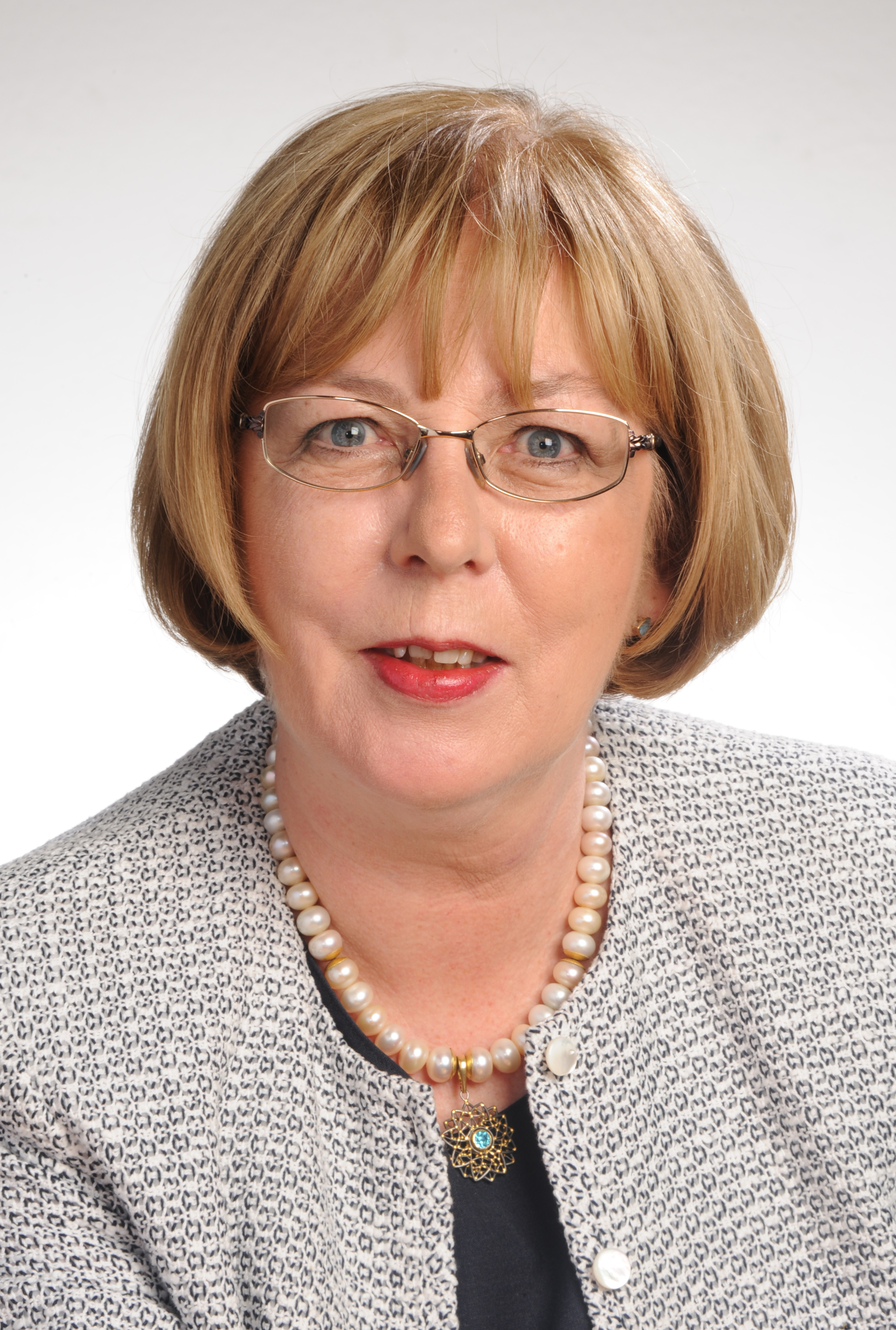
Ulla Ihnen (* 1956)

- 1956: Ulla Ihnen, deutsche Politikerin
- 1956: Elizabeth Strout, US-amerikanische Schriftstellerin
- 1956: Justin Welby, Erzbischof von Canterbury
- 1957: Michael Foale, britischer Astronaut
- 1957: Barbara Hallensleben, deutsche Theologin und Hochschullehrerin
- 1957: Nancy Lopez, US-amerikanische Profi-Golfspielerin
- 1957: Armin Romstedt, deutscher Fußballspieler

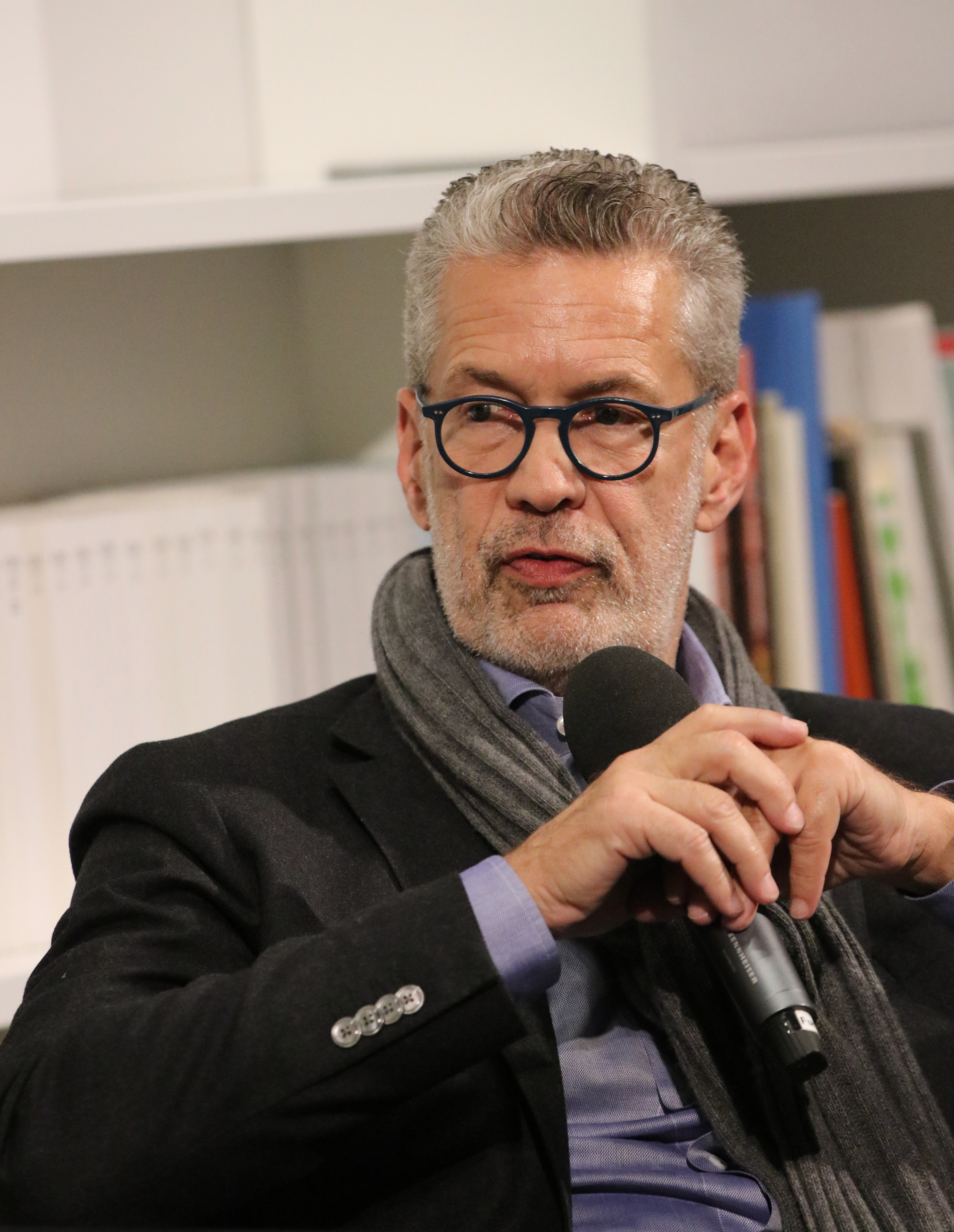
Richard C. Schneider (* 1957)

- 1957: Richard Chaim Schneider, deutscher Journalist, Autor, Dokumentarfilmer und Leiter von ARD-Auslandsstudios
- 1957: Ona Suncovienė, litauische Politikerin
- 1958: Maria Klein-Schmeink, deutsche Politikerin
- 1958: Ljudmila Alexandrowna Putina, russische Linguistin

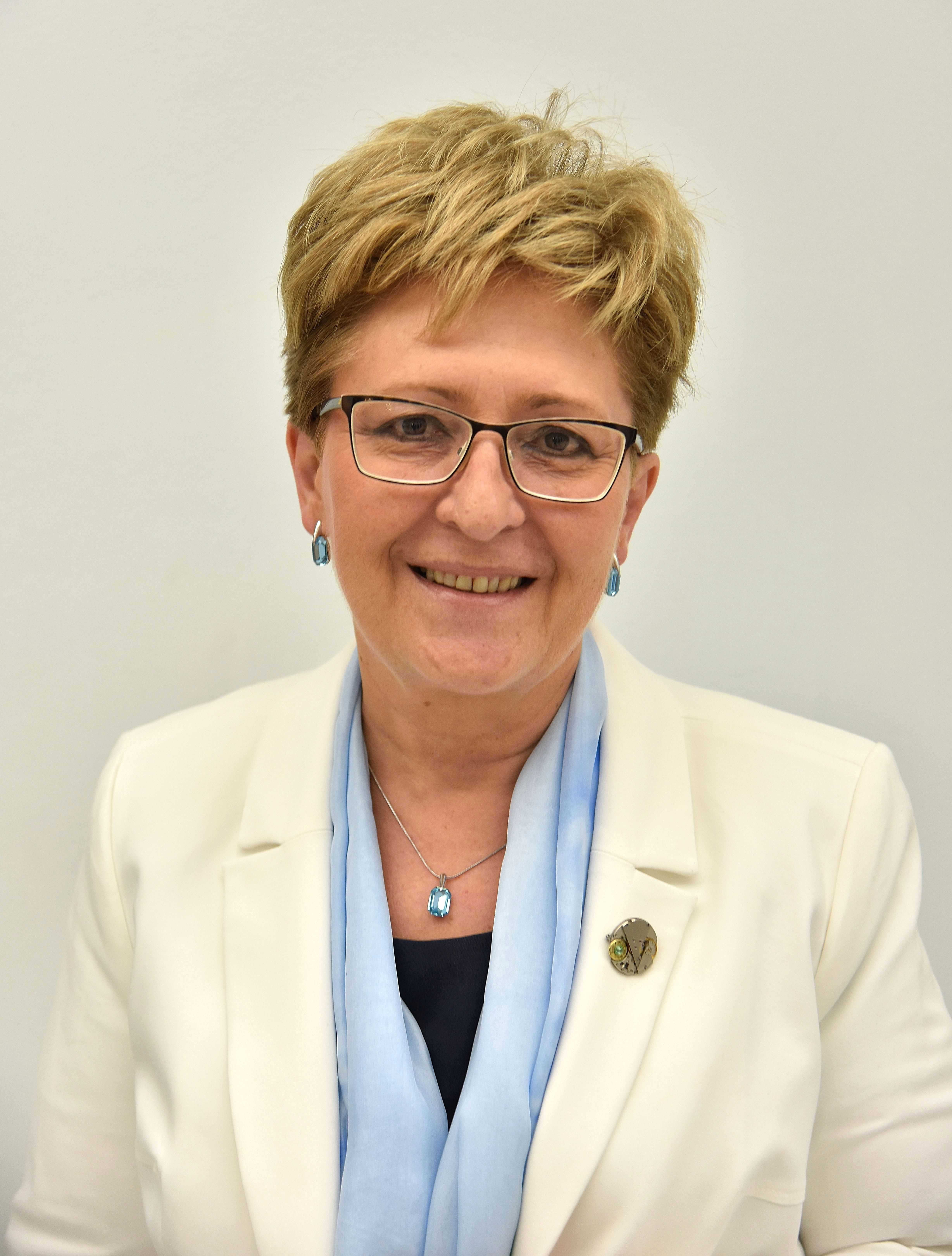
Elżbieta Radziszewska (* 1958)

- 1958: Elżbieta Radziszewska, polnische Politikerin
- 1958: Frankie Vázquez, puerto-ricanischer Perkussionist und Sänger
- 1959: April Hailer, deutsche Schauspielerin
- 1959: Elena Kuschnerova, russische Pianistin
- 1959: Fuyumi Sōryō, japanische Manga-Zeichnerin
- 1960: Paul Azinger, US-amerikanischer Profigolfer
- 1960: Natalja Filimonowna Bestemjanowa, russische Eiskunstläuferin
- 1960: Nigella Lawson, britische Fernsehköchin und Buchautorin
- 1960: Ulrike Mai, deutsche Schauspielerin
- 1961: Harriet van Ettekoven, niederländische Ruderin
- 1961: Linas Antanas Linkevičius, litauischer Diplomat und Verteidigungsminister
- 1961: Christiane Rösinger, deutsche Musikerin und Journalistin

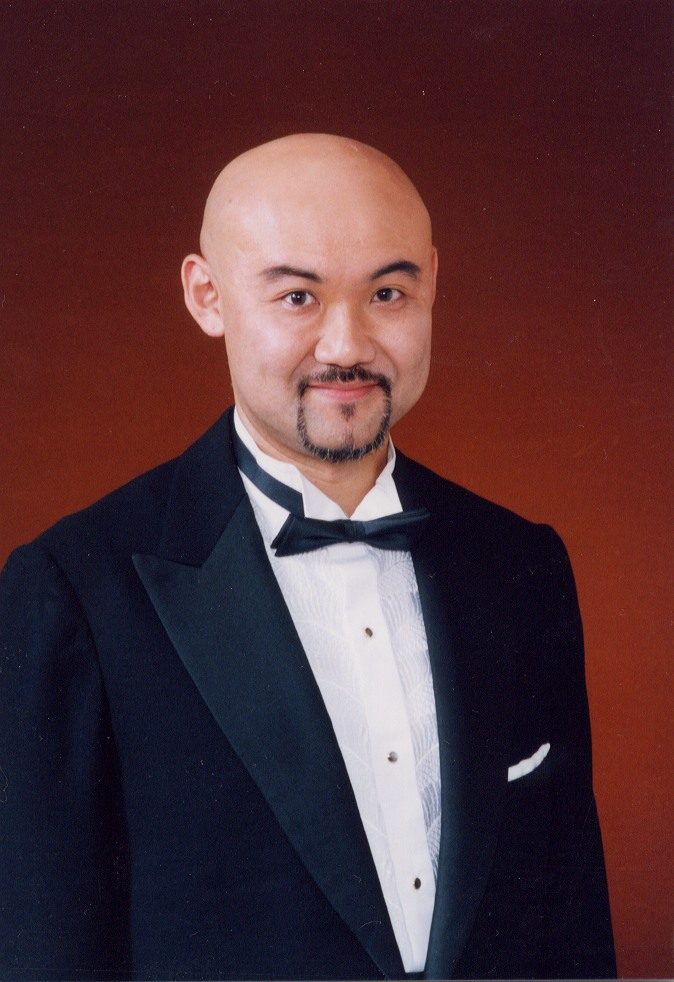
Tōru Tanabe (* 1961)

- 1961: Tōru Tanabe, japanischer Opernsänger und Schauspieler
- 1961: Erik Wøllo, norwegischer Jazz- und Rockgitarrist und Komponist
- 1962: Daniel Mahrer, Schweizer Skirennläufer
- 1962: Philip Brown, britischer Leichtathlet
- 1962: Ninni Bruschetta (eigentlich Antonio Bruschetta), italienischer Schauspieler, Theaterregisseur und Drehbuchautor
- 1962: Ulrich Gäher, deutscher Fußballspieler
- 1963: Thomas Beyer, deutscher Politiker, MdL
- 1963: Tony Halme, finnischer Wrestler aus Helsinki und Parlamentarier
- 1963: Paul Kipkoech, kenianischer Langstreckenläufer
- 1963: Yuko Sato, japanische Politikerin
- 1964: Davide Ballardini, italienischer Fußballspieler und -trainer
- 1964: Angelika Fehrmann, deutsche Fußballspielerin
- 1964: Albrecht Ganskopf, deutscher Schauspieler
- 1964: Charles Haley, US-amerikanischer American-Football-Spieler

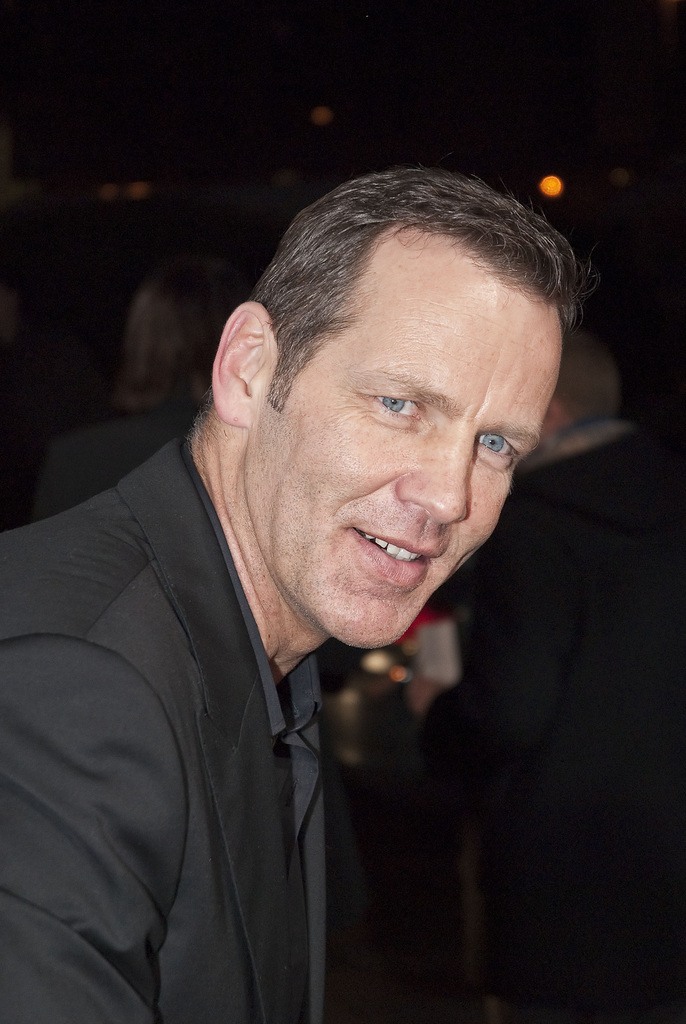
Henry Maske (* 1964)

- 1964: Henry Maske, deutscher Boxer
- 1964: Rafael Vidal, venezolanischer Schwimmer
- 1964: Yuri, mexikanische Sängerin
- 1965: Marco Branca, italienischer Fußballspieler und -funktionär
- 1965: Tuija Brax, finnische Politikerin
- 1965: Lindsay Burns, US-amerikanische Ruderin
- 1965: Inger Lise Hegge, norwegische Skilangläuferin
- 1965: Bonnie-Sue Hitchcock, US-amerikanische Berufsfischerin, Autorin und frühere Radioreporterin
- 1965: Andrei Andrejewitsch Koslow, Vize-Vorsitzender der russischen Zentralbank
- 1965: Bjørn Lomborg, dänischer Klimakritiker
- 1965: Christine Wachtel, deutsche Leichtathletin, Olympiamedaillengewinnerin
- 1966: Galina Awtajewa, kasachische Biathletin
- 1966: Sharon Cuneta, philippinische Schauspielerin und Fernsehmoderatorin
- 1966: Attilio Lombardo, italienischer Fußballspieler und -trainer
- 1966: Ana Munoz-Perez, spanische Fußballspielerin
- 1966: A. R. Rahman, indischer Komponist und Sänger
- 1966: Christian K. Schaeffer, deutscher Schauspieler

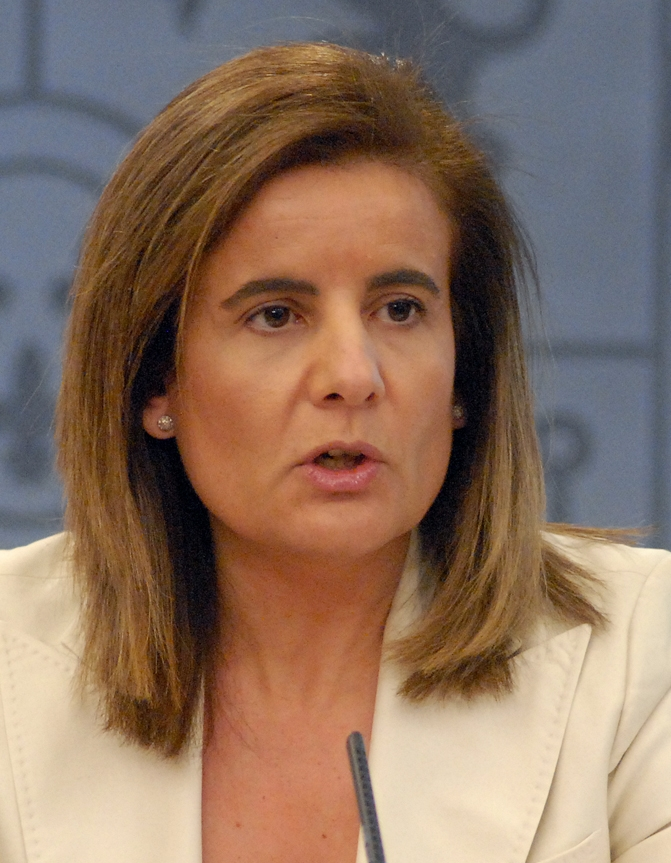
Fátima Báñez (* 1967)

- 1967: Fátima Báñez, spanische Politikerin und Ministerin
- 1967: Larry Donald, US-amerikanischer Boxer
- 1967: Tanja Jess, niederländische Schauspielerin und Moderatorin
- 1967: Thomas Luft, deutscher Schauspieler und Regisseur
- 1967: Irina Wladimirowna Muschailowa,  russische Leichtathletin
- 1967: María Reyes Sobrino, spanische Geherin

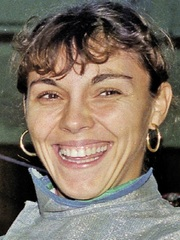
Claudia Grigorescu (* 1968)

- 1968: Claudia Grigorescu, rumänische Florettfechterin
- 1968: Martin Kliehm, deutscher DJ und Lokalpolitiker, Fuckparade-Initiator
- 1968: John Singleton, US-amerikanischer Regisseur
- 1968: Heike Tillack, deutsche Leichtathletin
- 1968: Madeleine Wehle, deutsche Fernsehmoderatorin
- 1969: Nicholas A’Hern, australischer Geher
- 1969: Sonia Farke, deutsche Schauspielerin
- 1969: Eva Högl, deutsche Politikerin
- 1969: Stephan Harlander, deutscher Basketballtrainer

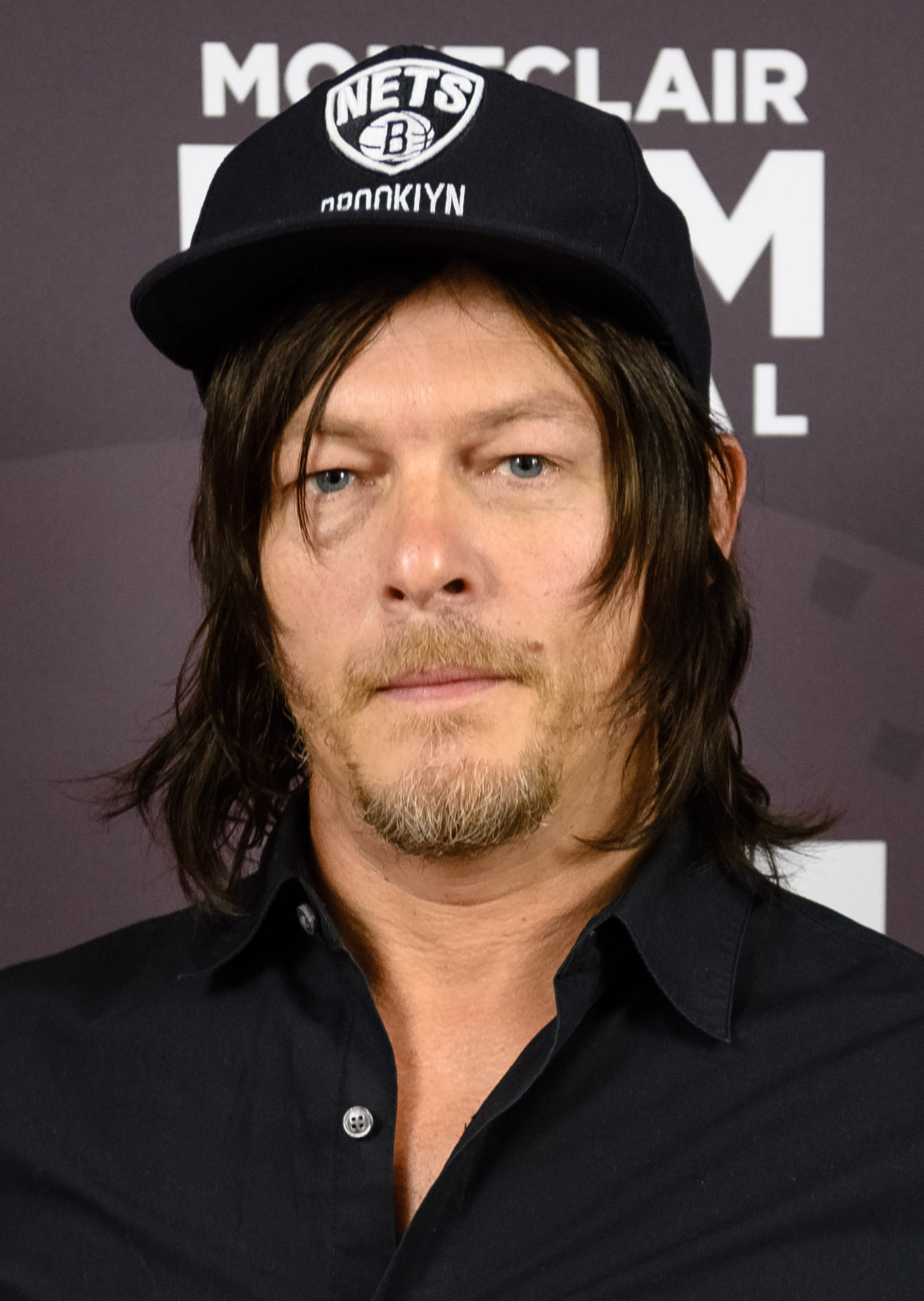
Norman Reedus (* 1969)

- 1969: Norman Reedus, US-amerikanischer Schauspieler
- 1969: Ari Sulander, finnisch-schweizerischer Eishockeytorhüter
- 1970: Susanne Evers, deutsche Schauspielerin

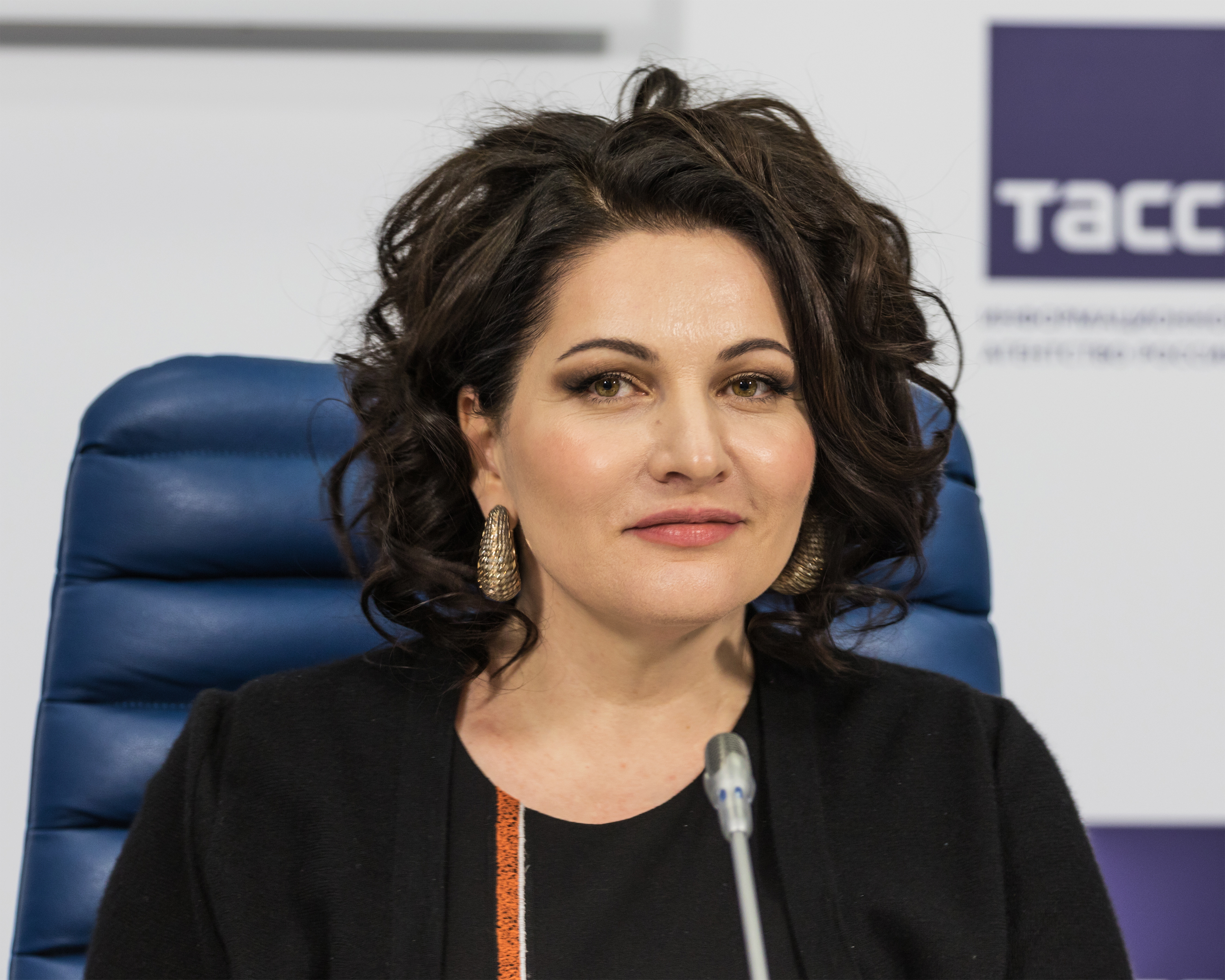
Chibla Lewarsowna Gersmawa (* 1970)

- 1970: Chibla Lewarsowna Gersmawa, abchasisch-russische Opernsängerin
- 1970: Xandra Hag, deutsche Sängerin
- 1970: Doris Hager-Hämmerle, österreichische Politikerin
- 1970: Radoslav Látal, tschechischer Fußballspieler
- 1970: Kerrin Petty,  US-amerikanisch-schwedische Skilangläuferin
- 1970: Gabrielle Reece, US-amerikanisches Model, Beachvolleyballerin und Golferin
- 1971: Franco Cavegn, Schweizer Skirennfahrer
- 1971: Nada Cristofoli, italienische Radrennfahrerin
- 1971: Rita Ináncsi, ungarische Leichtathletin
- 1971: Andrzej Piaseczny, polnischer Sänger
- 1971: Karin Slaughter, US-amerikanische Schriftstellerin
- 1972: Mina Agossi, französische Jazzsängerin und Songwriterin
- 1972: Hovik Chanlari Djivanjan, armenischer Politiker
- 1972: Katja Losch, deutsche Journalistin und Fernsehmoderatorin
- 1972: Georgia Mancio, britische Jazzsängerin und Liedtexterin
- 1972: Nek, italienischer Popsänger und -musiker
- 1972: Pascal Nouma, französischer Fußballspieler
- 1972: Jörg Reeb, deutscher Fußballspieler
- 1972: Natallja Woltschak, belarussische Ruderin
- 1973: Jacqui Cooper, australische Freestyle-Skierin
- 1973: Ilona Dankó, ungarische Gewichtheberin
- 1973: Vassiliki Karadassiou, griechische Beachvolleyballspielerin
- 1973: Oliver Pink, österreichischer Journalist
- 1973: Edoardo Ponti, italienischer Regisseur
- 1974: Markus Hätinen, deutscher Eishockeyspieler
- 1974: Nicole DeHuff, US-amerikanische Schauspielerin
- 1974: Wolfgang Dimetrik, österreichischer Akkordeonist
- 1975: Trond Andersen, norwegischer Fußballspieler
- 1975: Daniela Krukower, argentinische Judoka

#### 1976–2000
- 1976: David Di Michele, italienischer Fußballspieler
- 1976: Danny Pintauro, US-amerikanischer Schauspieler

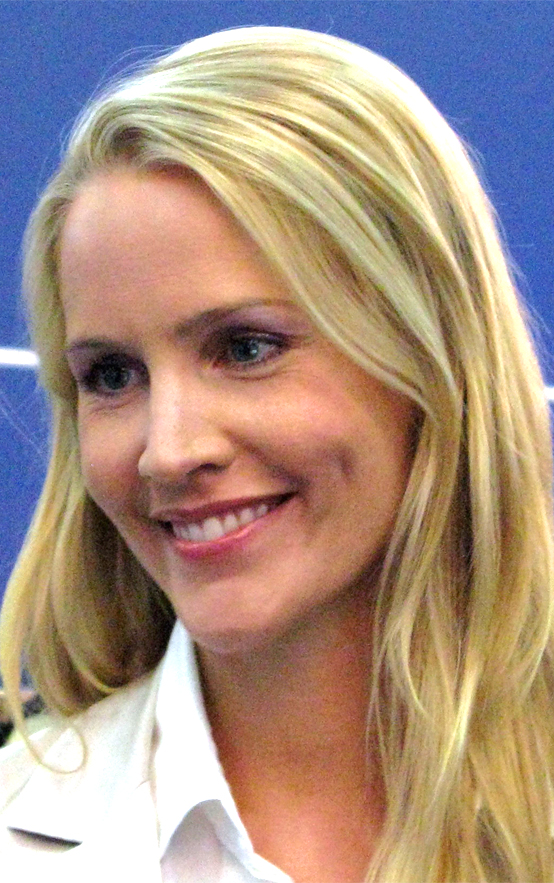
Judith Rakers (* 1976)

- 1976: Judith Rakers, deutsche Journalistin und Fernsehmoderatorin
- 1976: Jill Sayre, US-amerikanische Schauspielerin, Regisseurin und Kamerafrau

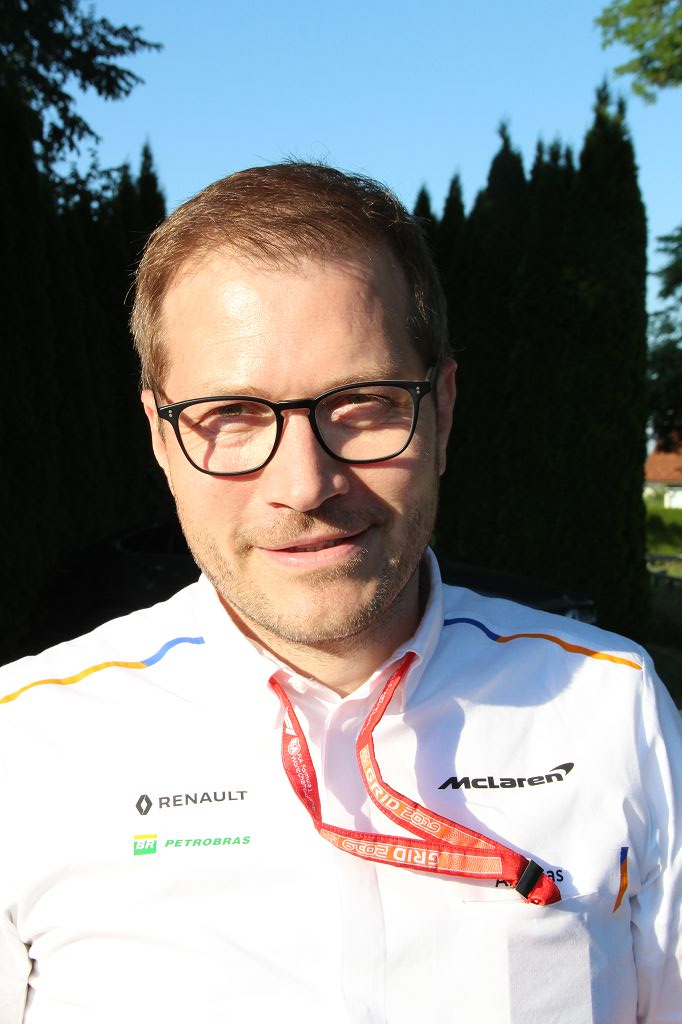
Andreas Seidl (* 1976)

- 1976: Andreas Seidl, deutscher Motorsportingenieur und -manager
- 1976: Isha Sesay, amerikanische Fernsehjournalistin

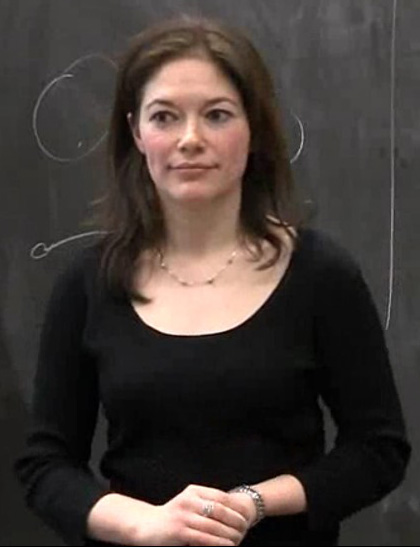
Maria Chudnovsky (* 1977)

- 1977: Maria Chudnovsky, israelische Mathematikerin
- 1977: Laura Giordano, italienische Triathletin und Leichtathletin
- 1977: Arian Nachbar, deutscher Short-Tracker

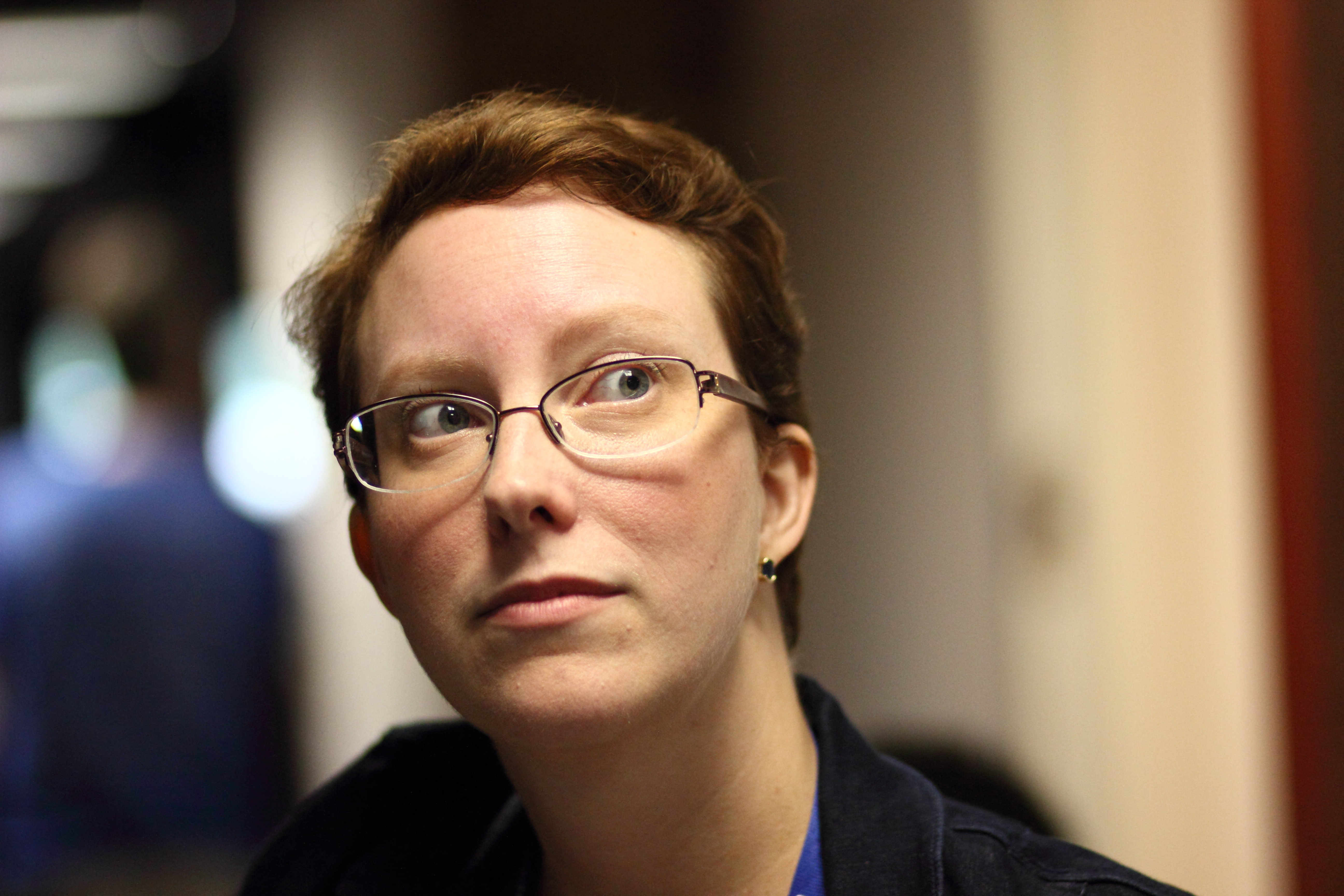
Adrianne Wadewitz (* 1977)

- 1977: Adrianne Wadewitz, US-amerikanische Literaturwissenschaftlerin und Wikipediaautorin
- 1977: Esther Zimmering, deutsche Schauspielerin
- 1978: Rubén Ramírez Hidalgo, spanischer Tennisspieler
- 1978: Oksana Lyniv, ukrainische Dirigentin
- 1978: Ayano Tsuji, japanische J-Pop- und Folk-Sängerin
- 1979: Souad Aït Salem, algerische Langstreckenläuferin
- 1979: Christina Chanée, dänisch-thailändische Sängerin
- 1979: Robert Cvek, tschechischer Schachgroßmeister
- 1979: Bernice Jan Liu, chinesische Schauspielerin und Sängerin
- 1979: Andreas Rill, deutscher Fußballspieler
- 1979: Liu Xia, chinesische Judoka
- 1980: Travis Dodd, australischer Fußballspieler
- 1980: Catherine Downing, US-amerikanische Ringerin
- 1980: Mihael Mikić, kroatischer Fußballspieler
- 1980: Steed Malbranque, französischer Fußballspieler

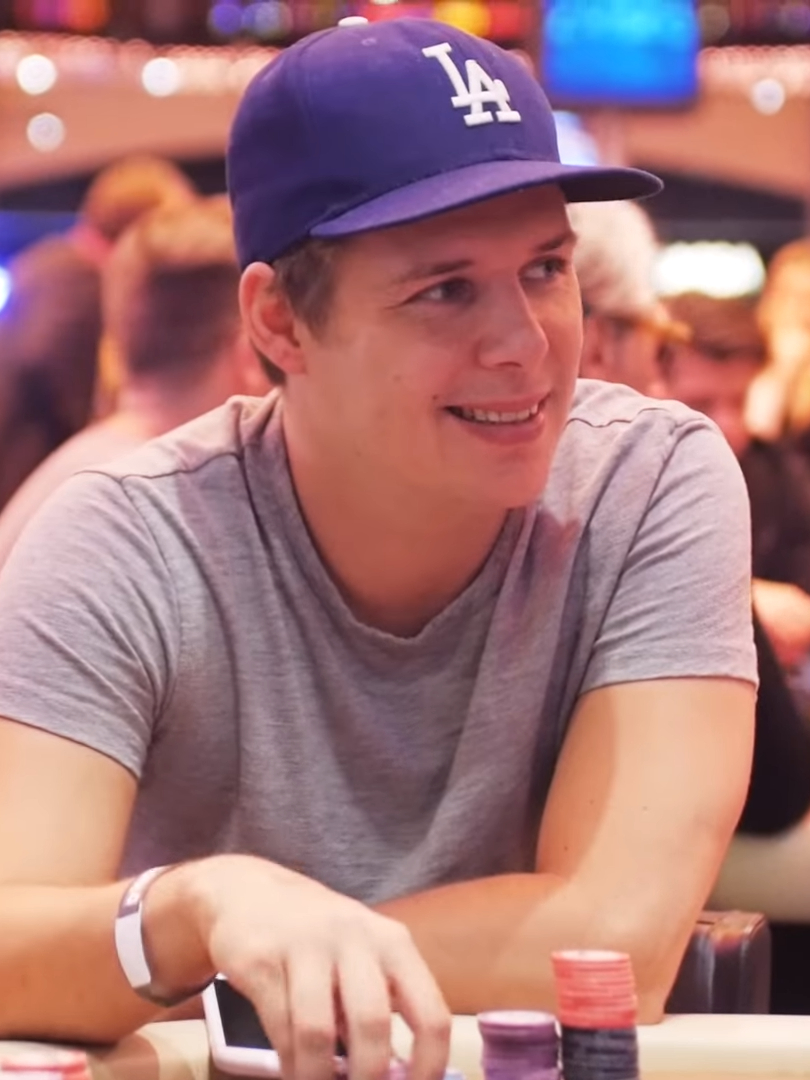
Noah Boeken (* 1981)

- 1981: Noah Boeken, professioneller niederländischer Pokerspieler
- 1981: Jérémie Renier, belgischer Schauspieler
- 1981: Markus Bollmann, deutscher Fußballspieler
- 1981: Mike Jones, US-amerikanischer Rapper
- 1981: Rinko Kikuchi, japanische Schauspielerin

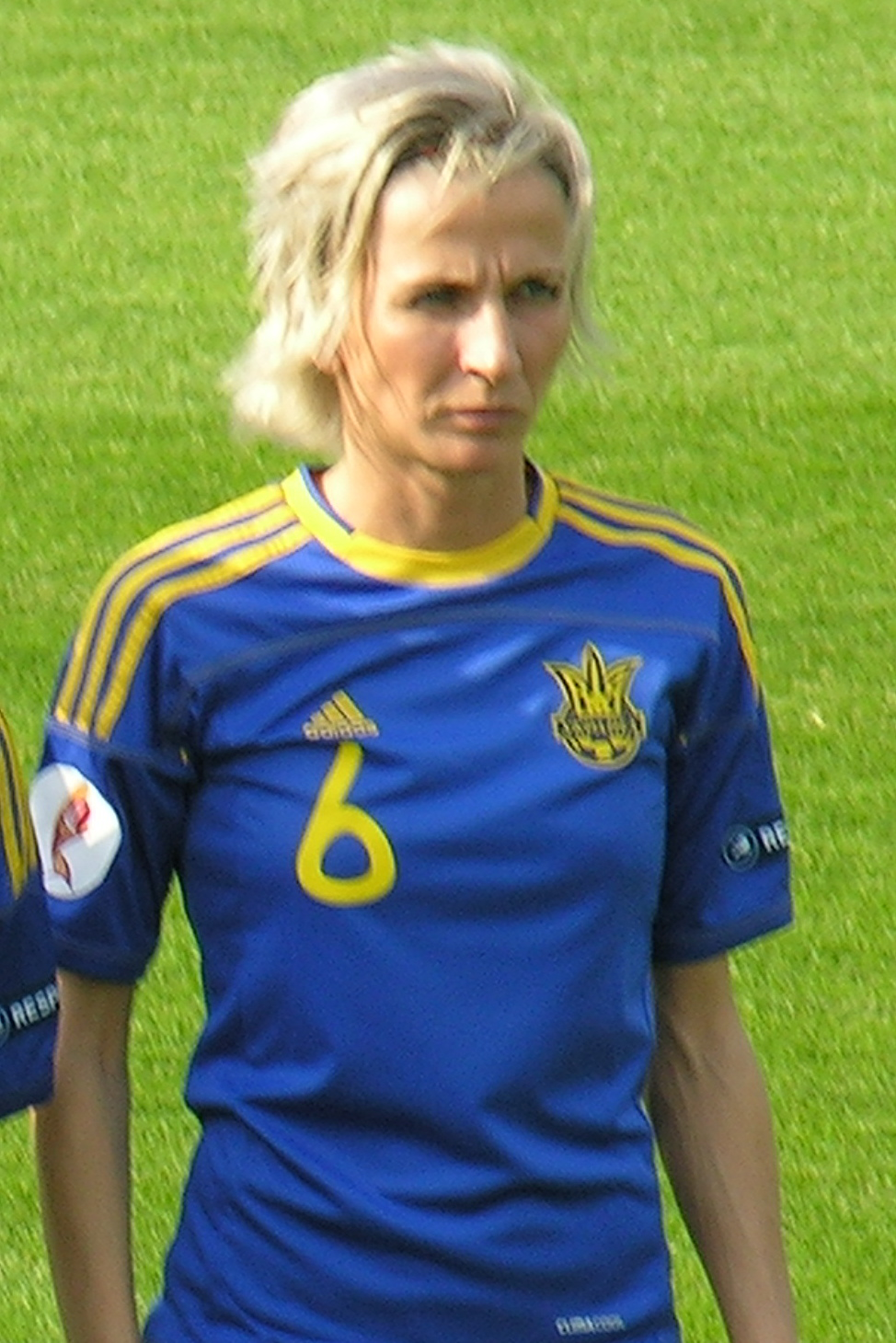
Ljudmyla Pekur (* 1981)

- 1981: Ljudmyla Pekur, ukrainische Fußballspielerin
- 1981: Claudia Hirn, österreichische Politikerin

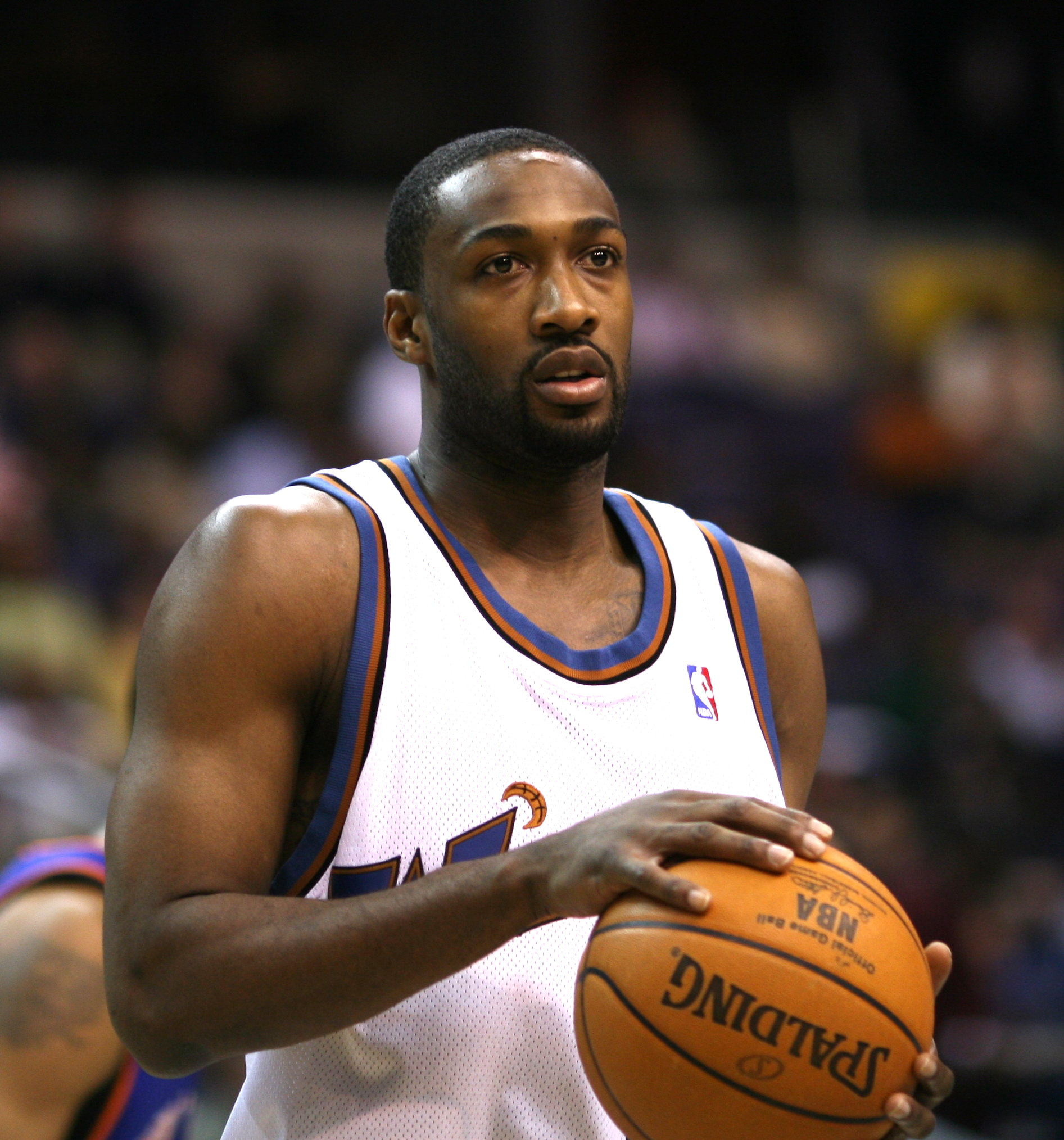
Gilbert Arenas (* 1982)

- 1982: Gilbert Arenas, US-amerikanischer Basketballspieler
- 1982: David Breuer, deutscher Handballspieler
- 1982: Moyamu Fujino, japanische Mangaka
- 1982: Eddie Redmayne, britischer Schauspieler
- 1982: New York, US-amerikanische Schauspielerin
- 1983: Artur Augustyn, polnischer Volleyballspieler
- 1983: Marcus Cassel, US-amerikanischer American-Football-Spieler
- 1983: Maximilian Dirr, deutscher Schauspieler
- 1983: Wolodymyr Djudja, ukrainischer Radrennfahrer
- 1983: Sven Krauß, deutscher Radrennfahrer
- 1983: Saul Raisin, US-amerikanischer Radrennfahrer
- 1983: Claudia Umpiérrez, uruguayische Fußballschiedsrichterin
- 1984: Belinda Goss, australische Radsporttrainerin und Radrennfahrerin
- 1984: Swiad Isoria, georgischer Schachmeister
- 1984: Matteo Montaguti, italienischer Radrennfahrer
- 1984: Dennis Sonne, deutscher Politiker (Bündnis 90/Die Grünen)
- 1984: Eric Trump, US-amerikanischer Unternehmer
- 1984: Tobias Teich, deutscher Politiker
- 1985: Abel Enrique Aguilar, kolumbianischer Fußballspieler
- 1985: Valerio Agnoli, italienischer Radrennfahrer
- 1985: Amalie Bruun, dänische Musikerin und Schauspielerin
- 1985: Patrick Koslow, deutscher Eishockeyspieler
- 1985: Frauke Rostalski, deutsche Rechtswissenschaftlerin und Hochschullehrerin

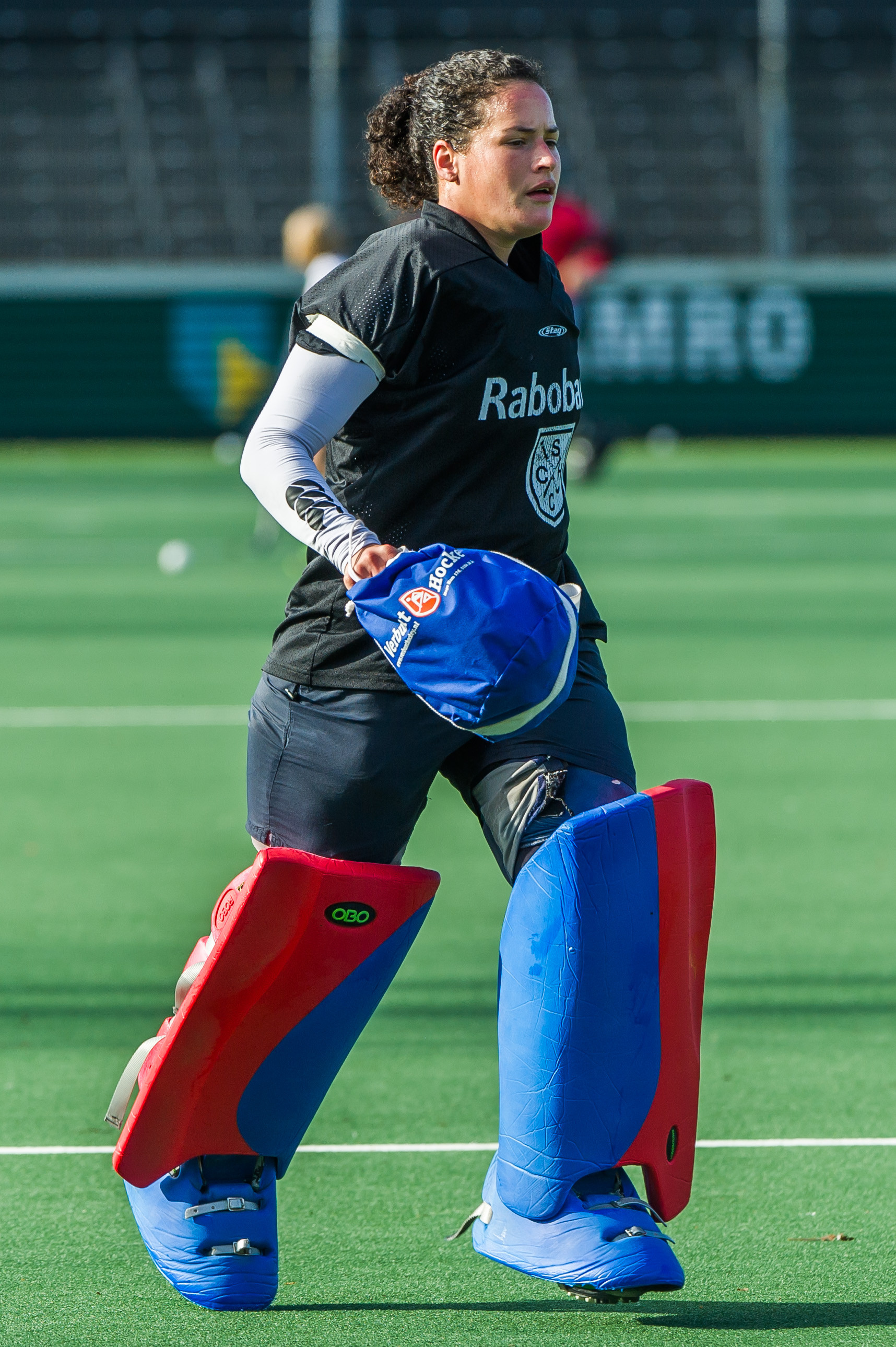
Inge Vermeulen (* 1985)

- 1985: Inge Vermeulen, brasilianisch-niederländische Hockeyspielerin
- 1986: Christina Arend, deutsche Fußballspielerin
- 1986: Alex Turner, britischer Sänger und Gitarrist (Arctic Monkeys)
- 1986: Irina Shayk, russisches Model
- 1986: Serhij Stachowskyj, ukrainischer Tennisspieler
- 1987: Muna Jabir Adam, sudanesische Hürdenläuferin
- 1987: Daniel Gramann, österreichischer Fußballspieler
- 1987: Bongani Khumalo, südafrikanischer Fußballspieler
- 1988: Daniel Davari, iranisch-deutscher Fußballtorwart
- 1988: Jefferson Andrade Siqueira, brasilianischer Fußballspieler
- 1989: José Justicia, spanischer Dartspieler
- 1989: Max Pirkis, britischer Filmschauspieler
- 1989: Dawid Sigatschow, russischer Rennfahrer
- 1989: Yurie Tanaka, japanische Biathletin
- 1990: Sandro Cortese, deutscher Motorradrennfahrer
- 1990: Marlene Zapf, deutsche Handballspielerin
- 1991: Jeroen Zoet, niederländischer Fußballspieler
- 1992: Julian Lauenroth, deutscher Handballspieler
- 1992: Diona Reasonover, US-amerikanische Schauspielerin
- 1993: Ikrom Ahmadboyev, usbekischer Sommerbiathlet
- 1993: Sonny Kittel, deutsch-polnischer Fußballspieler
- 1993: Mark Redl, deutscher Fußballtorwart

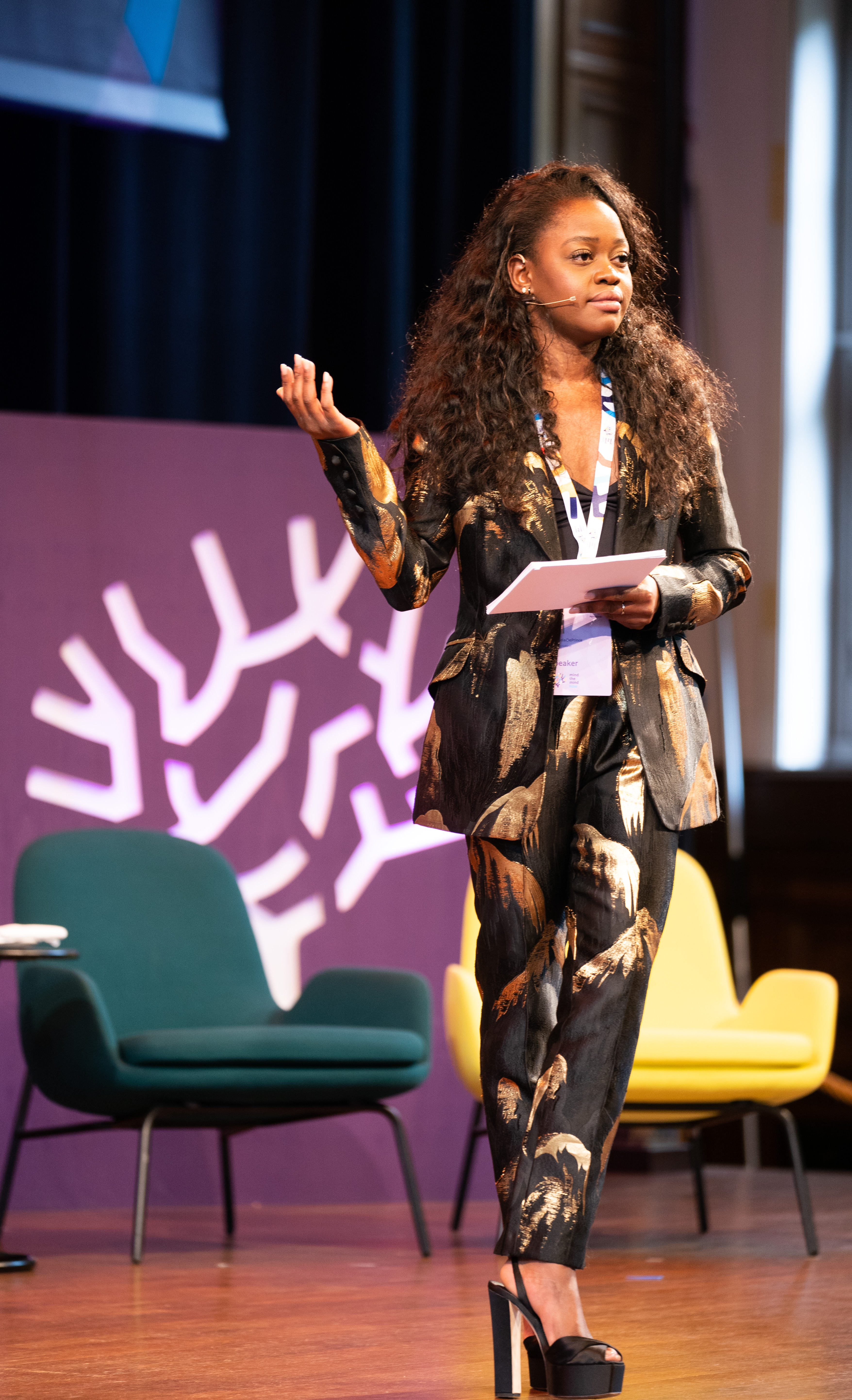
DePrince (* 1995)

- 1993: Calvin Watson, australischer Radrennfahrer
- 1994: Denis Suárez, spanischer Fußballspieler
- 1995: Christian Bunse, deutscher Dartspieler
- 1995ː Michaela DePrince, sierra-leonisch-US-amerikanische Balletttänzerin
- 1995: Niklas Heidemann, deutscher Fußballspieler
- 1995: Karoline Offigstad Knotten, norwegische Biathletin
- 1996: Sebastian Arnold, deutscher Handballspieler
- 1997: Nathalie Volk, deutsches Model
- 2000: Fiete Arp, deutscher Fußballspieler
- 2000: Rhys Breen, schottischer Fußballspieler
- 2000: Mohamed Camara, malischer Fußballspieler
- 2000: Iker Lecuona, spanischer Motorradrennfahrer

### 21. Jahrhundert
- 2002: Owen Moffat, schottischer Fußballspieler
- 2003: Leah Lawall, deutsche Taekwondoin
- 2003: MattyB, US-amerikanischer Kinderschauspieler und Sänger
- 2006: Alejo Sarco, argentinisch-italienischer Fußballspieler
- 2009: Walker Scobell, US-amerikanischer Kinderschauspieler

## Gestorben

### Vor dem 16. Jahrhundert
- 0786: Abo von Tiflis, christlicher Märtyrer und Schutzpatron der georgischen Hauptstadt Tiflis
- 0996: Rainald I., Graf von Sens
- 1019: Ottwin, Graf im Lurngau und im Pustertal
- 1037: Siegfried II. von Stade, Graf von Stade
- 1088: Berengar von Tours, Dialektiker der Vorscholastik
- 1112: Eberhard I. von Hildrizhausen, Fürstbischof von Eichstätt
- 1121: Erminold, Benediktinerabt im Kloster Prüfening bei Regensburg
- 1148: Gilbert de Clare, 1. Earl of Pembroke, anglo-normannischer Adeliger
- 1153: Makarius, Benediktiner und erster Abt des Schottenklosters St. Jakob in Würzburg
- 1233: Matilda of Chester, Countess of Huntingdon, anglonormannische Adelige
- 1258: Konrad I. von Wallhausen, Bischof von Meißen
- 1275: Raimund von Penyafort, Dominikaner und Kanoniker in Spanien
- 1284: Heinrich I., Graf von Fürstenberg
- 1291: William de Braose, 1. Baron Braose, cambro-normannischer Adeliger
- 1298: Dominicus Krafft, Kanzler des römisch-deutschen Königs Rudolf von Habsburg
- 1366: Peter Thomas, französischer Geistlicher, Karmelit, päpstlicher Legat, Kreuzzugsprediger, Bischof und Lateinischer Patriarch von Konstantinopel; Heiliger der katholischen Kirche
- 1374: Andrea Corsini, Bischof von Fiesole
- 1381: Gilbert de Umfraville, 9. Earl of Angus, englischer Adeliger mit schottischem Titel
- 1387: Peter IV., König von Aragonien, als Peter I. auch König von Sardinien und Herzog von Athen und Neopatria
- 1398: Ruprecht II. (Pfalz), Kurfürst von der Pfalz
- 1425: Johann III. „Ohnegnade“, Herzog von Straubing-Holland
- 1438: Edward Hastings, englischer Ritter
- 1459: Thomas Ferrers, englischer Ritter
- 1469: Henry Bromflete, 1. Baron Vescy, englischer Adeliger
- 1478: Johann VIII. von Bourbon, Graf von Vendôme
- 1478: Uzun Hasan, Herrscher der Turkmenen
- 1481: Akhmat Khan, Khan der Goldenen Horde

### 16. und 17. Jahrhundert
- 1507: Jobst I., Graf von Hoya
- 1521: Guillaume III. de Croÿ, Fürstbischof von Cambrai und Erzbischof von Toledo
- 1525: Amalie von der Pfalz, Pfalzgräfin von Simmern und Herzogin von Pommern
- 1536: Baldassare Peruzzi, italienischer Architekt und Maler

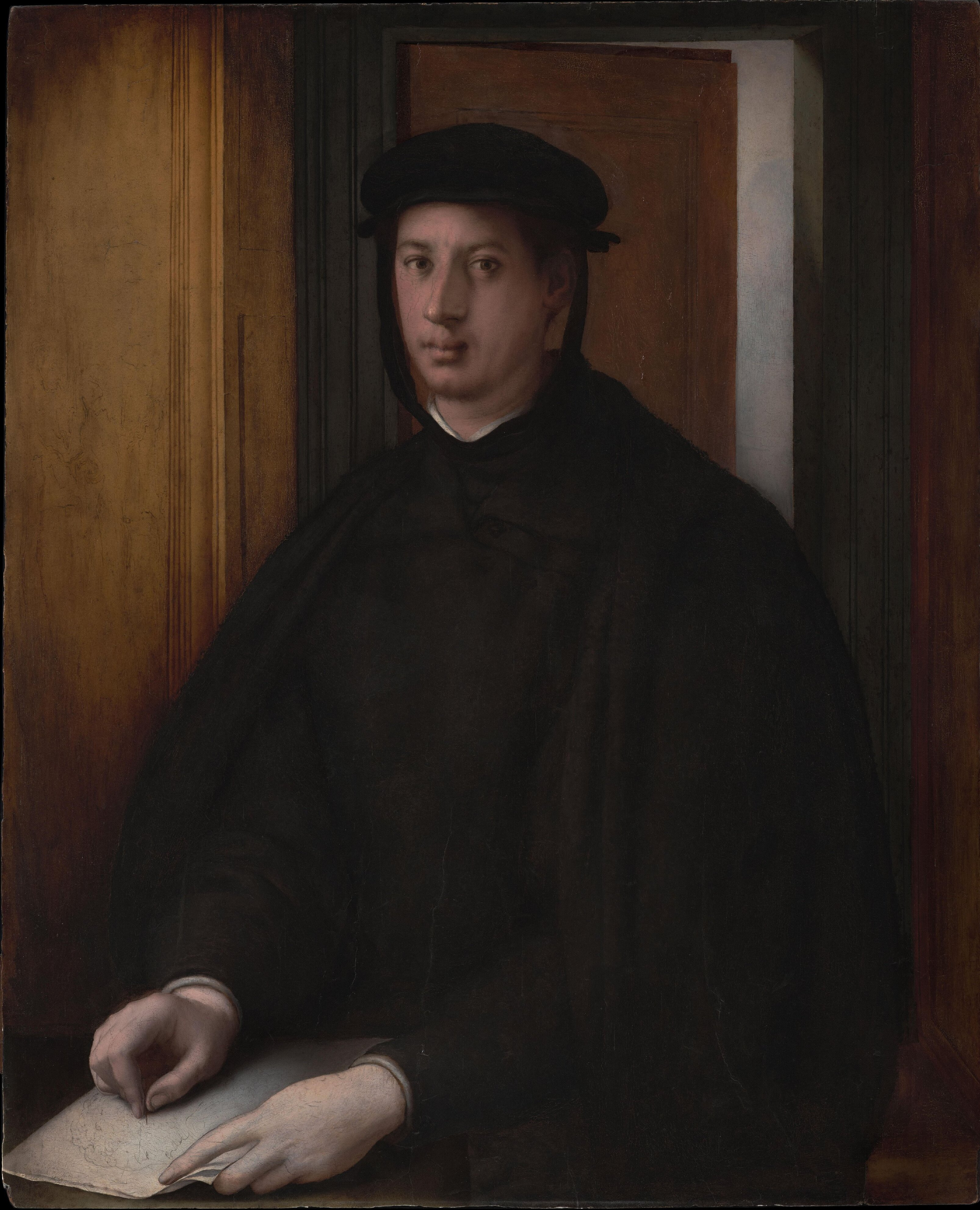
Alessandro de’ Medici († 1537)

- 1537: Alessandro de’ Medici, Duca della città di Penna und Herzog von Florenz
- 1542: Bernard van Orley, niederländischer Maler
- 1546: Caspar Löner, deutscher Reformator und Kirchenliedkomponist
- 1563: Giovanni Battista Castaldo, italienischer Condottiere und General
- 1566: Francesco II. Gonzaga, Kardinal der römisch-katholischen Kirche
- 1602: Andreas Raselius, deutscher Komponist
- 1610: Andreas Volanus, polnisch-litauischer calvinistischer Theologe, Autor und Übersetzer
- 1617: Dorothea von Dänemark, Herzogin von Braunschweig-Lüneburg
- 1646: Elias Holl, Baumeister des deutschen Frühbarock
- 1657: Hans Hutschenreuther, erzgebirgischer Hammerherr
- 1668: Magdalena Sibylle von Sachsen, Herzogin von Sachsen-Altenburg
- 1693: Mehmed IV., Sultan des Osmanischen Reiches
- 1694: Francesco Morosini, 108. Doge von Venedig
- 1695: Christian Albrecht, Fürstbischof von Lübeck sowie Herzog von Schleswig-Holstein-Gottorf
- 1699: Samuel Andreae, deutscher Theologe

### 18. Jahrhundert
- 1703: Charlotte Marie von Sachsen-Jena, Prinzessin von Sachsen-Jena und Herzogin von Sachsen-Weimar
- 1707: Abraham Wenzel Löbel, deutscher Bergmeister
- 1709: Louise de Prie de La Mothe-Houdancourt, Gouvernante der Kinder und Enkel Ludwigs XIV.
- 1709: Michael Strauch, deutscher Mathematiker
- 1711: Philipp van Almonde, niederländischer Vizeadmiral
- 1711: Johann Hugo von Orsbeck, Bischof von Speyer, Erzbischof und Kurfürst von Trier
- 1718: Giovanni Vincenzo Gravina, italienischer Schriftsteller und Jurist und Mitbegründer der Accademia dell’Arcadia
- 1721: Theodor Dassov, deutscher Sprachwissenschaftler und lutherischer Theologe
- 1725: Chikamatsu Monzaemon, japanischer Dramatiker
- 1731: Étienne François Geoffroy (der Ältere), Chemiker und Mediziner
- 1734: John Dennis, britischer Dramatiker und Kritiker
- 1734: Zacharias Konrad von Uffenbach, Frankfurter Patrizier, Schöffe und Ratsherr, Reiseschriftsteller und Büchersammler
- 1738: Jean-Baptiste Labat, französischer Missionar und Reiseschriftsteller
- 1738: Franz Xaver Murschhauser, deutscher Musiker und Komponist
- 1741: Ann Turner Robinson, englische Opernsängerin
- 1742: Johann Georg Reinhardt, österreichischer Komponist und Organist
- 1750: Georg Lisiewski, deutscher Porträtmaler
- 1757: Bernhard Friedrich von Ahlimb, preußischer Oberst und Kommandeur der Garnison in Magdeburg
- 1767: Abraham Mendle, Pferdehändler und kurbayerischer Hoffaktor
- 1767: Georg Hermann Richerz, deutscher lutherischer Geistlicher
- 1773: Pjotr Semjonowitsch Saltykow, russischer Feldmarschall
- 1781: Johann Gottlob Werner, deutscher evangelischer Theologe
- 1786: Peter Nikolaus von Gartenberg, sächsisch-polnischer Politiker dänischer Herkunft
- 1788: Johann Ulrich Sponsel, deutscher evangelischer Theologe
- 1789: Friedrich Wilhelm von Westphalen, Fürstbischof von Hildesheim und von Paderborn
- 1794: Jacob Berthout van Berchem, niederländischer Kaufmann und Sklavenhändler
- 1794: Maurice Joseph Louis Gigost d’Elbée, Anführer der Aufständischen während des Vendée-Aufstands
- 1799: Wilhelm Georg Friedrich von Oranien-Nassau, zweiter Sohn des Erbstatthalters Wilhelm V. der Niederlande

### 19. Jahrhundert

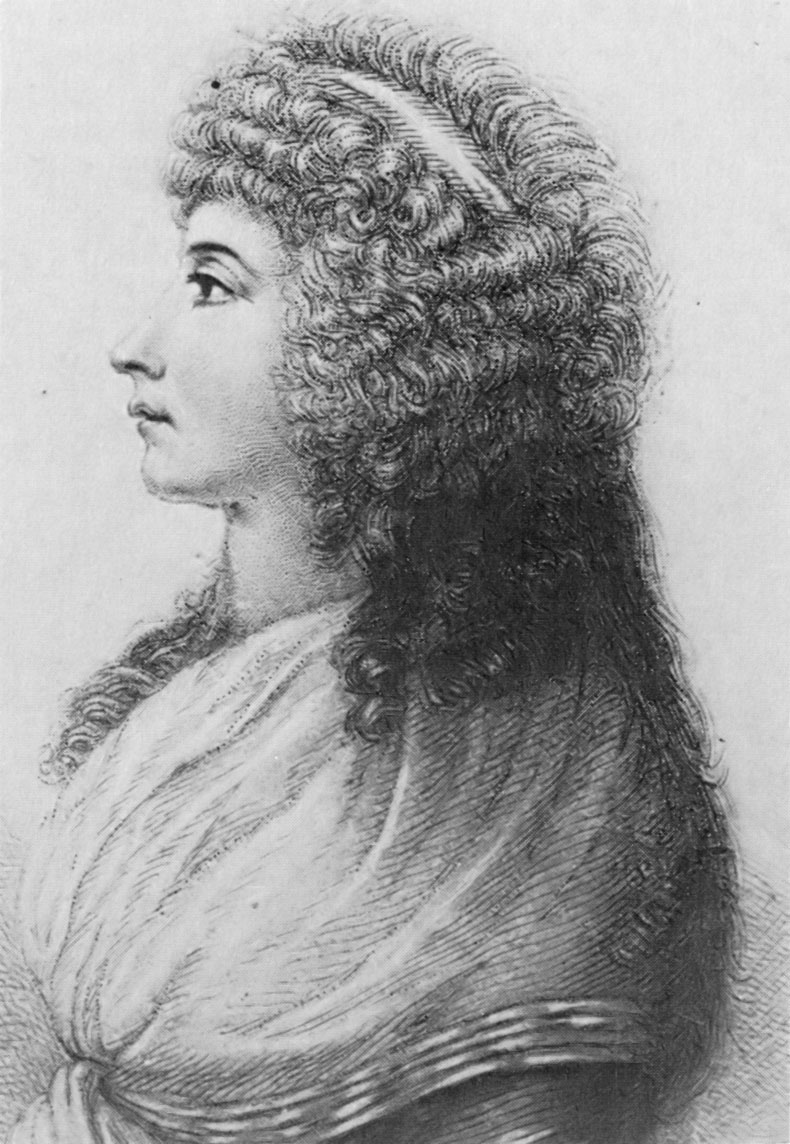
Charlotte von Stein († 1827)
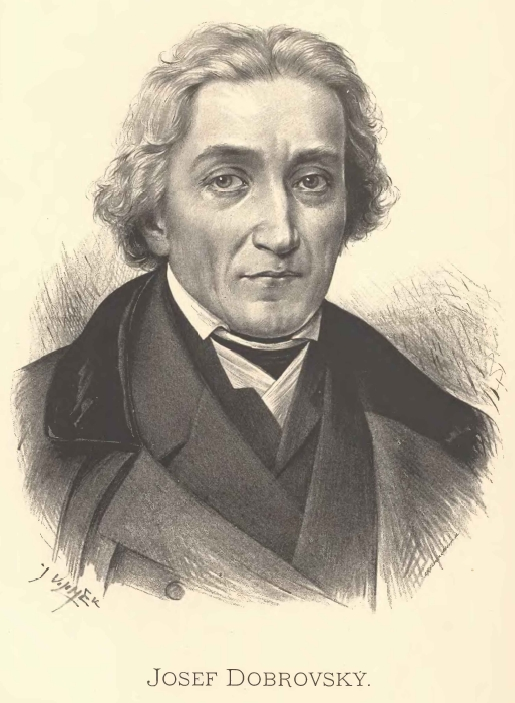
Josef Dobrovský († 1829)
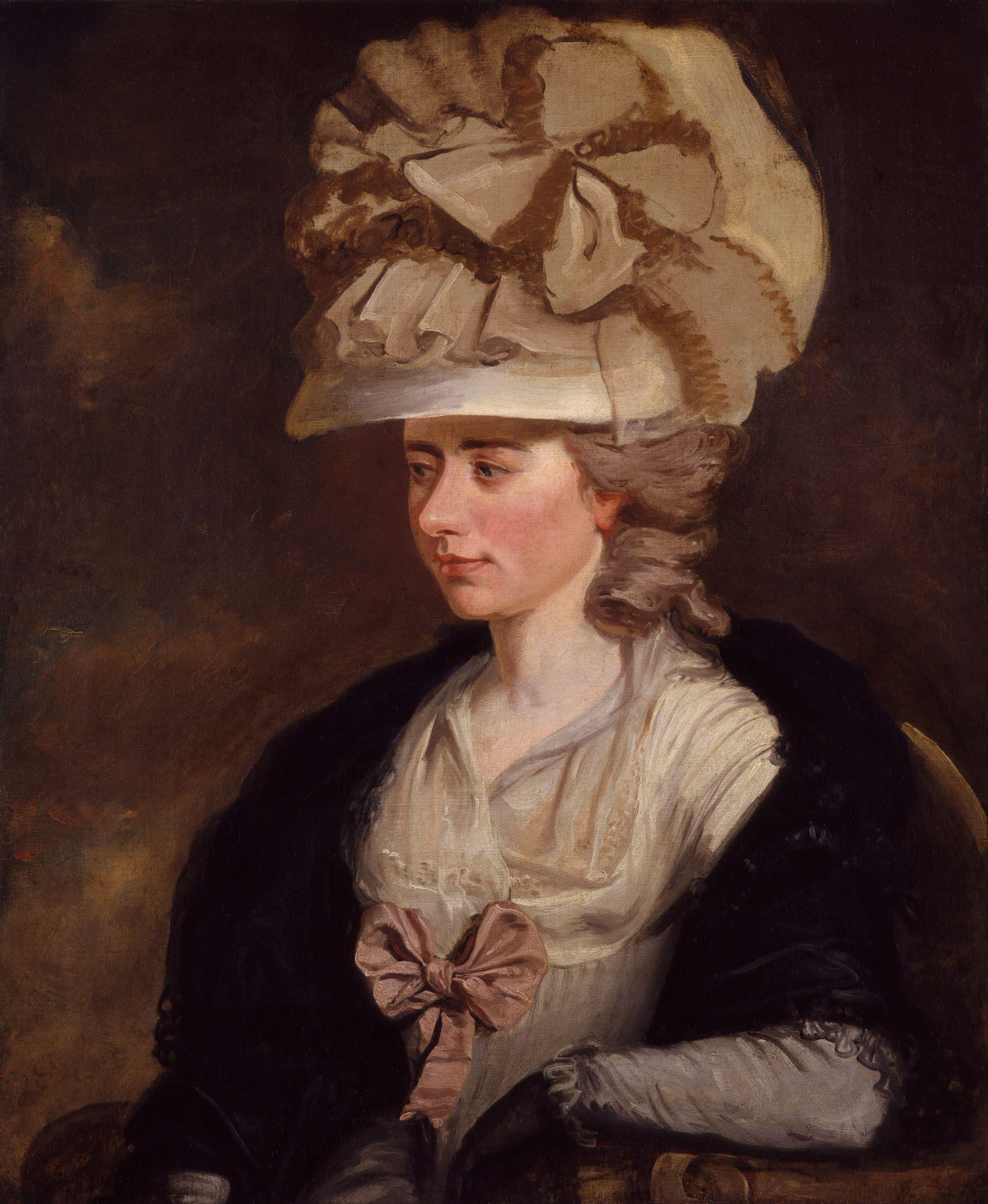
Fanny Burney († 1840)
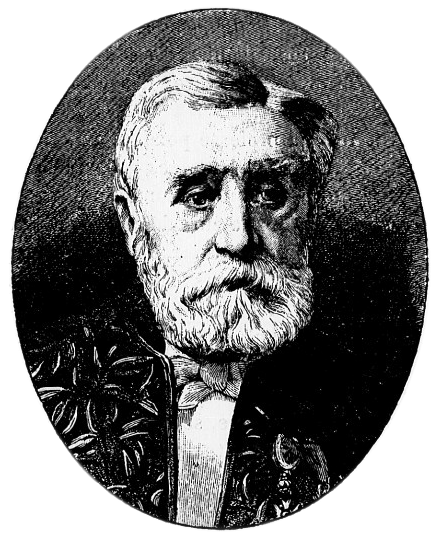
Adhémar Jean Claude Barré de Saint-Venant († 1886)

- 1805: Johann Thomas Lamminger, deutscher Soldat im Amerikanischen Unabhängigkeitskrieg und Hofbuchdrucker
- 1805: Conrad Moench, deutscher Pharmazeut, Chemiker und Botaniker
- 1807: Ahasverus van den Berg, niederländischer reformierter Theologe und Dichter
- 1812: Phanuel Bishop, US-amerikanischer Politiker, Mitglied des Repräsentantenhauses
- 1813: Christian Traugott Fleischmann, deutscher Organist und Flötist
- 1813: John Tyler senior, US-amerikanischer Jurist und Politiker, Gouverneur von Virginia
- 1814: Henry Glen, US-amerikanischer Politiker, Mitglied des Repräsentantenhauses
- 1817: Johann Heinrich Ayrer, deutscher akademischer Reitlehrer
- 1827: Charlotte von Stein, Freundin von Friedrich Schiller und Johann Wolfgang Goethe
- 1829: Josef Dobrovský, tschechischer Philologe und Slawist
- 1831: Rodolphe Kreutzer, französischer Violinist, Dirigent und Komponist
- 1840: Fanny Burney, englische Schriftstellerin
- 1840: Johann Baptist Schiedermayr, deutscher Komponist und Kirchenmusiker
- 1841: Benedikt Arnstein, deutscher Schriftsteller
- 1841: Tani Bunchō, japanischer Maler und Dichter
- 1846: August Heinrich Andreae, deutscher Architekt, Stadtbaumeister, Maler und Radierer
- 1849: Johann Caspar von Orelli, Schweizer klassischer Philologe
- 1852: Louis Braille, Erfinder der Blindenschrift (Brailleschrift)
- 1854: Christoph Wilhelm Mitscherlich, deutscher Altphilologe
- 1856: Robert Nicolas-Charles Bochsa, französischer Komponist und Harfenvirtuose
- 1857: Albert Schwegler, deutscher Theologe, Philosoph und Historiker
- 1858: Johannes Nefflen, schwäbischer Schriftsteller und Satiriker
- 1860: William Martin Leake, englischer Archäologe
- 1866: Louis Antoine Ponchard, französischer Opernsänger
- 1870: Franz von Woringen, deutscher Jurist, Hochschullehrer und Dichter
- 1871: Jakob Hofstätter, Schweizer Mediziner und Schriftsteller in Mundart
- 1875: Friedrich Wilhelm I., letzter Kurfürst und souveräner Landgraf von Hessen-Kassel
- 1875: Krastjo Pischurka, bulgarischer Theaterregisseur und Schauspieler
- 1876: Bernardo de Sá Nogueira de Figueiredo, portugiesischer Politiker, Führer der Setembristen, mehrfacher Minister und Ministerpräsident
- 1879: Zofia Branicka, polnische Adlige
- 1882: Nathan Davis, englischer Afrikaforscher
- 1884: Gregor Mendel, österreichischer Augustiner und Genetiker
- 1885: Peter Christen Asbjørnsen, norwegischer Schriftsteller, Wissenschaftler und Sammler von Märchen
- 1886: Adhémar Jean Claude Barré de Saint-Venant, französischer Ingenieur, Mathematiker und Physiker
- 1890: Józef Nikorowicz, polnischer Komponist
- 1892: Wilhelm Tschirch, deutscher Komponist
- 1893: Angelo Baroffio, Schweizer Jurist und Politiker
- 1894: Johannes Schmidt, deutscher Klassischer Philologe und Epigraphiker
- 1897: François-Marie Trégaro, französischer Geistlicher, Bischof von Sées
- 1897: Albert S. Willis, US-amerikanischer Politiker, Mitglied des Repräsentantenhauses
- 1900: Conrad Cramer-Frey, Schweizer Unternehmer und Wirtschaftspolitiker, Nationalrat

### 20. Jahrhundert

#### 1901–1925
- 1902: Lars Hertervig, norwegischer Landschaftsmaler

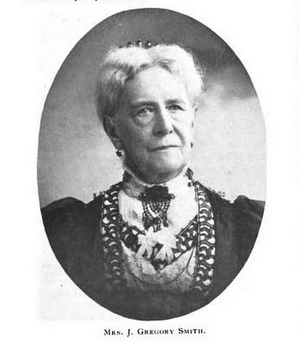
Ann Eliza Smith († 1905)

- 1905: Ann Eliza Smith, US-amerikanische Autorin
- 1906: Gabrielle Krauss, österreichische Opernsängerin
- 1906: Friedrich Weigle, deutscher Orgelbauer
- 1908: Josef von Mering, deutscher Mediziner
- 1910: Jeanne Marni, französische Schriftstellerin
- 1913: Carl Arp, deutscher Landschaftsmaler
- 1913: Ernesto Elorduy, mexikanischer Komponist und Pianist
- 1913: Dominikus Willi, Abt von Marienstatt und Bischof des Bistums Limburg
- 1917: Carl Leonhard Becker, deutscher Maler und Kupferstecher
- 1917: Hendrik Peter Godfried Quack, niederländischer Historiker und Ökonom
- 1918: Georg Cantor, deutscher Mathematiker

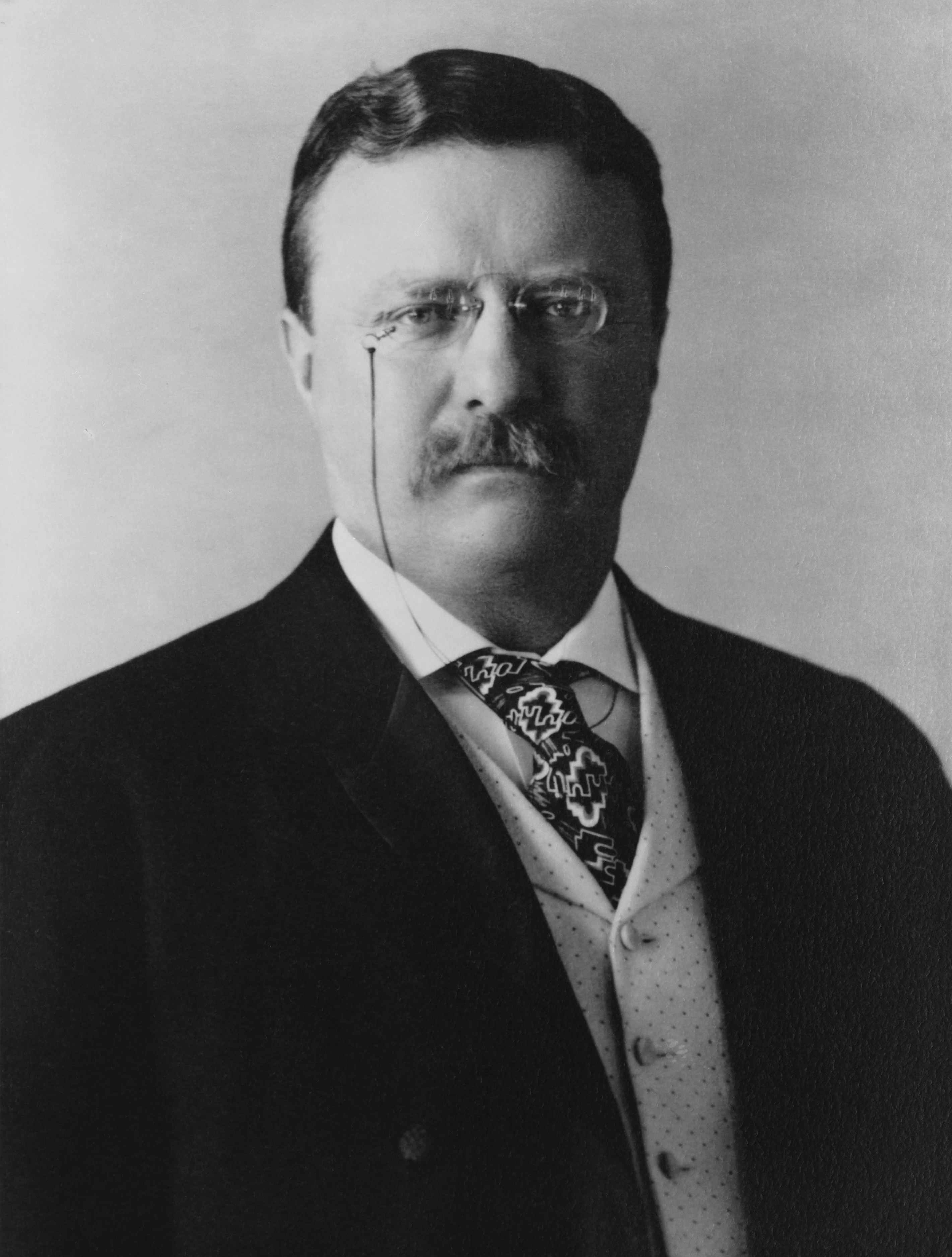
Theodore Roosevelt († 1919)

- 1919: Theodore Roosevelt, US-amerikanischer Politiker, 26. Präsident der USA und Friedensnobelpreisträger
- 1919: Walther Paucker, deutsch-baltischer Pfarrer und evangelischer Märtyrer
- 1920: Karl Koller, Schweizer reformierter Geistlicher, Unternehmer und freisinniger Politiker
- 1920: Hieronymus Georg Zeuthen, dänischer Professor der Mathematik
- 1923: Adele Esinger, österreichische Malerin und Schauspielerin
- 1924: Sophie von Waldburg-Syrgenstein, deutsche Lyrikerin
- 1925: Rafaela Porras y Ayllón, spanische Ordensschwester und Ordensgründerin

#### 1926–1950
- 1926: Émile Paladilhe, französischer Komponist und Pianist
- 1928: Alvin Kraenzlein, US-amerikanischer Leichtathlet

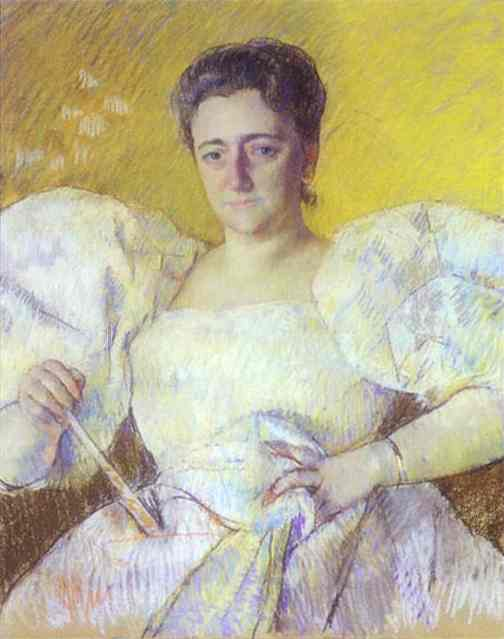
Louisine W. Havemeyer († 1929)

- 1929: Louisine Waldron Havemeyer, US-amerikanische Kunstsammlerin, Mäzenin und Frauenrechtlerin
- 1931: Ethel Grey Terry, US-amerikanische Stummfilmschauspielerin

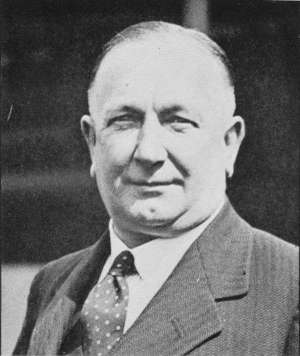
Herbert Chapman († 1934)

- 1934: Herbert Chapman, englischer Fußballspieler und -trainer
- 1934: Eucarpio Espinosa, chilenischer Maler
- 1934: Marcelle Sauvageot, französische Schriftstellerin und Lehrerin
- 1936: François Beaugendre, französischer Radsportler

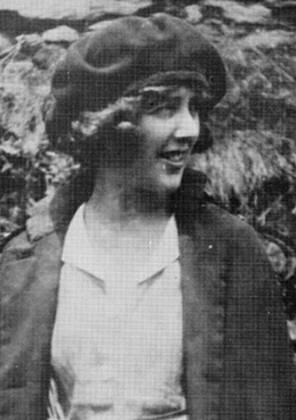
Louise Bryant († 1936)

- 1936: Louise Bryant, US-amerikanische Journalistin und Autorin
- 1936: Nicolae Gropeanu, rumänischer Maler
- 1936: Gerhard Lassar, deutscher Rechtswissenschaftler
- 1936: Hermann H. Zagel, deutschsprachiger US-amerikanischer Autor
- 1937: Han Ryner, französischer gewaltfreier Anarchist und Individualist
- 1938: Arturo Berutti, argentinischer Komponist
- 1939: Joe Arridy, US-amerikanischer vermeintlicher Sexualstraftäter
- 1939: Ernst Markees, Schweizer Komponist und Dirigent
- 1939: Emma Streit, deutsche Malerin

Franz Hessel († 1941)

- 1941: Franz Hessel, deutscher Schriftsteller
- 1941: Georges Truc, französischer Dirigent
- 1942: Henri de Baillet-Latour, belgischer Aristokrat, dritter Präsident des Internationalen Olympischen Komitees (IOC)
- 1942: Alexander Beljajew, russischer Schriftsteller

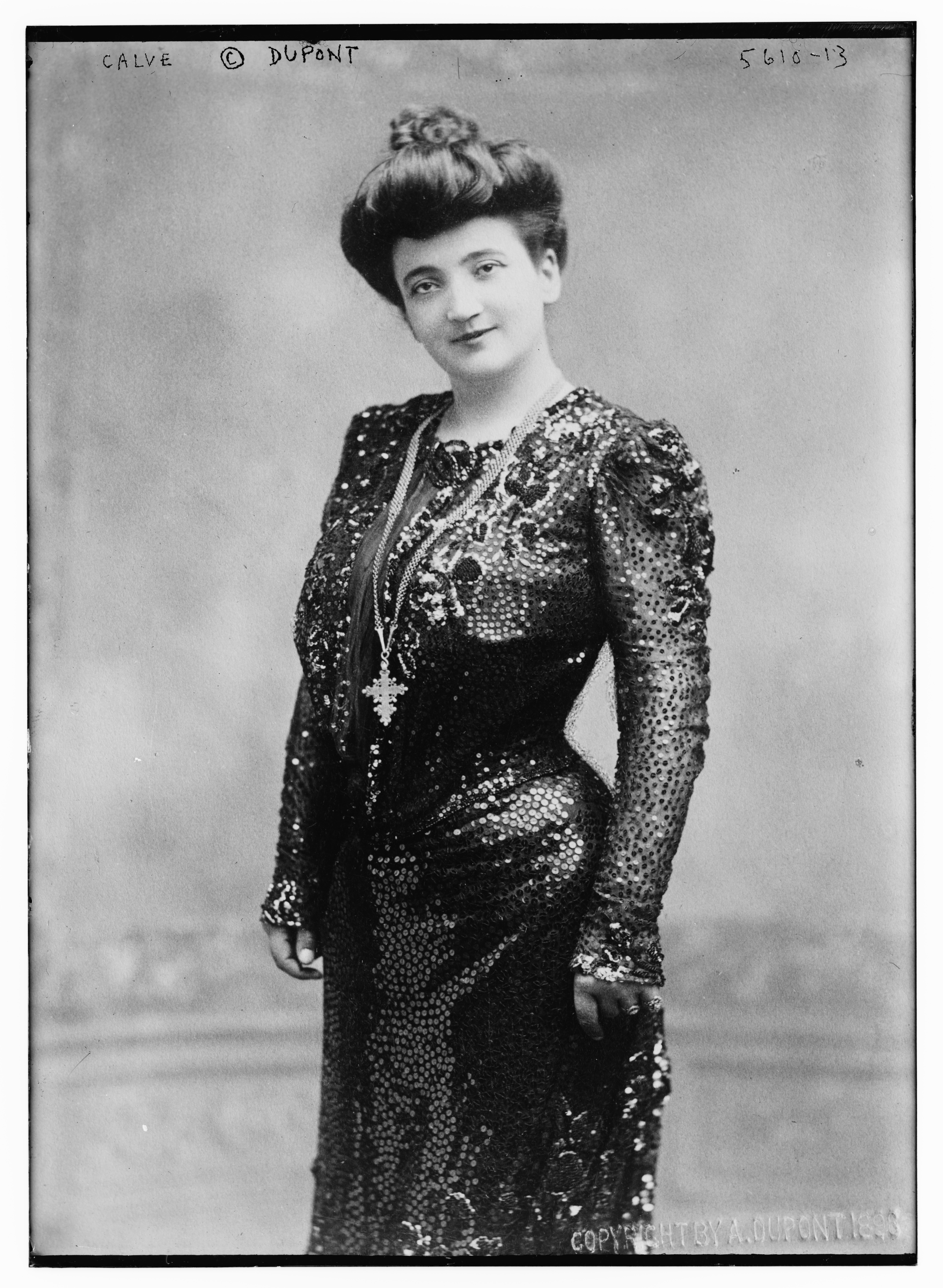
Emma Calvé († 1942)

- 1942: Emma Calvé, französische Opernsängerin
- 1942: Tina Modotti, italienische Fotografin und Schauspielerin
- 1943: Laura Alsberg, Opfer des Holocaust
- 1943: Claude Friese-Greene, britischer Kameramann, Produzent und Regisseur
- 1943: Leo Hirsch, deutscher Journalist und Schriftsteller
- 1943: Abbott Lawrence Lowell, Sachbuchautor, Präsident der Harvard-Universität
- 1943: Berthold Oppler, deutscher Internist und Immunologe
- 1943: Benno Wolf, deutscher Höhlenforscher
- 1943: Wilhelm von Wolf, deutscher Jurist in der Finanzverwaltung Bayerns
- 1944: Christian Bærentsen, Gouverneur der Färöer
- 1944: Fritz Behn, deutscher Kommunist und Widerstandskämpfer
- 1944: Henri Buisson, französischer Physiker
- 1944: Hans Hyan, deutscher Kabarettist, Gerichtsreporter und Schriftsteller
- 1944: Leo Peukert, deutscher Theater- und Filmschauspieler, Regisseur
- 1944: Jacques Rosenbaum, estnischer Architekt
- 1944: Ida Tarbell, US-amerikanische Schriftstellerin und Journalistin
- 1945: Luciano Albertini, italienischer Schauspieler
- 1945: Heinz Alt, deutscher Komponist, Opfer des NS-Regimes
- 1945: François Aupetit, französischer Boxer
- 1945: Georg Dimentstein, deutscher Künstler, Kommunist und Widerstandskämpfer gegen den Nationalsozialismus
- 1945: Ala Gertner, polnische Widerständlerin im KZ Birkenau, Opfer der Schoa

Edith Frank-Holländer († 1945)

- 1945: Edith Frank-Holländer, Opfer des Holocaust, Mutter von Anne und Margot Frank
- 1945: Ernest Gaubert, französischer Journalist, Autor, Dichter, Romancier, Romanist und Biograf
- 1945: Ala Gertner, polnische Widerständlerin im KZ Birkenau und Holocaustopfer
- 1945: Paul Junke, deutscher Politiker, MdR
- 1945: Robert Kröner, deutscher Verleger
- 1945: Herbert Lumsden, britischer Generalleutnant im Zweiten Weltkrieg
- 1945: Yvonne Mewes, deutsche Lehrerin und NS-Opfer
- 1945: Alexander Ritschl, deutscher Orthopäde und Hochschullehrer
- 1945: Rózia Robota, polnische Widerständlerin im KZ Auschwitz-Birkenau
- 1945: Regina Safirsztajn, polnische Widerstandskämpferin im KZ Auschwitz-Birkenau
- 1945: Ester Wajcblum, polnische Widerstandskämpferin im KZ Auschwitz, Opfer des Holocaust
- 1945: Wladimir Iwanowitsch Wernadski, russischer Geologe, Geochemiker und Mineraloge
- 1946: Slim Summerville, US-amerikanischer Schauspieler und Regisseur
- 1947: Adolf Suter, Schweizer Jurist und Politiker
- 1948: Raoul Auernheimer, österreichischer Jurist und Schriftsteller
- 1949: Victor Fleming, US-amerikanischer Filmregisseur
- 1950: Minami Kunzō, japanischer Maler
- 1950: Josef Pabst, deutscher Steinmetz, Plastiker und Bildhauer

#### 1951–1975

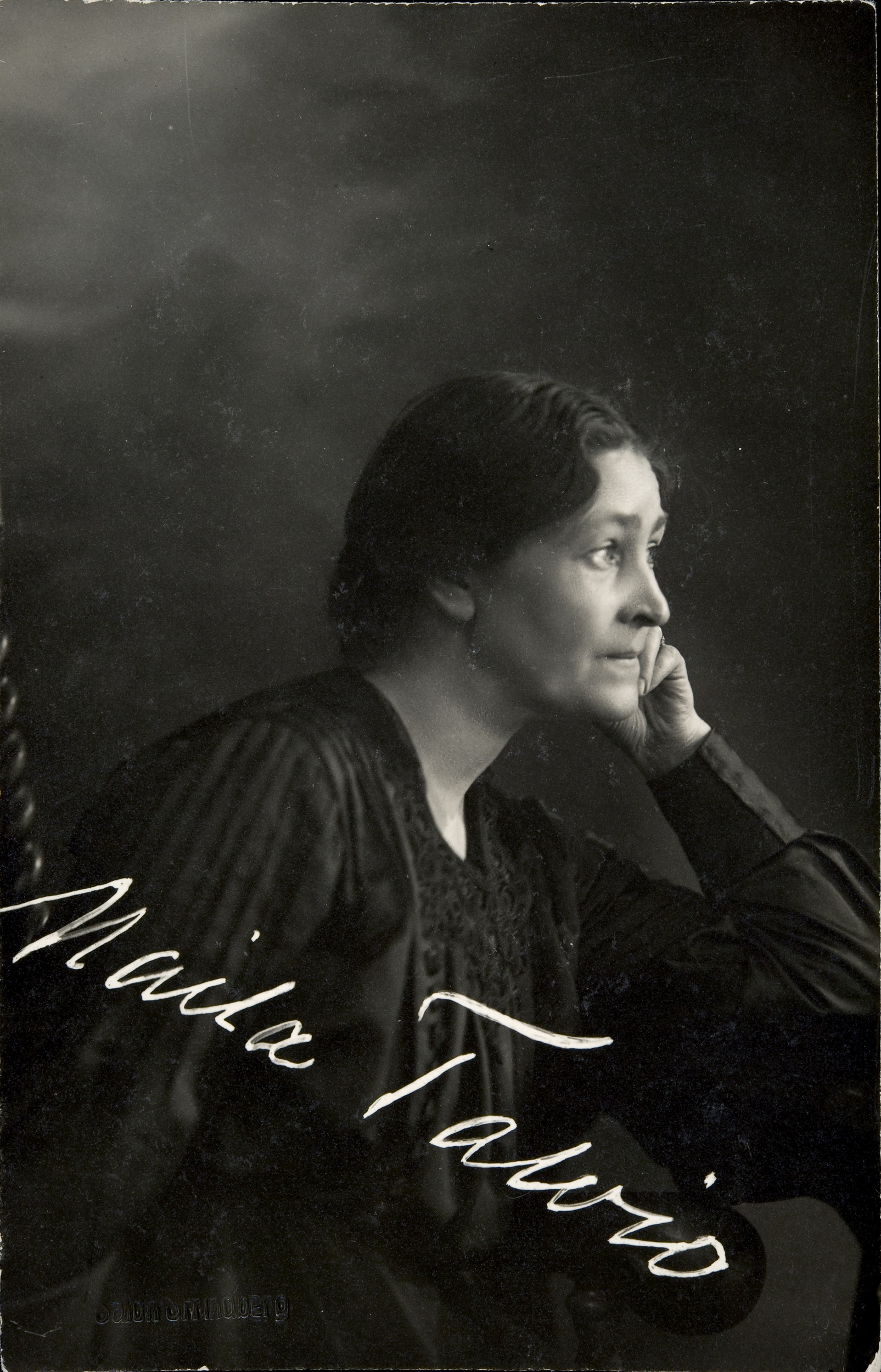
Maila Talvio († 1951)

- 1951: Maila Talvio, finnische Schriftstellerin

Wilhelm Sollmann († 1951)

- 1951: Wilhelm Sollmann, deutscher Journalist und Politiker
- 1952: Alfred Meebold, deutscher Botaniker, Schriftsteller und Anthroposoph
- 1952: Hermann Stopperich, deutscher Politiker
- 1953: Hugo ten Hövel, deutscher Politiker
- 1955: Grigori Abramowitsch Krein, russischer Komponist

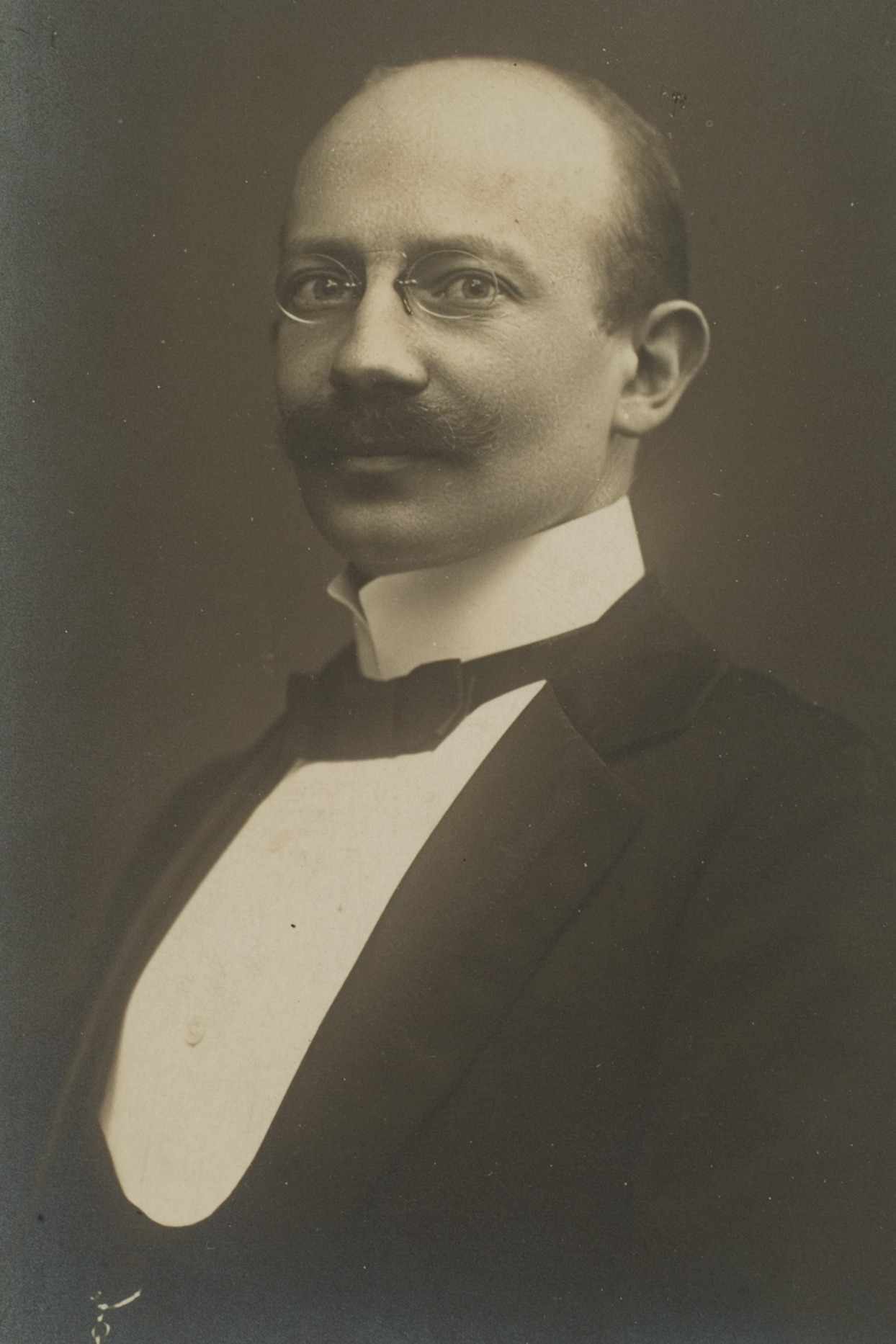
Georg Tischler († 1955)

- 1955: Georg Tischler, deutscher Botaniker, Karyologe und Hochschullehrer
- 1956: Sonja Schlesin, südafrikanische Bürgerrechtlerin

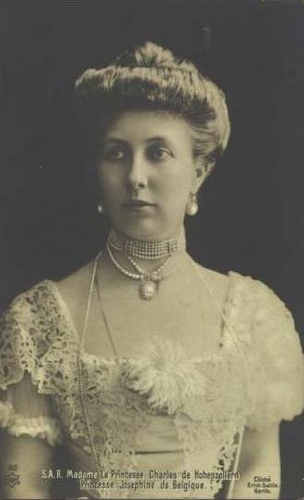
Josephine von Belgien († 1958)

- 1958: Josephine von Belgien, Prinzessin von Belgien
- 1960: Erik Robert Lindahl, schwedischer Ökonom

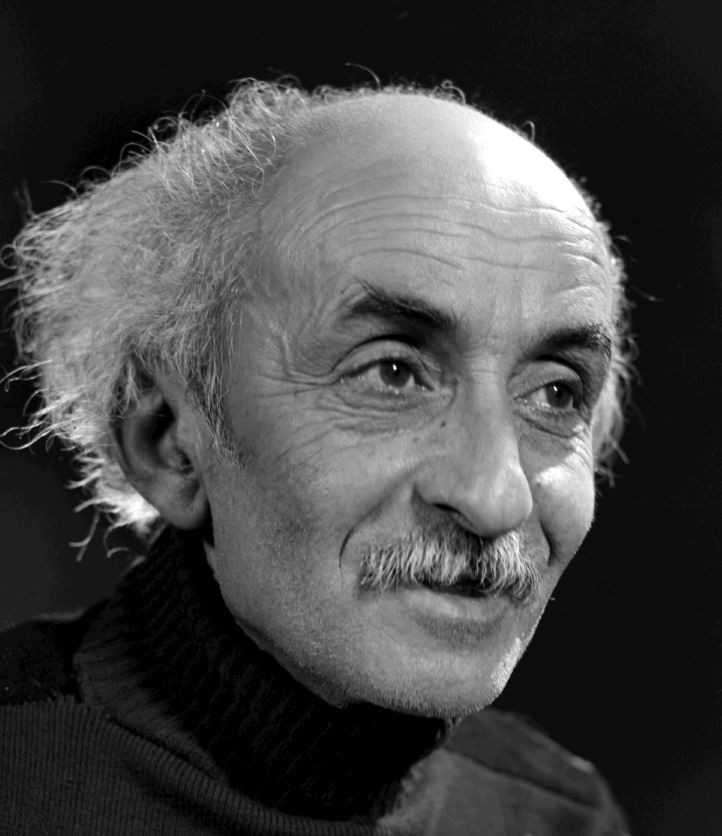
Nima Youschidsch († 1960)

- 1960: Nima Youschidsch, persischer Dichter
- 1961: Franz Max Anderlohr, deutscher Elektroingenieur
- 1961: Regina Ullmann, Schweizer Dichterin
- 1962: Carl Domke, deutscher Widerstandskämpfer gegen den Nationalsozialismus
- 1962: Max Fritsch, deutscher Politiker
- 1962: Robert Herlth, deutscher Szenenbildner
- 1963: Lina Abarbanell, deutsche Sopranistin und Schauspielerin
- 1963: Weaver Warren Adams, US-amerikanischer Schachspieler und -autor
- 1963: Lourens Gerhard Marinus Baas Becking, niederländischer Botaniker und Mikrobiologe
- 1963: Heinrich Mühl, deutscher Zahnarzt und Politiker, MdL
- 1963: Frank Tuttle, US-amerikanischer Filmregisseur
- 1964: Wilhelm Büning, deutscher Theologe
- 1964: Marga Cella, italienische Schauspielerin
- 1964: Edgar W. A. Maass, deutscher Chemiker und Schriftsteller
- 1965: Armin Bodechtel, deutscher Architekt und Politiker
- 1965: Søren Marinus Jensen, dänischer Ringer
- 1965: Kurt Leese, deutscher Philosoph
- 1965: Emil Weiss, Illustrator und Karikaturenzeichner
- 1966: Albrecht Brandi, deutscher U-Boot-Kommandant und Architekt
- 1966: Jean Lurçat, französischer Maler, Keramiker und Bildwirker
- 1966: Rudolf Trenz, deutscher Politiker, MdL
- 1967: Giovanni Lacchini, italienischer Astronom
- 1967: Joseph Meiß, deutscher Theologe
- 1968: Kurt Baschwitz, deutsch-holländischer Journalist, Sozialpsychologe und Publizistikwissenschaftler
- 1968: Rolf Ippen, deutscher Zeitungsverleger
- 1969: Paul Schuh, deutscher Kirchenmusiker
- 1970: Rudolf Bohnstedt, deutscher Dermatologe
- 1970: Fredy Budzinski, deutscher Radsportjournalist
- 1970: Julius Schmidhauser, Schweizer Philosoph
- 1970: Antonio Taffi, italienischer Erzbischof Diplomat des Heiligen Stuhls
- 1971: Jorge Barbosa, kapverdischer Schriftsteller und Dichter
- 1971: David Luce, britischer Marineoffizier der Royal Navy
- 1972: Maria Dahl, deutsche Zoologin
- 1972: Emil Hauck, österreichischer Kynologe
- 1972: Walter Neuweiler, Schweizer Mediziner
- 1972: Chen Yi, chinesischer Armeeführer und Politiker
- 1973: Maurice Thatcher, US-amerikanischer Politiker
- 1974: Ernst Gabriel, deutscher Politiker
- 1974: Franz Horr, österreichischer Politiker
- 1974: Pjotr Michailowitsch Nikiforow, russisch-sowjetischer Revolutionär und Politiker
- 1974: Georg Raederscheidt, deutscher Pädagoge und Hochschullehrer
- 1974: David Alfaro Siqueiros, mexikanischer Maler und Grafiker

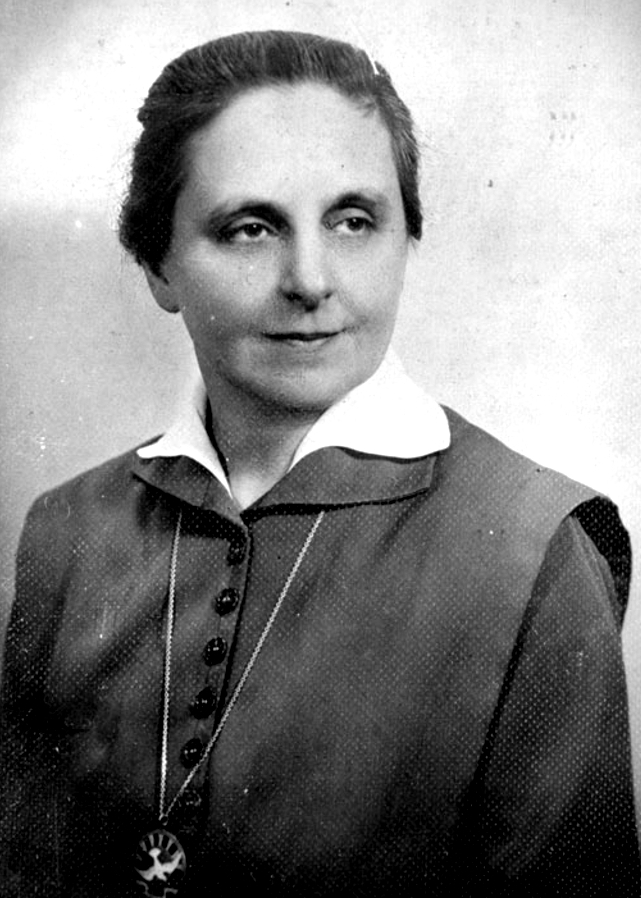
Margit Slachta († 1974)

- 1974: Margit Slachta, ungarische Ordensgründerin, Politikerin und die erste in das ungarische Parlament gewählte Frau
- 1975: Noel Madison, US-amerikanischer Schauspieler und Regisseur
- 1975: George R. Price, US-amerikanischer Biologe

#### 1976–2000
- 1976: José Gabriel Anaya y Diez de Bonilla, mexikanischer Geistlicher, Bischof von Zamora
- 1976: Annemarie Korff, deutsche Schauspielerin
- 1976: Rudolf Szyszkowitz, österreichischer Maler und Grafiker
- 1977: Hanns Lilje, deutscher Theologe, Kunsthistoriker und Landesbischof
- 1977: Gerda Walther, deutsche Philosophin und Parapsychologin
- 1978: Karl Julius Anselmino, deutscher Gynäkologe und Geburtshelfer
- 1979: Giorgio Colli, italienischer Philosoph
- 1980: Piersanti Mattarella, italienischer Politiker
- 1980: Raymond Mays, britischer Automobilrennfahrer und Unternehmer

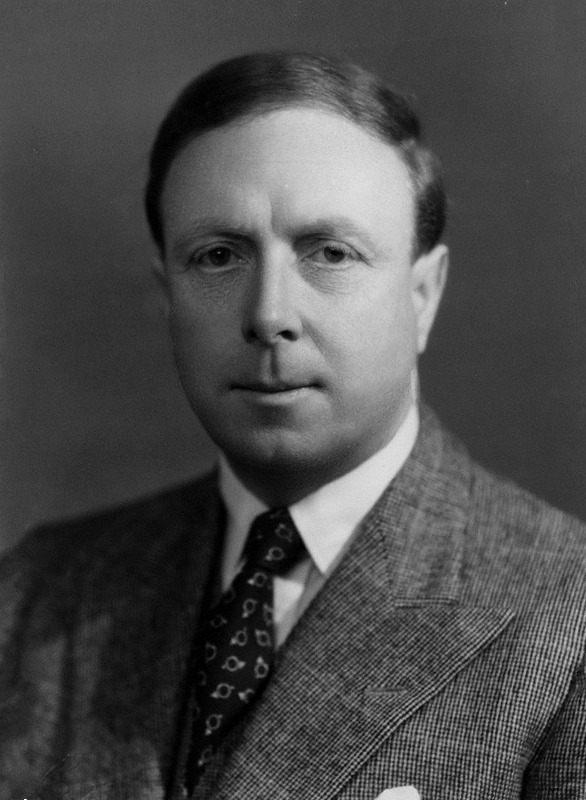
Archibald Joseph Cronin († 1981)

- 1981: Archibald Joseph Cronin, britischer Arzt und Schriftsteller
- 1981: Gertrude Sandmann, deutsche Künstlerin
- 1982: Siegfried Seibt, deutscher Schauspieler
- 1983: Gisela Kühler-Balcke, deutsche Bildhauerin
- 1983: Bernard Stevens, englischer Komponist und Musikpädagoge
- 1984: Hermann Engelhard, deutscher Leichtathlet
- 1984: Icie Macy Hoobler, US-amerikanische Biochemikerin
- 1984: Ernest Laszlo, ungarisch-US-amerikanischer Kameramann
- 1984: Paula Lepa, deutsche Synchronsprecherin und Schauspielerin
- 1985: O. F. Weidling, Talkmaster und Conférencier im Fernsehen der DDR
- 1986: Fernand Oubradous, französischer Fagottist und Komponist
- 1989: Grete Alt-Lantschner, österreichische Skirennläuferin
- 1989: Frieda Goralewski, Atem- und Leibpädagogin und Therapeutin
- 1989: Jim Hurtubise, US-amerikanischer Automobilrennfahrer
- 1989: Edmund Leach, englischer Anthropologe und Elektrotechniker
- 1989: Rhoda Sutherland, britische Romanistin
- 1990: Hans Jaray, Kammerschauspieler, Regisseur und Autor
- 1990: Sophie Piccard, Schweizer Mathematikerin

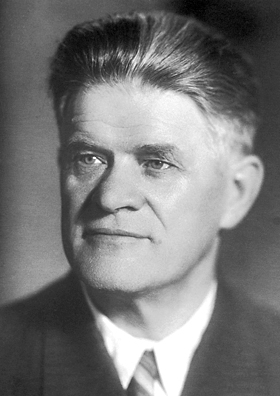
Pawel Alexejewitsch Tscherenkow († 1990)

- 1990: Pawel Alexejewitsch Tscherenkow, russischer Physiker
- 1991: Ahmed Adnan Saygun, türkischer Komponist
- 1991: Heinrich Dathe, deutscher Zoologe
- 1992: Udo Adelsberger, deutscher Erfinder
- 1993: Dizzy Gillespie, US-amerikanischer Jazzmusiker, Komponist, Sänger und Bandleader
- 1993: Charlotte Houtermans, deutsch-US-amerikanische Physikochemikerin und Hochschullehrerin
- 1993: Elke Kast, deutsche Fernsehansagerin
- 1993: Richard Mortensen, dänischer Maler
- 1993: Rudolf Chametowitsch Nurejew, Choreograph, Ballett-Tänzer
- 1994: Harold Sumberg, kanadischer Geiger, Dirigent und Musikpädagoge
- 1995: Ernesto Soto, venezolanischer Autorennfahrer
- 1996: Hildegard Emmel, deutsche Germanistin und Hochschulprofessorin
- 1996: Kurt Schmücker, deutscher Politiker, Bundesminister für Wirtschaft und Arbeit
- 1996: Willy Czernik, deutscher Operetten- und Filmkomponist
- 1997: Göran Borg, schwedischer Mathematiker und Professor
- 1997: Catherine Scorsese, US-amerikanische Schauspielerin
- 1998: Thomas Ellwein, deutscher Politologe
- 1998: Otto Schmitt, US-amerikanischer Biophysiker, Mitbegründer der Biomimetik und Erfinder
- 1998: Georgi Swiridow, russischer Komponist
- 1999: Michel Petrucciani, französischer Jazzpianist
- 1999: Ntsu Mokhehle, lesothischer Politiker
- 1999: Ingeborg Wurster, Journalistin und Fernsehmoderatorin

### 21. Jahrhundert
- 2000: Don Martin, US-amerikanischer Cartoonist des MAD-Magazins
- 2000: Horst Seemann, deutscher Filmregisseur und Drehbuchautor
- 2002: Serge Brignoni, Schweizer Maler

Sanya Dharmasakti († 2002)

- 2002: Sanya Dharmasakti, thailändischer Politiker
- 2002: Fred Taylor, US-amerikanischer Basketballtrainer
- 2004: Max Adenauer, deutscher Politiker
- 2004: Pierre Charles, dominikanischer Politiker
- 2005: Friedrich Chlubna, österreichischer Schachproblemkomponist
- 2005: Ernest Lenart, deutscher Schauspieler
- 2005: Weli Muhadow, turkmenischer Komponist
- 2005: Tarquinio Provini, italienischer Motorradrennfahrer
- 2006: Ilse Losa, deutsch-portugiesische Schriftstellerin
- 2006: Kommandantin Ramona, Kommandantin der EZLN
- 2006: Lou Rawls, US-amerikanischer Jazz- und Soulsänger
- 2007: Frédéric Etsou-Nzabi-Bamungwabi, Erzbischof von Kinshasa
- 2007: Sneaky Pete Kleinow, US-amerikanischer Country-Musiker
- 2007: Georg Tressler, österreichischer Filmregisseur
- 2008: Ken Nelson, US-amerikanischer Musikproduzent
- 2009: Ron Asheton, US-amerikanischer Gitarrist
- 2009: Margrit Kahl, deutsche Konzept- und Prozesskünstlerin
- 2010: Virgílio dos Anjos, osttimoresischer Guerilliero
- 2010: Ivan Medek, tschechischer Politiker und Musikkritiker
- 2011: Gad Granach, israelischer Autor
- 2012: Helmut Friedmann, deutsch-palästinensischer Philologe, Sprachwissenschaftler und Schriftsteller
- 2012: Eleftherios Katsaitis, griechischer Bischof
- 2012: William Francis McBeth, US-amerikanischer Komponist und Dirigent
- 2013: Qazi Hussain Ahmad, pakistanischer Theologe und Politiker
- 2013: Enrique Meneses, spanischer Journalist und Fotograf
- 2014: Karel Gut, tschechoslowakischer Eishockeyspieler und -trainer
- 2014: Karlheinz Küting, deutscher Betriebswirt und Hochschullehrer
- 2014: H. Owen Reed, US-amerikanischer Komponist
- 2015: Rolf Möller, deutscher Maler

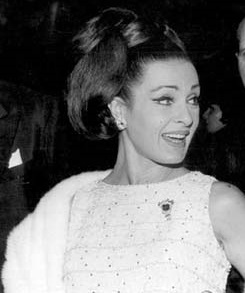
Silvana Pampanini († 2016)

- 2016: Silvana Pampanini, italienische Schauspielerin
- 2017: Om Puri, indischer Schauspieler
- 2017: Francine York, US-amerikanische Schauspielerin
- 2018: Elza Brandeisz, ungarische Tänzerin
- 2021: Wiesław Glos, polnischer Fechter
- 2021: John Land, englischer Hockeyspieler
- 2021: Mehtab Singh, indischer Boxer
- 2022: Peter Bogdanovich, US-amerikanischer Filmschaffender
- 2022: Sidney Poitier, bahamaisch-US-amerikanischer Schauspieler
- 2023: Marc-Kanyan Case, französischer Fußballspieler
- 2023: Christoph Seifriedsberger, österreichischer Ruderer

## Feier- und Gedenktage
- Feiertage
  - Heilige Drei Könige, in Österreich und Teilen Deutschlands ein kirchlicher Feiertag

- Kirchliche Gedenktage
  - Erscheinung des Herrn, Hochfest (anglikanisch, evangelisch, katholisch, orthodox)
  - Walther Paucker, deutsch-baltischer Pfarrer und Märtyrer (evangelisch)

- Namenstage
  - Balthasar, Kaspar, Pia, Wiltrud

- Brauchtum
  - Dreikönigskuchen

Weitere Einträge enthält die Liste von Gedenk- und Aktionstagen.